# 機動戰士GUNDAM 鐵血的孤兒角色列表

\

-->
-->
機動戰士GUNDAM 鐵血的孤兒角色列表列舉出日本動畫《機動戰士GUNDAM 鐵血的孤兒》登場的角色。

## 主要人物
三日月·奧格斯（Mikazuki Augus）
聲：（日）河西健吾、諏訪彩花（童年）；（港）黃積權、袁淑珍（童年）
狀態：陣亡。
火星的民间警备公司CGS所屬的少年，雖然身材矮小，性格溫馴，不拘小節又很寡默，但是若讓他生氣會招致很嚴重的後果，如蓋里歐曾因被誤會撞上克琪與克菈卡差點被他掐死，凱爾妲害死比司吉，又差點殺害歐格時，被他打倒在地。
非常喜歡吃火星椰棗，而且時不時常會帶在身邊，經常會摸出來嚼。
有為了同伴會有不論犧牲自己多少也無所謂的覺悟，执行力非常高，對於自身完全不在意，甚至早有萬一自己因獵魔之故導致全身癱瘓，被歐格和其他人拋棄也無所謂的覺悟。
身上擁有三個阿賴耶識系統的接入口（總計做了三次阿賴耶識系統的手術），但因為反覆動手術而導致身體成長遲緩。
因擅長機動工兵的操縱技術和空間認識能力，而被拜託擔任獵魔鋼彈的駕駛員，一直到現在，他的操從方式為直接把操作方法塞到腦袋裡面，然後靠自己的直覺去操縱。
與歐格擁有著極為深刻的友情羈絆，歐格常用「三日（ミカ）」的暱稱稱呼他，非常信任如父兄一般的歐格的決定，小时候和歐格約定一定要去地球看看，因此堅持自己也要為同伴不斷努力尋求變強的力量，以能更好地執行歐格給予的任務。
只要是牽涉同伴安危的事情，出手殺人絕不手軟，不過只要被他認定是同伴的話，即使先前曾經敵對甚至是殺紅眼，也還是能夠和平相處。
在與接受阿瀨耶識改造的艾因對戰時，差點就要被擊毀，後因歐格罵他才打倒艾因，但也因此右眼與右手無法視物與動彈，只有與獵魔連線時才能恢復正常，後來右手就用三角巾吊著，而這也成為三日月的另一個「口袋」，裡面經常放有火星椰棗、口糧，甚至手槍。
雖然有時在戰鬥中因無法隨心所欲地行動而感到自身的力量不足，但是他每次都會用模擬戰等方式精進自己，並在與強敵間的戰鬥中獲勝。
在駕駛獵魔鋼彈上陣時，不但同樣沒有絲毫猶豫，反而來得更凶狠，完全以攻擊敵人的駕駛艙為優先，大部份被他擊墜的MS當中都是駕駛艙區塊遭到直擊，也因這種攻擊方式，讓三日月與獵魔被稱作「鐵華團的惡魔」，也常被從他手裡逃脫的倖存者稱為「怪物」。
沒有上過學、不擅長閱讀文字；第一次識字時，把庫德莉雅教給他的英文字母寫成左右反轉。
在鐵華團成名後兩年，有著「鐵華團的惡魔」之稱號的他成為團裡的遊擊隊隊長，並繼續駕駛「天狼型獵魔鋼彈」衝鋒陷陣。
看著工作繁重的歐格，曾表示不喜歡看到歐格越來越消瘦的樣子。雖然同時也在櫻農場裡努力學習務農的知識，但對於有興趣以外的東西一概無視並老是想辦法逃避。
克里斯攻防戰時因為獵魔的安全限制之故導致無法上陣，阻止歐格後，將最後的安全鎖解除，單憑一機就摧毀了MA哈斯蒙，但也因此導致右半身徹底癱瘓，以及記憶障礙，其行動必須仰賴他人幫忙。
其聲優在訪談時曾說過三日月這個角色不正常，事實上，第一季時表情比較多，也會有點笨拙的關懷他人，但到了第二季時，除了會在團員與比較親近的熟人面前露出表情外，對外人幾乎是不假辭色，在戰鬥時雖會關心僚機，但是如果要他出手相助也會嫌其礙事，其性格變得十分兩極，是夥伴就毫不猶豫的奉獻與守護，是敵人就毫不猶豫摧毀與殺戮。
後因為末日號角下令要將鐵華團滅團，下定決心要將歐格最後的命令貫徹到底，統整分成兩派的鐵華團團員，率領自願者擋下末日號角的猛攻，最後因破滅魔劍之故導致獵魔受損嚴重，最後陣亡，其名字最後被倖存者刻在位於櫻農場的紀念碑上。
第一季的動向：
第2集奉澳加之命回到地下基地内，駕駛獵魔鋼彈准備迎擊，當雪之丞告訴他開MS時，負擔很大的時侯，只雲淡風輕地自嘲一句「反正平常也都沒在用」。
第3集三號隊叛亂時首先連續槍殺夏艾達和薩沙以，其後的MS決鬥中得勝以後也將克朗克槍殺，三人都是被他雙連擊射殺。
第7至8集和塔賓斯的拉芙達對戰，因獵魔鋼彈能量接近枯竭而陷入絕境，孤注一擲的三日月決定和拉芙達同歸於盡，被進入塔賓斯準備和名瀨進行談判的澳加及時制止。
第9集由名瀨·他賓取漢字名為「三日月·王我主」，表示相較於英文字母，他更喜歡名瀨書寫的「像圖畫一樣」的文字。
第12集使用獵魔鋼彈連續擊殺普魯華茲的多名駕駛員，得知昌弘被擊殺以後惱羞成怒，決心要擊殺庫達爾·卡德爾，並於次集將其擊殺。作戰時稍微有點受到其死前所說的「你其實很享受殺人這件事」的說法而動搖，但隨即拋在腦後。之後受到名瀨·他賓的說話影響，「強吻」了古荻利亞。
第17集駕駛獵魔鋼彈單騎對戰敗於蓋里歐之手，但是和昭弘、仙奴聯手對陣蓋里歐和艾因的組合中占據上風，為蓋里歐起了個新綽號「包發瘟」。
第18集擁抱哭泣的古荻利亞和亞多娜讓二人釋放壓力。
第19集駕駛經蒙特商會提升裝備後的獵魔鋼彈再度和蓋里奧單騎對戰，取得幾乎的完勝，但企圖以奪來的蓋里奧機體的長鎗作出的致命投擲攻擊時，被艾因的機體擋下。後被嘉達的部下拖延，在進入地球引力範圍時未能搭上鐵華團地球小分隊的飛船，極度危險之際回憶起和澳加一起去地球看看的約定，之後憑藉高超的駕駛技術踩著敵機騎士式格雷兹的殘骸，將它當成阻力傘突入大氣層而有驚無險地抵達地面。
第20集因看到已被煮過的魚而漸漸地沒有食慾，所以还是选择吃自己最喜欢的椰棗，結果惹惱了費了不少心思才煮好魚的亞多娜。
第21集和昭弘、仙奴組合面對以嘉達為首的MS部隊，本已令嘉達潰敗，但三日月不慎讓嘉達越過其防守而去追殺澳加和畢斯杰特的MW指揮車，看到二人受重傷後無比憤怒，用大夾鎚矛扼住嘉達的MS。
第22集面對意志消沉的澳加，以「這裡是我們的地方嗎？」「還要殺多少人？」「到底怎樣才能到達那裡？」「我已經不能停下了」等「黑化」色彩明顯的說話使澳加重燃鬥志。
第23集遇到埋伏的嘉達三人小隊，在嘉達喊話要求決鬥時突襲，直接殺掉嘉達的親衛隊部下，隨後在單騎對戰中「虐殺」嘉達令其重傷。三日月準備進行最後一擊之時嘉達被蓋里歐救走，但嘉達隨後還是陣亡。
第24集負責對付末日號角的MS封鎖線。由於三日月被蓋里歐緊緊纏住不得脫身，導致阿吉和西諾先後敗於艾因之手。之後麥吉利斯到來攔下蓋里歐，三日月終於可以分身支援澳加等人並追趕進入市區的艾因，千鈞一發之際從艾因斧下救出古荻利亞、亞多娜和澳加。
第25集初時因為艾因與機體的阿賴耶識同步率遠高於自己而屈居於下風，後來三日月強制提高與獵魔鋼彈的同步，發揮出真正的阿賴耶識力量，扭轉戰局，透過阿賴耶識摸索到太刀的真正使用方法並將艾因擊殺，然而導致右眼幾乎失明和右臂無法正常活動，只有在連結阿賴耶識時才回復。最後與澳加帶領鐵華團一同回到火星。
第二季的動向：
第26集和歐格拜祭在地球犧牲的成員們，包括畢斯杰特。對於歐格所說的話，以「我不知道，但只要歐格繼續前進的話，我就不會停下來。不論是現在還是以後。」來回應他。於最後一幕駕駛高達巴巴托司狼式趕到戰場扭轉形勢，可次集卻因其粗暴操作而停下。
第27集以為夏斯想要欺負亞多娜，出手阻止。
第28集使用高達巴巴托司狼式連續擊殺破曉地平線軍團的多名駕駛員，以後雖正要出手解決山度華奴時被茱莉雅達介入阻攔，次集還是將他制服。
第29集拔槍將亞利姆射殺，隨後跟澳加前往加拉爾號角的火星總部「阿瑞斯」。
第32集趕往地球後，分别解救了麥吉利斯和哈舒，戰後原本想一槍打死拉迪斯，但因塔卡基要自己解決，便將槍支交給了塔卡基，好讓他親自解決掉那個叛徒。
第33集在得知塔卡基要退團後，以「不用擔心我們」來回應他，並表示只有芙嘉才是他真正的家人。
第34集受夏斯的護送，來到櫻農場。但隨後跟古荻利亞和亞多娜聚會時，表示對夏斯過度的欣勤感到煩擾。
第35集跟亞多娜往古荻利亞的辦公室探訪，其間能從照片讀出「芙美頓亞多莫斯小學」的名字。之後和澳加、麥吉利斯等到火星挖掘區去視察機動裝甲MA，不知何故地被某股力量感應，連右眼都開始有動静。
第36集駕駛高達巴巴托司狼式準備迎戰向著城鎮來勢洶洶的MA「哈斯武」，在緊急關頭及時解救了差點要被MA子機群「普隆瑪」分屍的萊特。
第37集因為機體同步率加上保護駕駛員的限制系統問題，導致不能開動巴巴托司狼式往前線。但最後還是不理澳加勸阻，決定要冒險解除限制系統讓機體發揮至最大，並向澳加表示「我這條命本來就是澳加你給我的，我的一切都要是為了澳加而付出才行…」
第38集在打敗哈斯武後，失感癥狀惡化至右半身不遂，並且出現記憶障礙，雖然日後的生活要啟動獵魔的駕駛艙，並且在裡面才能行動，然而卻反而為自己因此可以只專心在戰鬥之上而感到歡喜。向澳加表示現在真正地「靠戰鬥而活下去…」
第39集顯示需連接上獵魔的阿賴耶識系統，才能在機艙範圍走動。随後亞多娜送餐給他，暗示有關小孩子的話題，但他只聯想到食物而惹惱了亞多娜。
第40集得知了名瀨和亞米達的死訊後，亞多娜抱住他痛哭，心里則感到惱羞成怒。
第41集看過名瀨的孩子後，忽然有感而發，直接跟亞多娜談到生孩子的話題，讓亞多娜尷尬不已。其後得知拉芙達被殺的消息後，在即將改修完工的「天狼王型獵魔」駕駛艙外，問澳加「這次要殺多少個？」。
第42集駕駛已改修完毕的天狼王型獵魔上陣，並一口气地殺入賈斯里的「黄金賈斯里號」艦橋上，随後奉澳加的指示把他轟殺。
第43集在蓋里奧與麥基利斯於末日號角基地「梵格爾夫」對質的時候殺進來，支援麥基利斯並與殘命交戰；在交戰中發現對方的戰法似曾相識，讓他聯想起兩年前的艾因·達爾頓。
第44集面對亞多娜的表白還掉下眼淚，上前緊緊的抱著她，表示自己正是為了不要讓亞多娜哭泣而戰鬥。
第45集駕駛著天狼王型獵魔上陣，卻被茱麗葉的蘭吉雷茲茱麗雅一直糾纏著，及後更在千鈞一髮之際讓茱麗葉成功打擾了仙奴向敵方主帥艦橋的突擊。
第46集因茱麗葉的擾亂，以至仙奴的突擊計劃失敗戰死，怒氣難下，險些將茱麗葉擊殺；但其後收到指令唯有撤退。
第47集中跟古荻利亞說明亞多娜有可能懷他的孩子，還說「如果他戰死，能幫亞多娜一起扶養嗎？」
第48集將自己的槍支借給了澳加，對澳加説「要還給我哦」這句話。
第49集得悉歐格的死訊後決定遂行他生前的願望到底，並在末日號角的包圍戰前對鐵華團喊話要一起繼續遵從其命令行動至死方休。
第50集於最後的包圍戰中為了保護其他團員撤退，與昭弘同末日號角大軍戰鬥，豈料坐機被「破滅魔劍」擊中大破、而身受重傷的自己依然讓坐機發揮至最大以奮戰到最後力盡而亡；死前彷彿明白到自己已到達了與歐格約定的地方。
其名字最後被倖存者刻在位於櫻農場的紀念碑上。
所駕駛的機體：CGS機動工兵 → 獵魔鋼彈 → 天狼型獵魔鋼彈 → 天狼王型獵魔鋼彈
歐格·伊茲卡（Orga Itsuka）
聲：（日）細谷佳正、東內麻里子（童年）；（港）李鎮然、伍秀霞（童年）
狀態：遇害身亡。
CGS之中眾少年的領袖。身材高大，人品、領導才能都非常優秀，受到一眾少年的信賴，他也為了不負眾望而努力。
特別是和三日月從小時候就一直在一起，兩人間的互信比兄弟更深厚，和三日月約定一定要帶著他去地球看一看。因為小時候的經歷，令三日月面對澳加有著誓死追隨的深厚友情羈絆。
為事強調合理性，在鐵華團成立後對於想離開的主部隊和少年兵們也一概付清離職金，但也有拜託三日月將利用少年兵的大人們直接處死的無情一面。
為了不讓一眾少年過著被虐待的生活，決定對CGS發起叛變，帶領CGS一眾少年兵建立鐵華團，並且成為鐵華團的首領。
因為背負著三日月的「期望」，幾乎包辦了鐵華團的所有重要工作，為給予大家一個能回來的好歸宿，而逐步將鐵華團塑造成一個大家庭。
在艾布勞代表提名選舉的戰鬥中，成功令鐵華團一躍成名。由於取得成果，得以讓鐵華團以組織的規模去拓展。
為了守護有如家人般的團員，他從不停下來，決心要繼續前進。經常忙得通宵達旦，連三餐也是隨便解決。
第二季登場後改穿棗紅色西裝，努力地為鐵華團處理著自己毫不擅長的各種行政事務，但是如果三日月在戰場上戰鬥，就絕不會逃離戰場，而是站在一邊看著他戰鬥。
但面對嚴峻的戰鬥時會再次披上鐵華團的戰衣，回到戰場發號施令主持大局。
在克里斯防禦戰後，被名瀨指責，只是想快點輕鬆而已，但也被看穿其實是不想拋棄幾乎快成為廢人的三日月，而本人也很清楚三日月對拋棄他的舉動是不會有怨言的，但也因為這樣更不願拋棄為鐵華團做出諾大貢獻的三日月。
: 第一季的動向：
第3集帶領一眾少年兵向CGS發動叛变，在見証三日月與克朗克的對決的當兒，也開始了他们的新規劃，包括為他们一整群少年兵取了名字——「鐵華團」，而自己也自立為首。
第5集開始帶領已被列在團隊名單里的少年兵們往地球出發，途中得知托德的背叛和遭受歐庫斯的襲擊，後在昭弘和三日月與末日號角火星支部對戰之際，指示尤真設障眼法，成功逃离低軌道。
第8集率領敢死隊潛襲鎚頭鯊號，並打算一槍打死馬魯巴，但在名瀨的勸阻下，才勉強收手。在名瀨的教導下，自身也瞭解到「家族」的意義。
第9集率领鐵華團加入迪瓦茲後，与名瀨·他賓結拜為兄弟，由名瀨取漢字名為「御留我·威都華」，在那之前還因高興得喝得醉醺醺。
第10集再次遇到梅莉比特，得知她被迪瓦茲派遣到這兒，從此就開始和她有所抵觸，同時有著奇妙的默契。
第13集吐槽梅莉比特為「巴桑」（大妈／大嬸），随後被反吐槽是「小鬼」（o靚仔）。
第13集宽恕普魯華茲的廢棄人少年俘虏并邀请他们加入鐵華團。
第14集向多特3的勞工移交貨物，後被捲入多特殖民星勞工暴動事件。
第19集和畢斯杰特、梅莉比特、昭弘、仙奴、古荻利亞、亞多娜、塔卡基、拿迪等一起前往地球，三日月在他們之後有驚無險地到達。
第20集決定率領鐵華團繼續冒險、幫助並護送蒔苗至艾布勞代表全體會議的會議場所，和畢斯杰特發生爭執。之後和梅莉比特交流谈心，听从梅莉比特開解。
第21集和畢斯杰特制定打退嘉達部隊的攻勢再商討鐵華團的未來，根據畢斯杰特的作戰計劃指揮鐵華團，幾乎全殲了嘉達的部隊。但二人搭乘的MW（機動工兵）指揮車在撤退之際被惱羞成怒的嘉達發現並追殺，畢斯杰特拼命將澳加甩出指揮車讓澳加倖免於難，自己卻被全毀的指揮車壓成重傷。眼見畢斯杰特陣亡後發出悲嚎。
第22集一度崩潰失神，上船後把自己關在房間裡不見任何人，後被三日月的「黑化」語言重新激起鬥志，並且變得比之前更加激進，決定帶領鐵華團摧毀包括末日號角在內的任何擋路石。
第23集三日月擊退嘉達後向鐵華團宣言「我們已經沒有可以回的地方了，但是我們還有可以去的地方，一定要抵達，我們大家一起」。
第24集率領鐵華團猛攻末日號角在埃德蒙顿的封鎖線三天，損傷慘重，但未收到太大效果。最後一次撤退後在補給基地向鐵華團作出最終決戰動員，但不得不發動所有少年兵，要求他們為澳加的突擊隊擔當誘餌，同時要求梅莉比特帶著傷員離開。在誘餌部隊用自殺式手段進攻封鎖線陷入困境之際，以尤金為首的漁火留守團員援兵及時趕來，支援澳加突擊隊，終於突破了末日號角的MW封鎖線，但在最後一個交通信號燈處被艾因所阻攔。其後艾因企圖將古荻利亞斬殺之際，挺身保護古荻利亞和亞多娜，也被及時趕來的三日月救下。
第25集帶同古荻利亞、亞多娜和從翻倒的汽車中救出的蒔苗改乘MW，讓蒔苗成功趕及出席中樞議會。最後親自駕駛MW並在達加奇的通訊支援下，通知鐵華團全體已經完成任務，並見證三日月將艾因擊敗。最後帶領三日月等鐵華團成員一同回到火星。
第二季的動向：
第26集和三日月拜祭在地球犧牲的成員們，包括畢斯杰特，還對三日月説「畢斯杰特還在的話，他會阻止我嗎？」。
第27集因自知無法避免和「破曉地平線軍團」的一戰，將原本要送到地球的獅電先挪到火星本部使用，對此，讓地球支部的拉迪查非常不滿。
第28集收對從石動提供的情報並有所顧慮，但仍作出正面迎擊破曉地平線軍團的決定。
第29集威脅亞利姆給賠償金，隨後前往加拉爾號角的火星總部「阿瑞斯」，正式跟麥基利斯會面。
第30集在發生爆炸事件後決定提前到地球了解情況。
第33集在收拾地球分部因捲入地球圈國家戰爭而傷亡慘重的殘局當中，聽從麥吉利斯要讓鐵華團成為佔據火星的「王」的建議並執意行之。隨後以一貫爽快的作風接受塔卡基的請辭，在眾人面前肯定他對鐵華團的貢獻並樂意幫他找新工作。
第34集與麥吉利斯協商，但未有與他或麥克馬多先行報備，結果讓迪瓦茲的幹部們對鐵華團的不滿急速上升。到達歲星與名瀨見面，雖然獲得支持，但也遭到警告。
第35集和麥吉利斯、三日月及哈舒等人到火星挖掘區去視察MA。遇上伊歐古的部隊令MA有所反應。
第36集原本已跟麥吉利斯策劃好追擊MA的路線，誰知被伊歐古擾亂了MA的行徑而打亂陣腳。
第37集因為追擊MA的路線一再被打亂，加上兩部高達機體不能開動，決定向麥吉利斯尋求援助。但雪之丞一語道破鐵華團跟加拉爾號角在合作關係上的盲點。其後表示不願意讓三日月冒險成為犧牲品，但反被三日月阻止他企圖親自上陣，並道出二人友情上的深厚羈絆。
第38集把結緣酒杯還給了麥馬度，並且說「如果我們發生什麼對老爹不利的事情，就請和我們切斷關係」，而麥馬度則回應道「如果你敢背叛的話，可是不會簡單了事的」。其後與名瀨交談後，對自己一心要成為火星的「王」，加上獵魔之故導致右半身完全癱瘓的三日月，其實很後悔自己無法給三日月其他的路，然而三日月的回應再次讓他回到原點……
第39集得知名瀨被「阿麗安蘿德艦隊」追擊，想要為他解圍，但遭到名瀨的推辞而感到擔憂。
第40集原本想要不顧一切出動鐵華團介入作戰，但被瑪莉畢特勸止，轉而聽從仙奴的方法集中營救他賓氏成員。最後得知名瀨和亞米達兩人的死訊後，感到痛心，不禁落下了男兒淚。
第41集對於名瀨的死雖然知道是賈斯里在背後搞鬼，但他還是遵從大哥以身作則的遺訓，為了保護「家人」而忍氣吞聲；可是之後拉芙特被殺，讓他下定決心要將賈斯里組織「全部幹掉」。並再次向麥基利斯聯絡，表示互相不會背叛……
第42集率領鐵華團討伐賈斯里，在成功報仇後嘆了一口氣。其後向三日月表示做不做火星的「王」他沒有想過，只希望跟大家在將要抵達的地方一起笑出來……
第43集在漁火内督察地球和月球戰況的時候，先從強行插入的視訊目睹麥吉利斯的宣言，隨後再接收到蓋里奥·巴特韋恩還活著的消息。
第44集接到麥吉利斯的訊息表示要跟「阿麗安蘿德艦隊」正式開戰，對事情心裡存疑，但有感已無退路，只有下令鐵華團全力備戰。其後跟麥吉利斯見面，對於他輕言鐵華團的損傷之態度大為不悅，揮拳擊向他。
第45集在漁火號内負責全力指揮大軍，並三日月指示「這場仗，我們志在必勝」。
第46集因為與「阿麗安蘿德艦隊」的戰事導致鐵華團傷亡慘重，失去了仙奴和螢火號，唯有聽從麥吉利斯，先撤退回火星。面對大堆戰死團員們的屍體，心裡感到迷惘。
第47集於麥吉利斯的「革命」失敗，連累團隊被抹黑孤立之際，為保全大伙透過麥克馬多搭線聯絡萊斯達爾，想以解散鐵華團、交出麥吉利斯和主魔鋼彈甚至自己的性命等條件讓對方放口，但都被萊斯達爾拒絕。
第48集與古荻利亞、雅朵拉、萊德以及查德前往阿德莫斯商會尋找蒔苗，在此之前還向三日月借一把槍。當成功聯絡蒔苖離開商會之際，遇到諾比利斯的槍手攻擊，為保護萊德而挺身擋住槍擊，身中多槍，以死步下了芙美頓的後塵。
其名字最後被倖存者刻在位於櫻農場的紀念碑上。
其實在第1集播出後，聲優細谷佳正早就已經預料到澳加迟早會死去，只是不敢承認。
和三日月一樣，在企劃書的階段裡就已經是現行設定。再者，澳加的下場比當初預定的要早一點。
歐格·伊茲卡临死前说的“不要停下来啊”和相关场景在网路上爆红。
庫德莉雅·藍那·伯恩斯坦（Kudelia Aina Bernstein）
聲：（日）寺崎裕香；（港）柚子蜜
狀態: 存活。
P.D.307年4月8日出生，16歲，是火星自治都市——「克里斯」的首相的女兒，參與火星獨立運動、關係到克里斯獨立的金色長卷髮少女，J罩杯。
長相可愛，心地善良，性格單純，思想純潔；具有才能而且滿腹理想。缺點為缺乏自信，容易害羞。由於是文組生的出身，如「亞哈粒子可產生重力」等關於亞哈反應爐的相關知識卻不太清楚。
曾因為想與三日月握手，結果三日月說自己的手髒而被回絕，因為自己的緣故導致CGS第三隊的傷亡而感到自責，卻反被三日月教訓；後來在降落地球前再次要求與三日月握手，對三日月說自己的手也髒了，但是她卻對此感到驕傲，對身材瘦小卻擁有一雙大手的三日月感到訝異。
在幫忙準備晚餐時因為是第一次下廚，被三日月說料就是要切大塊才好吃而稍微有點自信。
因為三日月總是不留情的話語而深受三日月的吸引，在與麥克馬多商談時，也因三日月的話語下定決心，第二季因梅莉比特前來告知鐵華團要與阿德莫斯商會斷絕關係，曾詢問梅莉比特的決定，才知道梅莉比特因為在鐵華團裡有重要的人所以選擇脫離迪瓦茲，對因自己的身分而無法隨心所欲的行動亦感到苦惱，將鐵華團的所有成員全歸為自己的家人，且亦因自己最重要的人在那裡而感到絕望。
在漁火上經常認為自己什麽忙都幫不上、拖大家的後腿，時常脸紅，話雖如此，仍努力的尋找自己做得到的事。
非常信任女僕芙米坦，作為最優先地坦露心事、徵求意見的對象。现在在鐵華團和亞多娜的交情最為要好。
因為自己的緣故導致多特的叛亂，當機立斷的斷絕諾比利斯的關係，發表演說，成功阻止了末日號角的屠殺。
因壓力過大，被阿特拉趕鴨子上架的三日月抱在懷裡安慰後，大哭發洩情緒後，對歐格與名瀨坦言要利用所有她能利用的一切。
在二年級時因為歷史和經濟學方面的優異成績，以克里斯大學代表的身分前往諾亞基斯。曾經成功整合多位獨立運動家聚集的「諾亞基斯七月會議」，受到各方面的注目。隨後開始發起獨立運動，讓她得到眾多的支持者。
然而諷刺的是她所領導的獨立運動和自己的生命，在末日號角意志大於一切的政體與部分既得利益者眼中，僅是一個能獲得更多權力與資源的籌碼。
這次為了前往地球與艾布勞政府進行談判，委託CGS三號隊擔任她路上的護衛，藉以理解在火星成為社會問題的少年兵。
表面上看起來是個大小姐，但不是一朵愚笨的溫室之花，雖然擁有父母，但因其父親的出賣和母親的置之不理的缘故，讓她對父母感到絕望。
鐵華團成名後兩年，18歲的她回到了火星，成立了涵蓋半金屬的一次加工及流通業務的「阿德莫斯商會」並擔任代表。
她還提出火星的經濟獨立，並且為未就業者的就業提供等問題四處奔走。
除此之外她還幫忙管理包含三日月與阿特拉在內，部分鐵華團成員的薪水。
後受三日月所託，與阿特拉一起養育著曉，深愛著三日月留給她的世界，且不會遺忘他們的存在。
在辦公室的牆上掛著革命少女的畫像，時刻提醒自己的目標意向，也裝飾著她名下經營的工廠、學校與孤兒院，桌上也放著跟蒔苗先生一起的合照，顯出兩人之間的聯繫和信任。
不過為避免自己的作為染上不必要的政治色彩，就連出現在公開場合發言的機會也少了許多，但也因此招來地球解放聯合陣線的報復，唆使破曉地平線的突襲。
因為身後有迪瓦茲的支持而當上火星聯盟的議長，在與萊斯達爾於簽約儀式後的私下交談，坦言告知自己過去有曾被視為低等階級的家人，而她為了完成與這些家人的約定而努力著。
在設定上，庫德莉雅因為和迪瓦茲及鐵華團勾結的地下關係，以政治家來說很黑，並希望她早點下台或者是重生成「清廉政治家」。

## 鐵華團
三日月·奧格斯（Mikazuki Augus）
聲：（日）河西健吾、諏訪彩花（童年）；（港）黃積權、袁淑珍（童年）
狀態：陣亡。
參見主要人物
歐格·伊茲卡（Orga Itsuka）
聲：（日）細谷佳正、東內麻里子（童年）；（港）李鎮然、伍秀霞（童年）
狀態：陣亡。
參見主要人物
比司吉·格里芬（Biscuit Griffon）
聲：（日）花江夏樹；（港）張裕東
狀態：陣亡。
作為參謀角色去協助澳加的少年。頭腦清晰，性格穩重，體型較胖，興趣是讀書。
多特2殖民衛星貧民區出身，在雙親意外身故後他與雙胞胎妹妹（克琪和克菈卡）均到了火星並由祖母照顧。為了賺取祖母和兩個年幼妹妹的生活費，自願加入CGS。
在CGS時期，就與歐格和三日月在同一小隊，並且十分要好，鐵華團成立後一直擔任參謀，具有一定的全局觀，想法行為相對來說比較現實，雖然有時會對澳加的決定有所腹誹，但最後都會理解並支持歐格的決定。
有就學經驗，在鐵華團眾少年間是少數可以看得懂書的人。
有一個在多特3的上班族哥哥薩瓦蘭，不過才與他哥哥相遇沒多久，自己就和雅朵拉一同被哥哥關起來。哥哥為了不讓貧民窟的所有人被捲入戰火，打算把「庫德莉雅」交給末日號角處置，為此比司吉對哥哥感到失望。和雅朵拉獲三日月營救以後，與哥哥訣別。
第21集中負責駕駛機動工兵跟澳加一起指揮，卻被發現並遭凱爾妲追殺，為救了歐格而犧牲自己，被壓在機動工兵下，傷重不治。其死亡對澳加做成極大打擊和愧疚。
其名字於第二季第1集被刻在紀念碑上。
所駕駛的機體：CGS機動工兵
尤金·賽文史塔克（Eugene Sevenstark）
聲：（日）梅原裕一郎；（港）林筠翔
狀態: 存活。
隸屬CGS的其中一名少年，後經由澳加的推薦成為鐵華團副團長。在澳加入隊之前一直是少年們的領導者。體能優秀，頭腦也好，問題是思慮不周，因此缺乏號召力。
對於眾人對澳加的仰慕是心有不甘，起初常與澳加發生衝突。在澳加之下也一直尋找着能出人頭地的機會，為此即使是近乎自殺式的任務也敢於挑戰。
於第5集中用自殺似的方式衝向小行星改變漁火號軌道。
於第19集奮不顧身使用阿賴耶識系統強行控制兩艘艦船，為掩護地球小分隊提供了大量寶貴的時間，被澳加、查德誇讚「非常帥氣」，但自身因為承受負荷過重而大量流鼻血，表現傑出。
第24集率領漁火留守團員趕到愛民頓戰場支援澳加的突擊隊，協助其突破末日號角MW封鎖線。
在經過幾次嚴峻的戰鬥後，待人處事的態度有著明顯的變化。當澳加不在時會恢復其少年的領袖的地位，在戰鬥中不時會代替歐格指揮。
鐵華團成名兩年後，明顯變得更成熟。為了協助工作日漸繁忙的團長，正努力研習軍事兵法。使用阿頼耶識駕駛艦艇時，也常有驚人的表現。
逃出包圍戰後，與查德一起成為庫德莉雅的護衛，知道庫德莉雅最重要的人是三日月留下的孩子‧曉。
所駕駛的機體：CGS機動工兵及各艦 → 獅電（澳加機）
昭弘·亞特蘭大（Akihiro Altland）
聲：（日）内匠靖明、村中知（童年）；（港）周倚天、陸惠玲（童年）
狀態：陣亡。
和三日月等人不同，昭弘是被賣到CGS的少年——即人們口中的「低等階級」，是低等階級少年們的領袖。
本為商人之子，幼年時家人的太空船遭受宇宙海盜襲擊，包括雙親在內的所有成年人均被殺。而他和弟弟——昌弘被擄走，自此變成低等階級的一份子，最後兩人分別被賣到不同地方而天各一方。
由於他的經歷特殊，因此和其他的成員並不怎麼親近，有排他性。閒時都專注於鍛練身體，只要是與訓練相關的事情都會一頭熱地栽下去，對此被糾纏一直陪練的拉芙特大傷腦筋。
由於他接受了兩次阿賴耶識系統的手術，再加上相當熟溪駕駛MW，所以經常在前線執行危險的任務，有著僅次於三日月的駕駛技術，會視三日月為比拼的對手。
鐵華團成立後自己的生殺大權理所當然地轉移到了歐格之下，但歐格把所有低等階級的賣身契都還給了他們，讓他們能以一個「普通人」的身份在團隊裡服務。其後也改口稱呼歐格為「團長」。
後來因為歐格將他們視為一般人對待，作戰風格也大有改變，不再以死纏打鬥，變得比較有彈性，對於三日月交託的任務與指示也會給予回應，認定能放心的把背後交給他人的人，只有三日月與拉芙特這兩人。
於第13集與弟弟昌弘在戰場上重逢，因為外出巡邏時遭到突襲導致塔卡基深受瀕死重傷，在自責與自我貶低時，因為歐格與三日月，還有大家的包容決心將昌弘從伯瓦茲救出，後來因為昌弘的死而跟歐格討要智魔高達駕駛，因為這上面有其弟的最後回憶。
鐵華團成名後兩年，成為二號執行部隊隊長。利用那經常鍛鍊的體格，不論是長時間駕駛MS或是防衛戰等任務他都很擅長。當三日月立於最前線時，負責護衛母艦，以防衛要員的身分和智魔一同奮戰。
另外，他讓入團的前柏瓦茲少年們都冠上自己「亞特蘭大」之姓氏。
於第50集與三日月留下為鐵華團殿後，被三日月嫌棄說不要礙事而回嘴說打完就不背他落跑，因破滅魔劍之故導致機體重創，自己也深受重傷，最後以自機的剪鉗盾夾殺伊歐古這個罪魁禍首後陣亡。遺言是：有個能說嘴的戰績了。
可能因為是「低等階級」出身的原故，對於戀愛十分遲鈍，對拉芙特向自己的示好完全察覺不到，也因此，在拉芙特去世後非常後悔沒能坦白自己的心意。
其名字最後被倖存者刻在位於櫻農場的紀念碑上。
所駕駛的機體：CGS機動工兵 → 格雷茲改 → 重鍛型智魔鋼彈 → 重鍛開鋒型智魔鋼彈
諾爾巴·西諾（Norba Shino）
聲：（日）村田太志；（港）劉奕希
狀態：陣亡。
CGS所屬的開朗少年，是比三日月及歐格還要早加入組織的資深成員。
體型高大擅於近身搏鬥，以此優點展現於對MW的操作上，從CGS時代就在三隊中擔任小隊長職務。個性樂天開朗，有點好色。
面對什麼困難依然充滿幹勁，也有著為同伴著想、很照顧後輩的一面。
鐵華團成立後，擔任MW隊的隊長，也在突入敵艦的部隊中活躍。之後在格雷茲改騰空出來後，轉任為MS駕駛員。
同伴習慣以姓氏稱他為「西諾」，是因為曾被三日月說他的名字「諾爾巴」很像CGS的「馬爾巴」，兩者很容易混淆。
第13集奉命帶領一批少年兵前往柏瓦茲的母艦，並展開襲擊，但目睹一些同伴的殉職，身為帶隊者的他曾因而感到自責。
第17集首次駕駛由克朗克的MS改造成的粉色機體「流星號」出擊，和昭弘一起幫助三日月在對蓋里奧和艾因的組合中佔據上風。
第24集負責對付末日號角的MS封鎖線，在阿吉機體被艾因擊破後前去保護拉芙達，但同樣被艾因以打樁機擊破機體受重傷，所倖存活。
鐵華團成名後兩年，成為一號執行部隊隊長，自稱隊名為「流星隊」，所搭乘的機體都冠上「流星號」之名。行事風格不時讓眾人感到無奈，但也能冷靜地守護著鐵華團不斷壯大。
雖然平常總是表現輕浮，愛開玩笑，但是比其他人更是加倍為夥伴著想。在組織戰略上也不遜於昭弘和尤真。同時也負責擔任新人們的練兵教官，為團隊的向心力著想而自願扮黑臉，對新進團員要求較為嚴格。
於第45集與阿利安蘿德艦隊交戰時遭到破滅魔劍擊中導致機體受損，後企圖以自機裝備的磁軌砲實行斬首特攻失敗，遭到艦隊砲擊戰死。
於外傳《獵殺兀爾德》第九話後篇有登場，在接獲塔賓斯的指示下，為護航所屬運輸艦做準備時，與來自尋環的598相遇，並以改修完畢的格雷茲改III為專用機，與其一同執行任務，過程中激勵了598的鬥志，順利完成任務。
所駕駛的機體：CGS機動工兵（初代流星號） → 格雷茲改II→格雷兹改III（二代流星號） → 獅電改（三代流星號） → 蔽魔鋼彈（四代流星號）
塔卡基·烏諾（Takaki Uno）
聲：（日）天崎滉平；（港）黃淑芬→黃昕瑜
狀態: 存活。
P.D.310年出生，身份如同年少團員的隊長，負責傳令、補給等各種雜務，入團後非常仰慕三日月。
有一個寄養在托兒所的7歲妹妹，為了實現讓她上學的夢想努力而發奮上進。
第10、11集與昭弘結伴進行先導巡邏時遭受柏瓦茲的MS部隊襲擊，駕駛的MW被曼·羅迪撞中重傷至出血，差點喪命，幸好於梅莉比特的及時搶救後保住性命。
第24集中頂替了比司吉擔任歐格的MW駕駛員，將蒔苗等人送往會場，並驅使LCS升空，讓歐格下達所有團員不准死，再怎麼狼狽也要給他活著爬著回來的命令。
鐵華團成名後兩年，15歲的他被配屬在地球支部，並和妹妹一起租住公寓。
用那既溫柔又很會照顧人的個性，和查德一起支持著地球支部。
不時招待原為柏瓦茲廢棄人少年兵的阿斯頓到家裡作客，兄妹倆亦漸漸跟阿斯頓培養出深厚感情。
因拉迪斯的背叛，導致阿斯頓的死，在要求尤金與三日月和拉迪斯單獨談談後，從三日月手中接下手槍，親手處決拉迪斯。
後因自責和需要照顧芙卡而於第33集退出鐵華團，後被交託拉斯克的事務所，成為拉斯克的秘書，精心培養，未來會成為拉斯克的繼承人。第49集再度登場，聯絡身陷困境的鐵華團希望可以幫忙。
因庫德莉雅教他識字而十分尊敬她，在低潮時亦因她的話語重新振作，目前以能幫庫德莉雅的忙而努力著。
所駕駛的機體：CGS機動工兵（宇宙型）→ 蘭度曼·羅迪
查德·查丹（Chad Chadan）
聲：（日）石谷春貴；（港）張方正
狀態: 存活。
隸屬CGS的「廢棄人」，是一支機動工兵部隊的班長，之後擔任漁火的控制員，初期與尤金的互動比較多。第2季初擔任地球支部部長。
因為為人正直，又富有責任感，團員們都對他十分信任。
於第19集跟尤金一起掩護眾人前往地球，隨後於第24集和尤金等其他漁火留守團員來到愛民頓支援澳加的突擊隊。
鐵華團成名後兩年，成為負責帶領鐵華團地球支部的艾布勞軍事顧問。
第30集於艾布勞防衛軍成立典禮中獲蒔苗指名邀請出席，但開始前兩人被炸彈暗算襲擊，生死未卜。
第33集康復出院後，因得知無數成員，包括阿斯頓的犧牲，而自責不已，隨後立即撤銷地球支部。
在地球支部解散後，重新回到火星本部跟大家一起作戰。
與雪之承交談後因為他的身上沒味道而感到疑惑，後才從庫德莉雅與阿特拉口中得知雪之承正與梅莉比特交往而大吃一驚，去追問昭弘與萊德時才知道只有自己因為身處地球分部的關係是唯一尚不知情的人而大受打擊，絕望地問著說「我是你們的同伴吧？」
逃出鐵華團包圍戰後，與尤金一起成為庫德莉雅的護衛，邀請庫德莉雅一起參加策畫雪之承夫婦的第二個孩子的出生慶祝會遭到婉拒，經尤金說是因為最重要的男人在等她而表示理解。
所駕駛的機體：CGS機動工兵 → 蘭度曼·羅迪
但丁·摩古羅（Dante Mogro）
聲：（日）濱野大輝；（港）巫哲棋
狀態: 存活。
隸屬CGS的「廢棄人」，是一支機動工兵部隊的班長，也是一位電子戰專家，同查德也擔任漁火的操舵手，初期與尤金的互動比較多。第2季當上MS駕駛員。
於第7集中突襲錘頭鯊時以高超的駭客技術讓歐格等人成功突入艦橋。
於第17集中在多特殖民星時想駕駛獵魔送去給三日月，卻因為太小看獵魔回饋的資訊量而失敗，因為獵魔的安全裝置已被解除，只有三日月有能力承受。
鐵華團成名後兩年，隸屬鐵華團一號執行部隊。由於鐵華團擁有的MS機體增加，終於能當上盼望已久的MS駕駛員。
駭客實力依舊，於第27集中，還能從被擊破的敵方機體駭出敵方首腦的下落。
鐵華團包圍戰中是自願者之一，於第50集中被昭弘趕離戰場，後來在庫德莉雅經營的孤兒院擔任志工。
所駕駛的機體：CGS機動工兵 → 獅電 → 蘭度曼·羅迪
萊德·麥斯（Ride Mass）
聲：（日）田村睦心；（港）吳羨婷
狀態: 存活。
雖然常口不擇言，但其實很關心同伴，又充滿朝氣的少年兵。同樣仰慕駕駛獵魔鋼彈的三日月。
論崗位，他可算是設計師，因為鐵華團的標誌和流星號頭上那奇怪的圖案是他一手設計出來的。
第24集主動向澳加請戰，令澳加堅定了發動所有團員一起進行大決戰的決心，之後擔任掩護澳加突擊隊的誘餌部隊成員之一。期間所駕駛的MW在突擊時墮河，第25集證實存活但身受重傷，是誘餌部隊少數倖存者。
鐵華團成名後兩年，隸屬在二號執行部隊的昭弘之下。
第48集擔任歐格的護衛，卻因歐格的保護導致歐格死去，最後帶著其他下定決心要為歐格報仇的少年兵，親手以三日月留下的手槍殺掉諾比利斯。
配帶著兩人的遺物，分別是歐格的紅領巾與三日月的手槍。
所駕駛的機體：聯合式機動工兵 → 獅電 → 獅電改（雷電號）
亞馬基·基爾瑪頓（Yamagi Gilmerton）
聲：（日）齊藤壯馬；（港）伍秀霞
狀態: 存活。
擅長機械整修的無口少年，同性戀者，腦筋不錯。
偶爾會被同伴意外地感動。喜歡西諾，於劇情中多次不經意地描繪。
鐵華團成名後兩年，依舊是技術員。和雪之丞一起負責機動戰士和機動工兵的整修。為人沉默寡言並且很溫柔。
在為了哀悼與博瓦茲戰鬥而戰死的人時，提出以推進器使用的氫做成冰花來代替送葬禮炮。
西諾戰死後才從尤金口中得知，西諾早已知道他的心意，但並沒有排斥，反而很開心鐵華團裡有各式各樣不同的人存在。
逃出鐵華團根據地後，在雪之承開設的工廠繼續擔任整備員。
於外傳《獵殺兀爾德》第九話後篇有登場，在接獲塔賓斯的指示下，為護航所屬運輸艦做準備時，與來自尋環的598相遇，自己則負責駕駛裝載機體的庫坦參型，並一路護航所屬運輸艦，直到任務完成為止。
阿斯頓·亞特蘭大（Aston Altland）
聲：（日）熊谷健太郎；（港）李震權
狀態：陣亡。
與昌弘一起為柏瓦茲勞役的廢棄人少年兵，在戰鬥結束後，與迪魯馬和其他生還的柏瓦茲少年兵一起成為鐵華團的一員。
鐵華團成名後兩年，和塔卡基一起配屬到地球支部。因為昭弘的意願讓所有原隸屬柏瓦茲的廢棄人們（包括他在內）都冠上他的姓氏。其機動戰士操縱技術，在地球支部是數一數二的。
在地球支部的時期與塔卡基兄妹有很多相處的機會，讓他感受到自己作為「廢棄人」以外的價值，曾表示為了守護他們兄妹倆的幸福會不惜一切，與塔卡基和芙卡漸漸培養出深厚感情。
第32集在戰鬥中遭遇麥基利斯的部隊，因不清楚其與鐵華團的合作關係而發生衝突，為保護達加奇而將其撞開並擋下麥基利斯的攻擊，被破碎機件貫穿身體受到重傷。之後向前來救援的達加奇表示廢棄人就是要扼殺自己的心才能活下去，若有了感情就會在同伴被殺時感到悲傷，因此希望沒有遇見達加奇和芙嘉，不然在自己離世時就會有了牽掛；最後向達加奇道謝後傷重陣亡。遺言為：｢但是……謝謝……｣。
所駕駛的機體：曼·羅迪 → CGS機動工兵 → 蘭度曼·羅迪
戴瑪·亞特蘭大（Derma Altland）
聲：（日）室元氣；（港）陳灝瑋
狀態: 存活，但左臂殘廢。
與昌弘一起為柏瓦茲勞役的廢棄人少年兵，也是告知其他少年有關輪迴轉世的事的人。
在戰鬥結束後，與阿斯頓及其他生還的柏瓦茲少年兵一起成為鐵華團的一員。
因為昭弘的意願讓所有原隸屬柏瓦茲的廢棄人少年都冠上他的姓氏「亞特蘭大」。
鐵華團成名後兩年，在一號執行部隊駕駛機動戰士進行戰鬥任務，從屬於但丁。
在破曉地平線突襲時掩護但丁，因為三日月突然阻止他們追擊，才知道三日月弄壞了才剛整修好的獵魔，與但丁一起輪流大罵三日月。
於第46集中與阿利安蘿德艦隊一戰後失去左臂。
於第49集本想成為圍攻戰自願者但是被阻止，昭弘要求他以亞特蘭大的姓氏為榮並活下去，後與但丁一起在孤兒院工作，左臂裝有義肢。
所駕駛的機體：曼·羅迪 → CGS機動工兵 → 獅電 → 蘭度曼·羅迪
艾爾加（Elgar）
聲：（日）芳野由奈；（港）葉曉欣
狀態：陣亡。
留著金色短髮的男孩，原隸屬CGS，於第1集登場，後成為鐵華團團員，年紀在團中而言也算非常年輕。
於第13集起與其他孩子跟隨庫德莉雅教授閱讀和寫字。
於第21集千歲島之戰和第24集愛民頓突圍戰中擔任後援整備班。
於第26集起成為漁火號的操舵手。
第50集在最後的包圍戰中被敵方MS擊中駕駛艙，陣亡。
所駕駛的機體：CGS機動工兵→ 獅電
其名字被強行刻在紀念碑上。
安比（Embi）
聲：（日）石上靜香；（港）李潤知
狀態: 存活。
帶著紅色織帽的男孩，原隸屬CGS，於第1集登場，後成為鐵華團團員，年紀在團中而言也算非常年輕。
於第13集起與其他孩子跟隨庫德莉雅教授閱讀和寫字。
於第21集千歲島之戰中擔任後援整備班。
於第24集前的三日三夜戰爭中身受重傷，雙眼和左臂皆有明顯傷勢，被阿特拉悉心照料。
於第26集起成為螢火號的操舵手。
第50集最後成功逃出來的一幫人。與大夥逃出來後五年，跟萊德和選擇報仇的前鐵華團少年兵們一起去暗殺諾比利斯。
所駕駛的機體：CGS機動工兵→獅電改(雷電號
托羅（Trow）
聲：（日）久保百合花
狀態: 存活。
倒轉帶著藍色鴨舌帽的男孩，原隸屬CGS，於第1集登場，後成為鐵華團團員，年紀在團中而言也算非常年輕。
於第13集起與其他孩子跟隨庫德莉雅教授閱讀和寫字。
於第21集千歲島之戰和第24集愛民頓突圍戰中擔任後援整備班。
於第27集起成為機動工兵部隊指揮，並訓斥哈舒等新兵根本沒有死亡的覺悟。
第50集最後成功逃出來的一幫人。與大夥逃出來後五年，跟萊德和選擇報仇的前鐵華團少年兵們一起去暗殺諾比利斯。
所駕駛的機體：CGS機動工兵→CGS機動工兵（白色塗裝）→獅電
希爾梅（Hirmet）
聲：（日）大地葉
狀態: 存活。
留著黑髮的黑人男孩，原隸屬CGS，於第1集登場，後成為鐵華團團員，年紀在團中而言也算非常年輕。
於第13集起與其他孩子跟隨庫德莉雅教授閱讀和寫字。
於第21集千歲島之戰和第24集愛民頓突圍戰中擔任後援整備班。
於第26集起成為漁火號的航行士。
第50集參與鐵華團包圍戰，力戰到最後被昭弘趕離戰場，最後成功逃出來。與大夥逃出來後五年，跟萊德和選擇報仇的前鐵華團少年兵們一起去暗殺諾比利斯。
所駕駛的機體：CGS機動工兵→獅電
迪奧斯·明高（Dios Minko）
聲：（日）熊谷健太郎
狀態：陣亡。
原隸屬CGS的金髮綠眼少年，後成為鐵華團團員，與同伴關係不錯，為人冷靜且對鐵華團有著絕對忠誠，深得眾人信任，而且不少團員，包括澳加，都對他的死露出哀傷之情。作戰時有打側射擊的習慣。
於第7集首次登場，與澳加、西諾、但丁和格特一起突襲鎚頭鯊號，潛入艦橋威脅名瀨·他賓，表現傑出。
於第21集千歲島作戰中，負責於宅邱當誘餌，將陸戰部隊引到寓邸的陷阱炸死，成功殲滅登岸的機動工兵部隊，再度以傑出表現完成任務。
於第24集愛民頓突圍戰中打算再次當誘餌，將末日號角守軍的炮火吸引以爭取時間讓同伴突圍，但由於對方人多勢眾，很快就被擊毁，白白犠牲。
其名字於第二季第1集被刻在紀念碑上。
所駕駛的機體：CGS機動工兵
格特·謝奧（Gatt Zeo）
聲：（日）手塚弘道
狀態：陣亡。
原隸屬CGS的黑髮少年，後成為鐵華團團員，性格衝動魯莽，經常抱怨，作戰方式瘋狂。
於第7集首次登場，與澳加、西諾、但丁和迪奥斯一起突襲鎚頭鯊號，潛入艦橋威脅名瀨·他賓，表現傑出。
於第21集千歲島作戰中，負責於宅邱當誘餌，將陸戰部隊引到寓邸的陷阱炸死。雖然過程中不斷抱怨，但成功殲滅登岸的機動工兵部隊，再度以傑出表現完成任務。
於第24集愛民頓突圍戰中，擔任前線副指揮，看見不少同伴犠牲後極為惱怒。於最後一波攻勢把損壞的聯合型機動工兵外甲綁在其工兵前方坦傷，並與萊德一起當誘餌吸引火力蠻衝，結果萊德在橋上被擊中墮河，而格特則在差一步衝出防線時被守軍集中炮擊，壯烈陣亡，但成功吸引末日號角守軍聚集在橋上，製造空間讓澳加等人突圍。
其名字於第二季第1集被刻在紀念碑上。
所駕駛的機體：CGS機動工兵
丹吉·艾雷（Danji Eyray）
聲：（日）山下大輝；（港）袁淑珍
狀態：陣亡。
CGS少年隊成員，達加奇的好友。
生前曾說過自己願望是「要死那時就是要悶死在巨乳裏」，也顯示出少年兵的潛在隱憂。
第1集末日號角襲擊CGS時得到歐格認可駕駛MW出擊，在歐利斯試圖射擊總部時意圖阻止，但反遭歐利斯擊墜，能算的上是遺骸的只剩下裝在身上的阿賴耶識系統碎片。
雖於鐵華團成立前已死去，但其名字仍於第二季第1集被刻在紀念碑上。
所駕駛的機體：CGS機動工兵
涅利亞·尼爾芬（Neriya Nelfin）
狀態：陣亡。
原隸屬CGS的少年，後成為鐵華團團員。
於第12集與西諾、但丁和另外兩名團員潛入柏瓦兹艦時，因西諾動了惻隱之心而拒絕但丁的建議，留下了一群柏瓦兹少年兵的性命，卻反遭他們槍擊，過程中身中多槍陣亡。
於第13集送葬。
其名字於第二季第1集被刻在紀念碑上。
亞瑟·那魯赫特（Alpha Naruholt）
狀態：陣亡。
原隸屬CGS的棕髮少年，後成為鐵華團團員。
於第21集千歲島之戰中負責牽制海灘登岸的陸戰步兵部隊。
於第24集與澳加、塔加奇、阿特拉一起護送蒔苗和庫德莉雅到國會。突圍進入愛民頓城市範圍內後被從天而降的艾因突襲，在庫德莉雅與艾因對話時移動砲管試圖瞄準艾因偷襲，卻反被艾因擊殺。
其名字於第二季第1集被刻在紀念碑上。
所駕駛的機體：聯合型機動工兵
哈舒·密迪（Hush Middy）
聲：（日）逢坂良太；（港）鍾見麟、謝潔貞（童年）
狀態：陣亡。
於第二季登場，P.D.308年出生，為貧民窟出身的鐵華團新團員。
在他還小的時候，童黨的老大畢爾斯試圖加入CGS為改善他們的生活，但結果阿賴耶識手術失敗，變成殘障；其中提到自己連一次手術都抵不住的不中用，但身旁的「小個子」卻成功做了三次手術（畢爾斯口中的小個子即是三日月）。最後畢爾斯因為不想成為大家的負累而自殺。
正因如此，才會讓他對阿賴耶識系統以及身為王牌駕駛員的三日月有著強烈的執著，只要一聽到敵人來襲就極力希望表現自己的能耐。
開始的時候總是對「小個子」三日月抱持質疑的態度，認為他只是因為靠著阿賴耶識系統才比別人強悍；但在自己首次駕駛MS出動之後，差點被殺結果被三日月所救，但被嫌礙事，因此意識到自身能力的差距並不只在於阿賴耶識的力量，開始對三日月的態度轉為敬重，甘願跟隨在三日月之下，三日月在與哈斯蒙作戰結束後導致右半身癱瘓後，成為專屬人肉輪椅。
於最終戰時與三日月等人一同迎擊，但因為辟邪的地面作戰資料太少，因此陷入苦戰，之後因為一時大意而遭敵機重創駕駛艙，在反過來擊毀敵機後因失血過多而死。最後其名字被強行刻在紀念碑上。
所駕駛的機體：鐵華團機動工兵 → 獅電 → 辟邪
薩古·羅奧（Zack Lowe）
聲：（日）古川慎；（港）胡家豪
狀態: 存活。
於第二季登場，鐵華團的新團員，因為想成為帥氣的男人，加之對團長澳加極度崇拜而入團。
廢話連篇，做事又不認真，在練兵中時常受到教官叮嚀。然而因為在進團之前有上過學並專修工業課程，對阿賴耶識有著一定的了解，反而在維修組能學以致用。
在某次帶西諾去自己常去的某個場所後，似是掌握了對方的弱點一般，而且讓這兩人的前後輩關係產生了微妙的變化。
鐵華團包圍戰是希望哈舒能倖存，但是從但丁口中得知他已戰死。
後在雪之承的工廠上班。
戴恩·胡凱（Dane Uhai）
聲：（日）木村昴；（港）陳成港
狀態: 存活。
於第二季登場，比哈舒和薩古兩人早進團一個月的鐵華團新團員，進團前的他曾是個殺過不少人的殺人犯。
身型巨大，沉默寡言，個性穩重又極為成熟，和團員說話時常常只是默默點頭。
雖然體型巨大卻很擅長細微的工作，隸屬於維修組。
因為只有鐵華團願意包容他，不去計較他的過去，所以不管發生什麼事都不會退團，逃出後在雪之承開設的工廠擔任員工。
拉古斯·尼路法（Lux Leloufa）
聲：（日）本橋大輔
狀態：陣亡。
帶著藍色頭巾的鐵華團地球支部的團員，達加奇的好友。地球支部的小頭目，估計是鐵華團成名前的舊部，有豐富的戰鬥經驗，戰鬥時會指揮其他團員。
第31集在艾布勞與SAU一戰中，為了阻止在達加奇下了撤退命令仍繼續進攻的正規軍人而上前攔截，不幸被流彈擊中。
所駕駛的機體：鐵華團機動工兵（白色）
多利·法爾盧（Tori Thaulow）
狀態：陣亡。
鐵華團地球支部的團員，達加奇的好友。地球支部的小頭目，估計是鐵華團成名前的舊部，有豐富的戰鬥經驗，戰鬥時會指揮其他團員。
第31集在艾布勞與SAU一戰中，因顧著提醒團員不要停下來，並試圖掩護一部停駛的MW而被敵方MS擊中。
所駕駛的機體：鐵華團機動工兵（白色）
拿迪·雪之丞·迦什帕（Nadi Yukinojo Kassapa）
聲：（日）斧篤志；（港）陳永信
狀態: 存活。
CGS的维修員，本來是專門做機動工兵的维修，是原CGS中唯一對澳加和三日月等小孩親切的大人，所以非常受孩子們信任與尊敬，不過老拿三日月沒轍。
許多少年兵、包括三日月都稱他為「老爺／大叔」。
雙腳因過去的戰傷而喪失，換成了義肢。
在末日號角來襲時，沒有跟隨第一隊逃跑，而是留在基地裏幫忙三號隊啟動獵魔鋼彈；在三號隊的叛亂佔領CGS後自願留下繼續從事機械修理。
由於是專修機動工兵，對於機動戰士相關資訊顯得較為缺乏，光是整修獵魔鋼彈就已經花費他莫大的心力，也不擅長操縱機體，從歲星追上漁火時，還因此被出擊的三日月丟到一邊不管，只因為他已經不在戰鬥範圍，安全無虞。
體臭在本身不注重衛生的鐵華團員當中特別嚴重，雅朵拉光靠近他就會被臭得睜不開眼睛。
對於少年的行動不會在一旁嘮叨，而是在旁邊默默守護著他們，猶如父親一樣。
鐵華團成名後兩年，依然帶領鐵華團維修組，對於不習慣MS的整修感到棘手，不過在得到迪瓦茲的技術協助後提升了整修知識，在機庫準確地發號施令，是個默默地守護著鐵華團的可靠「大叔」。
鐵華團包圍戰後，開設了卡薩巴工廠，雇用了不少原鐵華團的成員，已與梅莉比特結婚，目前正準備迎接第二個孩子。
所駕駛的機體：庫坦參型
迪克斯達·告拿斯特（Dexter Culastor）
聲：（日）江越彬紀；（港）陳耀楠
狀態: 存活。
原CGS主力隊成員，是繼雪之丞後CGS裡另一位對小孩露出善意的大人。
在三號隊叛亂後雖然想退出CGS，但因為CGS的會計一直都由他負責，歐格與比司吉遂強求他留下來，繼續擔任鐵華團的會計。
協助鐵華團處理完CGS的舊賬以及辦理出港手續。在鐵華團主要成員前往宇宙後依然留在火星繼續照顧其他少年兵，並匯報後續。
對自己的無力也很無奈，逃出鐵華團包圍戰後，便繼續協助庫德莉雅。
梅莉比特·斯泰普頓（Merribit Stapleton）
聲：（日）田中理恵；（港）曾秀清
狀態: 存活。
在的酒吧消費的女顧客，赠送手绢给醉酒呕吐的歐格。
原先在迪瓦茲的銀行部門工作，後來被安排作為鐵華團的財務顧問及線人隨他們上船，之後因為職務關係经常與身為團長的歐格接觸。
其醫療技術也不輸給職業級的醫術水準，救了塔卡基的性命。
多次指出歐格作為團長的不足，第13集遭歐格吐槽為「大嬸」，隨後反吐槽歐格是「小鬼」）。
非常關心孩子們，對因比司吉的死而陷入低潮的鐵華團成員感到非常憂心，也很擔心無法振作的歐格，雖有雪之承的安慰但仍無法放心。
因歐格的過激反應而不贊成，卻被萊德與塔卡基反嗆，在暴怒的三日月以慘無人道的方式虐殺凱爾妲與她的親衛隊的同時，想讓孩子們回車廂卻再次遭到反抗而深感自己的無力。
鐵華團成名後兩年，擔任鐵華團火星本部的經理人。一邊為鐵華團的少年們那種不得不賭上生命的生存方式感到難過，一邊支援著他們。
雖然對鐵華團的行事作風不甚認同，不過因為長時間相處，明白他們都是那種就算講了也沒用的個性，依然在團長身邊不厭其煩地作出理性的分析和勸諫，對此歐格是完全拿她沒轍。
對七星家族頗有認識。
帶著歐格的命令與庫德莉雅斷絕關係後，因為已從迪瓦茲辭職，所以繼續留在鐵華團，逃出包圍戰後，與雪之承結婚，目前第二個孩子的預產期快到了。
拉迪斯·尼洛多（Radice Riloto）（第二季）
聲：（日）深川和征；（港）鄧志堅
狀態：被處決。
於第二季登場，是迪瓦茲派來的鐵華團地球支部審計員兼監察員，平時擔任會計和業務的工作。
對於鐵華團那種缺乏合理性和理論性的思考方式感到焦躁，屢次產生衝突。
與加蘭合謀背叛鐵華團，一直阻止鐵華團的主力部隊登陸，卻沒想到鐵華團不從艾布勞的宇宙港登陸，而是改從SAU的宇宙港登陸，拼命辯解與求饒，本來三日月說因為他的緣故導致很多同伴因此犧牲，而想親手處決，最後被塔卡基阻止，兩人單獨談過後，被塔卡基親手處決。
梅爾（Mail）（第二季）
聲：（日）小林裕介；（港）李安邦
狀態：陣亡。
於第二季登場，為鐵華團的新團員，在破曉地平線團一戰中陣亡。

## 火星

### 克里斯護衛保全 CGS
馬爾邦·奧凱（Maruba Arkay）
聲：（日）寶龜克壽；（港）張炳強
狀態: 被流放到資源衛星當奴隸。
克里斯護衛保全（CGS）社長，當年發現獵魔鋼彈的人物。既无人望又胆小吝嗇，大量買入「廢棄人」當作肉盾，並強制少年兵在無麻醉下接受阿賴耶識系統手術。三號隊地位低下也是他造成的。
在末日號角襲擊CGS基地時帶著大筆資金逃走後失蹤，之後卻在鐵華團開走漁火時再度露面，現身在他賓氏戰艦鎚頭鯊號上。
从火星逃走後煩惱後續時偶遇生意伙伴的名瀨，得到其協助下本以為可以解決事件，結果遇上了被鐵華團開走的「鬼火（漁火）」。
第7集裡大表對少年兵不屑一顧的態度，後被鐵華團突襲小隊強登鎚頭鯊號內部時氣急敗壞說出自己將眾少年兵身上植入阿賴耶識系統的事，並且叫名瀨將他們都給殺光。
第8集被名瀨送去迪瓦茲所屬的資源採掘衛星當苦工還債。
夏艾達·冠尼爾（Haeda Gunnel）
聲：（日）山口太郎；（港）馮錦堂
狀態：被處決。
主力隊的領導，地位僅次於馬爾邦。視三號隊為棄子，並時常以高壓和暴力手段来壓迫和命令他們。
在三號隊叛亂時，是第一個被三日月槍殺的人。遺言是：｢等一下，你要幹什…｣。
薩沙以·恩格斯（Sasai Yankus）
聲：（日）野川雅史；（港）馮志輝
狀態：被處決。
主力隊成員，夏艾達的典型跟屁蟲。時常被馬爾邦當小弟使喚。
當三號隊叛亂時試圖反抗，隨即被三日月槍殺。遺言是：｢你這混蛋｣。
加斯帕（Jasper）
狀態：已死亡。
在CGS記錄中多次出現的人名，於末日號角襲擊CGS基地時戰死。
興趣是在垃圾當中挖有趣的資料，也擅長解讀和復元數位資料。對於MS以至鋼彈都莫名期妙地博學。
某人曾拜託他復修自廢品店處買來的數位資料，翻出了例如繁華建築和白紙等可能與厄祭戰爭以前的時代有關的影像資料。
資料似乎在他死後被對方與他的遺物一同整理好（記錄上沒有說明動向，可能是留在基地裡）。
佛朗哥（Franco）
狀態：已死亡。
在CGS記錄中出現的人名，於P.D.323年7月28日前死亡。

### 克里斯
雅朵拉·米克斯塔（Atra Mixta）
聲：（日）金元壽子；（港）凌晞
狀態: 存活。
在火星自治都市克里斯一間雜貨店「Haba's Store」（夏芭小店）工作的米色妹妹頭的少女，常運送食材到CGS。
性格天真淳樸，對一眾少年很親切，表現出超出年龄的成熟，但實際上喜欢胡思乱想。
自小便失去雙親，10歲以前都是在紅燈區夜店裡當打雜，因無法忍受經常被打罵的艱苦日子而逃跑。後來巧遇三日月並在對方幫助下得到管店的夏芭收留並自此在雜貨店打工，因有接受夏芭的教導故懂看和寫字。
因不想放棄三日月而向雜貨店辭職，並自願進入鐵華團擔任主廚。然而因為負責的職任關係始終不能像庫德莉雅般經常與三日月走在一起，開始感覺到有一種距離感。有些羡慕庫德莉雅，但还是将她視為同三日月戀愛的道路上的「戰友」。
喜欢三日月，已接受阿蜜達的「洗腦」，認為自己可以和三日月、庫德莉雅一起組成家庭。
鐵華團成名後兩年，繼續擔任大廚小姐負責伙食管理。由於鐵華團的資金變得充裕，終於能夠購買到之前買不起的新食材，每天都在規劃新的菜單。依舊對三日月抱有好感。
第一季的動向：
第15集被薩瓦蘭誤當作庫德莉雅而和比司吉被抓走。為了轉移目標以保護本尊而跟末日號角的士兵宣稱自己就是庫德莉雅，被抓去倉庫痛揍拷問，其後和比司吉獲三日月營救。
第18集要求三日月用擁抱來安慰因壓力過大而哭泣的庫德莉雅，看到庫德莉雅在三日月懷裡放聲大哭後自己也隨之大哭宣洩自己的壓力，和庫德莉雅一起被三日月擁抱。
第19集前往地球，看到三日月有驚無險地抵達後激動地落淚。
第20集和拉芙特、雅芝和艾歌一起在煮魚，但因看到三日月不敢吃而大怒。之後自己嚐了那條魚的味道觉得驚人地好吃。
第22集見到比司吉遺體傷心地跑開，想到格里芬雙胞胎姐妹拜託她照顧比司吉的事而非常愧疚。
第24集主動請纓駕駛汽車，載著庫德莉雅和蒔苗前往會場，但汽車被艾因所阻攔而翻倒，因安全帶而保著一命。之後艾因企圖將庫德莉雅斬殺之時保護庫德莉雅，也得及時趕來的三日月救下。
第25集改乘MW，並趕及出席中樞議會之後，見證庫德莉雅發表的演說。
第二季的動向：
第27集給庫德莉雅送上親手做，與三日月三人同款的手繩。隨後聽到哈舒說想要進行阿賴耶識手術，表現激動並上前予以訓斥。
第29集與庫德莉雅談心，對於庫德莉雅的擔懮，表示會給於她极力的支持。
第34集對於三日月和哈舒從地球回來後就一直形影不離感到疑惑。隨後聽到庫德莉雅說「三日月的夢想由我負責來實現」，便跟三日月說你要好好回禮。
第35集表示終於有空跟三日月一起前往庫德莉雅的辦公室探望，被哈舒發現了並硬跟著上車。
第38集因害怕三日月某一天上戰場後會遭遇不測，而激動地請求庫德莉雅為三日月生個小孩。
第39集前往送餐給三日月，期間暗示有關小孩子的話題，結果被只聯想到食物的三日月惹怒。
第40集得知名瀨和阿蜜達兩人的死訊後，抱著三日月痛哭。
第41集被三日月忽然問到二人生孩子的話題而方寸大亂，要哈舒幫忙處理日常事務讓自己腦筋冷靜一下。
第44集對於大家一直在說這是「最後一場戰鬥」要好好努力，心裡十分不安，以視訊跟庫德莉雅傾吐。隨後前往機庫向三日月表白愛意，忍不住掉下眼淚。
第50集末為三日月生下了一個兒子，取名為「曉」，與庫德莉雅在三日月的約定下共同扶養「曉」。
芙米妲·阿德莫斯（Fumitan Admoss）（第一季）
聲：（日）內山夕實；（港）吳羨婷
狀態：遇害身亡。
伯恩斯坦家的女僕兼隨身秘書和保鏢，負責照顧庫德莉雅，和庫德莉雅一同前往地球，其真實身份是諾比利斯手下的一個間諜，在庫德莉雅年幼時潜入伯恩斯坦家當女僕。
懂得教人駭入末日號角的中間站系統並以加密通訊聯絡火星，之後在庫德莉雅的允許下獲歐格任命為漁火的通訊官。
即使戰鬥十分激烈，也能以专業化的口吻冷靜報告戰況、操作船艦系統甚至是與駕駛員通訊。
芙米妲的死，促使庫德莉雅變得堅強，堅定自己的意向並快速成長。在日後也成了庫德莉雅勇敢向前的基石。
第14集受著諾比利斯的命令行動和提供鐵華團的情報，並被告知要讓庫德莉雅帶著煽動動亂的污名死在多特殖民衛星上。但由於與庫德莉雅相處甚久並收到其真情表白，真的開始行動時反而因心中的迷茫所遲疑，而錯失了機會。
第15集因面具男揭穿其身份而離開庫德莉雅。
第16集庫德莉雅捲入多特殖民星暴動事件的最後，為庫德莉雅擋狙擊步槍槍擊而背後中彈身亡。從回憶中得知看到小時候的庫德莉雅拿出來的《History of Revolution》一書中的革命少女時流淚。遺言亦是：｢宛如……那本書的……少女一般……｣。
克琪·格里芬（Cookie Griffon）
聲：（日） 桑原由氣；（港）成瑤孆
狀態: 存活。
比司吉的兩位雙胞胎妹妹，CGS時期經常探望畢斯杰特。活潑可愛，善於料理。
鐵華團成名後兩年，生活環境逐漸好轉，並且終於實現比司吉的悲願，與克菈卡開始就讀於受到鐵華團支援的寄宿學校，在學校休假的期間會回到外祖母的農場幫忙農事。
雖然兄長被同學們稱為「英雄」，但失去兄長的事實也對她們有了不小的影響。對兩人而言，三日月已經如同她們最後的兄長一般。
第二季的動向：
第26集聽到同學談及哥哥比司吉壯烈犧牲的事，顯得未能完全釋懷但為哥哥感到驕傲。隨後看到三日月又企圖拔槍進行危險行動時顯得激動並加以制止。
克菈卡·格里芬（Cracker Griffon）
聲：（日）千本木彩花；（港）羅孔柔
狀態: 存活。
比司吉的兩位雙胞胎妹妹，CGS時期經常探望比司吉。天真爛漫又文靜，非常好學。
鐵華團成名後兩年，生活環境逐漸好轉，並且終於實現比司吉的悲願，與克琪開始就讀於受到鐵華團支援的寄宿學校，在學校休假的期間會回到外祖母的農場幫忙農事。
雖然兄長被同學們稱為「英雄」，但失去兄長的事實也對她們有了不小的影響。對兩人而言三日月已經如同她們最後的兄長一般。
第二季的動向：
第26集聽到同學談及哥哥比司吉壯烈犧牲的事，顯得未能完全釋懷但為哥哥感到驕傲。隨後看到三日月又企圖拔槍進行危險行動時顯得激動並加以制止。
櫻·普烈曹（Sakura Pretzel）
聲：（日）鈴木黎子；（港）林丹鳳
狀態: 存活。
格里芬三兄妹的外祖母。為人略顯古怪，但實際是很講道理，是目前為數不多能讓三日月言聽計從的人之一。
經營農場，主要是用來種植生物燃料用途的玉米。
受到三日月等孩子的敬愛。稱呼她為「小櫻」。
鐵華團成名後兩年，在「櫻農莊」（Sakura Farm）內建設了庫德莉雅所建立的孤兒院，和小孩們一起生活。
喜怒從來不形於色，即使在比司吉死後也沒有流露半點情緒，但從言語間透露出還是希望三日月等少年們能過安穩的生活，而不用衝鋒陷陣。
第一季的動向：
第4話一句話輕鬆說服因克琪和克菈卡摔倒而遷怒於並試圖殺死蓋里歐·鮑德溫的三日月。
第二季的動向：
第34集表示三日月如能一直待在農莊就好了。
芙卡·烏諾（Fuka Uno）
聲：（日）山崎遙；（港）曾秀清
狀態: 存活。
7歲，塔卡基的妹妹，初時寄養在托兒所。
鐵華團成名後兩年，和哥哥住在租借的公寓中。經常招待到家裡作客的阿斯頓。
諾曼·伯恩斯坦（Norman Bernstein）（第一季）
聲：（日）木下浩之；（港）蕭徽勇
狀態: 下落不明。。
克里斯獨立自治區政府的首相，庫德莉雅的父親。自上任以來政治不堪，連當地民眾都對他感到失望。
性格懦弱，為了求和，私下與末日號角火星支部部長哥拉爾·康萊德談成交易；同時也為了自保，而把自己女兒的情報出賣給他们，任其采取种种试图殺死自己女兒的行动，之後就下落不明。
朋巳·伯恩斯坦（Tomomi Bernstein）（第一季）
聲：（日）渡邊美佐；（港）袁淑珍
狀態: 存活。
諾曼的第二任妻子，庫德莉雅的母親。性格溫柔，但庫德莉雅稱她是個「背對發生在家門外的現實」的人。
對於女兒的關心出自於「不希望大眾負面傳聞影響到伯恩斯坦家」。
哈芭（Haba）
聲：（日）東内麻里子
狀態: 存活。
經營一間名為「Haba's Store」的雜貨店的女子。收留小時候的亞多娜。
曉·奧格斯·米古斯達·伯恩斯坦（Akatsuki Augus Mixta Bernstein）
聲：（日）朝井彩加；（港）袁淑珍
狀態: 存活。
P.D.325年出生，為三日月和雅朵拉兩人之間的孩子，臉形、雙眼和雙手酷似三日月，而發色則承繼雅朵拉的粉色。
左手戴有象徵三人的手繩，更如此地承繼了三個人的姓氏。
事實上他的設定是堅督長井龍雪自身在尋求救贖的過程中制造出來的 。

### 亞多莫斯商會
古古比達·烏古（Cucubita Hugues）
聲：（日）齊藤貴美子；（港）雷碧娜
狀態: 存活。
於第二季登場，亞多莫斯商會所仰賴的秘書兼事務員。
尊敬庫德莉雅，支持著這個令人操心的社長。
對於三日月這種只知道打仗的孩子感到擔憂，明明並非無欲無求卻連錢也不知道怎麼使用，所以很支持庫德莉雅的信念。
第26集及時撞進會議室為社長解圍，打發難纏的高札因。
第34集跟迪克斯達商討櫻農場的營運事宜，表示能在孤兒院跟孩子們相處，對於古荻利亞社長來說是很寶貴的時光。
第35集於辦公室招待來訪的亞多娜等人，其間介紹到以芙美頓命名的「芙美頓亞多莫斯小學」。
第42集與社長一起接待瑪莉畢特，獲告知鐵華團要跟亞多莫斯商會拆夥的事宜。
第50集成為火星聯合總部的职員之一。

## 末日號角

### 七星勢力
麥吉利斯·法里德（McGillis Fareed）
聲：（日）櫻井孝宏、藤原夏海（童年）；（港）梁偉德
狀態：陣亡。
隸屬於末日號角的內部調查部門「監察局」的特務三佐，被派往火星支部進行監察任務。有著高超的MS駕駛技術，專用機為藍色的燕式格雷茲（1號機）。
為統率末日號角的「七星勢力」之一的法里德家族的當家——伊茲納里歐·法里德的養子，與好友蓋里奧年紀相差很多的妹妹——艾米莉亞·鮑德溫有婚約。
原本是個自小生活坎坷的街童，曾經為生活殺人，更被抓去當過童妓，最後被伊茲納里歐·法里德收留。因他那扭曲的童年和偏激的遭遇讓他更極端地篤信和追求魔鬼般的力量。
正因如此，自己從來毫不吝嗇地以暴力來向身邊的人「展示力量」，即使進入法里德家後，想法也依舊，直到接觸到有關阿格尼·凱耶的傳記後，便深深地拜倒在他的魅力之下。
入住法里德家族後，在樹下讀一本鳥類圖鑒時被萊斯達爾見狀，在萊斯達爾問答他需要什麼時，则以「巴力」一字回應他，讓萊斯達爾惊奇不已，換言之，自小他已從古籍得知有關「巴力」一詞的來歷，這也正是他所谓的「力量」的化身和他所期盼的「革命」的起步。
因此他透過讓父親伊茲納里歐·法里德失勢而入主七星其中一翼，對他來說這也不過是為達成把人們導向無關出身和背景、而是透過力量來正當區分優劣的世界而不择手段而已。因此他企圖完全掌控末日號角，並成功奪取即使是七星也必須服從的象徵性力量——「主魔鋼彈」。
在凱爾妲·伊舒過世之後，成了接任地球外軌道管理聯合艦隊司令。為了排除地球各經濟圈對末日號角的不信任感而努力，像是能以法里德家代表的身分參加七星會議等，可見他在末日號角內的影響力正不斷增加中。另外，私下與鐵華團的關係更為紧密，甚至會親自動身到火星與他們傾談結盟的事情。
於外傳《獵殺兀爾德》第十話後篇有登場，並且被得知之所以以蒙塔克的身份，粉碎了奧基納試圖輔佐卡佳就任伊舒家當主以提高自身權力的陰謀，是為了藉此控制卡佳以便提高法里德家族的話語權，直到第12話後篇，拉塔托斯克一役後，雖然稍微明白奧基納試圖隱瞞什麽秘密，但這已經不重要了。
所駕駛的機體：燕式格雷茲（藍色機） → 葛琳潔德 → 騎士式格雷茲（指揮官機） → 主魔鋼彈
由於官方表明蓋里歐是對初代鋼彈的卡爾瑪·薩比的致敬，故背叛他的好友麥吉利斯的原型有可能是參照夏亞·阿茲納布爾。
另外在訪談中，雖然麥吉利斯本身的結局並沒有什麼更動，不過在過程中有做過許多改變；從結果來看、對他來說這比預期中還要早抵達了目標。
再者，在他主張進行末日號角的改革時，「想要完成童年願望」的想法也越來越強烈，所以當他拿到「主魔鋼彈」時、他的目標就算是達成了。
至於麥吉利斯在最後決戰前仍在微笑、並單槍匹馬地往阿麗安蘿德艦隊衝去的原因，一方面是為了安撫部下緊張情緒的幽默感、另一方面他也真的認為自己能做到，所以他才會會表現出這麼開心的態度。
對於麥吉利斯來說「鋼彈可以說是一種最高位的力量」，所以他深信有了「主魔鋼彈」就能打贏，同時他多少有預料到萊斯達爾會啟用出破滅魔劍，不過他沒想到會是用整個面壓制的情況。
在火星依舊充滿自信，也相信鋼彈的力量不僅必定能讓他取得勝利，更相信其有能力單機突破艦隊的力量，在一對一中也不可能會輸，因為他個人認為「只要自己活下來就算贏得了勝利」。
另外，小川正和還附加說明，第一期會覺得麥吉利斯充滿算計、到了第二期卻成為被算計的那個人是錯覺，因為他都是單獨私下行動，是屬於那種當戰士一流，但指揮面根本不入流的類型，實際上他一直都沒變......
蒙塔克（Montag）
自稱來自地球的老商會——「蒙特商會」代表人物的謎之男子，有著一頭銀色長髮及佩戴金色面具，其名字為麥吉利斯被收養前的舊姓。
較早前與庫德莉雅在多特3遇上，並向她道出芙米妲背後的祕密，之後在鐵華團接近地球時接觸他們，並稱能提供降落至地球的船隻。
在與庫德莉雅等人會面後遇到三日月和畢斯杰特，更被三日月一語道破真正身份。
但是他並沒有露出任何不尋常的舉動，反而很率直地便表露了自己實為末日號角之人的身份，並希望他們幫助自己改變現時的末日號角，但要求鐵華團為之保密。
讓已被丟給末日號角的托德·米爾哥連搭乘他的船，並指派他從事一些見不得光的工作，其真正的用意仍不明。
於外傳《獵殺兀爾德》第八話後篇至第九話前篇也有登場，從托德在萊德尼西亞殖民地所收集的情報中，得知了阿法姆設備以及卡佳·伊諾西的存在，其後在度假殖民地裏帶領威斯塔利歐和卡佳等人擺脫末日號角士兵的追捕，更主動駕駛葛琳潔德與隆德的騎士式格雷兹對戰，並以一句話試探對方後便迅速撤退。
蓋里歐·鮑德溫（Gaelio Bauduin）
聲：（日）松風雅也、潘惠美（童年）；（港）麥皓豐、陳琴雲（童年）
狀態: 存活。
統率末日號角的「七星勢力」之一的鮑德溫家族的後裔。性格風趣，崇尚風雅，官方曾形容其「天然」而導致會有失禮之舉。
與麥吉利斯一起去調查失蹤的火星分隊時，為了閃躲突然衝出來的克琪與克菈卡害兩人跌倒，下車準備查看兩人時差點被暴怒的三日月掐死，被三日月叫成巧克力旁的人，後來在多特對決時，因為情急報出名字，反被取了「咖哩咖哩」的綽號。
出身端正、有著良好的教養和耿直的正義感，麥吉利斯的養父稱「誠直」為蓋里歐的優點。於第17集拒絕出陣協助虐殺被設計的多特勞工，同時對於逐漸腐敗的末日號角內部之正當性抱持疑問，還希望能革除末日號角的內部腐敗。
小時候便和麥吉利斯結交，無論在公在私，都與麥吉利斯十分友好。现時亦是特務三佐，以麥吉利斯護衛的身份而被一同派遣至火星進行監察任務。
和麥吉利斯一樣有高超的駕駛技術，而且不輸麥吉利斯，擅長速度型的一擊離脫戰法。初期駕駛紫色塗裝及經過武器改造的專用燕式格雷茲和麥吉利斯一起前住前線。
其9歲大的妹妹被許配給好友麥吉利斯，還訂下婚約，但談到自己的婚事時都會推辭有任務在身無暇討論。
表明其身分後，打倒好友，最後親手殺掉。
最後在與茱麗葉於療養院交談時，坦言末日號角之所以會害怕鐵華團的原因是因為鐵華團沒有目的與信念，或該說他們的目的與信念過於單純，所以才會讓人猜不出他們的行動，理解了他們後才發覺最不被當人看的他們反而活得更像人類，同時也後悔著自己並沒能好好理解麥吉利斯，導致他越走越遠。
之所以能自由行動是因為接受了阿賴耶識手術，戰爭結束後，便失去行動能力，只能以輪椅行動。
所駕駛的機體：燕式格雷茲（紫色機） → 搜魔鋼彈 → 騎兵型搜魔鋼彈 → 殘命鋼彈 → 殘命搜魔鋼彈
殘命（Vidar）
隸屬在「七星勢力」之一的萊斯達爾·艾里昂之下的謎之男子，以四個眼睛會發亮的「鐵盔面甲」現身於眾人面前，並自稱「殘命」（即北歐的復仇女神）。
真身是在兩年前敗於麥吉利斯之手後被打至癱瘓的蓋里歐，是靠連接阿賴耶識系統E型而復活，随後隸屬於萊斯達爾的艦隊之上。
同属萊斯達爾艦隊之下的茱麗葉對殘命充滿好奇心且稱其戰鬥方式非常美麗。
萊斯達爾·艾里昂（Rusdal Elion）
聲：（日）大川透；（港）陳欣
狀態: 存活。
於第二季登場，統率末日號角的「七星勢力」之一的艾里昂家族的月球外軌道聯合艦隊——「阿麗安蘿德艦隊」的司令。
因為豪爽的性格非常受到部下的支持，在末日號角內擁有相當穩固的勢力。注視著在組織內暗中活躍的麥吉利斯，並牽制他。
年輕時看到在庭園樹下讀書的麥吉利斯，上前去向他問好。在問他想要什麽時，麥吉利斯則以「巴力」一句來回應他，讓他驚訝不已。從那之後，便時時刻刻地留意他的成長，一直只把他當作小鬼看待。可笑的是，從麥吉利斯當上法里德家族的當家到麥吉利斯死亡整整五年後一直都僅僅只是被麥吉利斯玩弄於鼓掌之間。
凱爾妲·伊舒（Carta Issue）
聲：（日）井上喜久子；（港）劉惠雲
狀態：陣亡。
末日號角地球外軌道管理聯合艦隊的總司令兼「七星」首席的伊舒家族的後裔，階級為上校。
性格驕傲且不坦率，什麼事情都要做到十全十美，要求其親衛隊在唱口號「面壁九年・堅牢堅固」時必須要整齊劃一，可見其執著性格。
言行舉止和裝扮有時比較誇張，個性明顯。
雖然因自己的家庭背景而能夠以史無前例的速度升官，但事實上地球圈因為有駐留在月球軌道的「阿麗安蘿德艦隊」在守護，她所指揮的部隊可以說是連一次出擊的機會也沒有的裝飾品艦隊。儘管對此感到不滿，但仍不會殆於部下的鍛鍊，在腐敗逐漸蔓延的末日號角內部中屬於仍未失去高尚信念的人物。由於部下對她的深厚信賴，讓她能組成一支屬於自己的艦隊。可惜的是，因為沒實際戰鬥經驗，其作戰能力和指揮能力都較為平庸。
和麥吉利斯、蓋里歐是青梅竹馬，但是先與蓋里歐認識，年紀可能比兩人都大。
被蓋里歐說她非常毒舌與不坦率，迫切想要向蓋里歐打聽麥吉利斯的現狀但卻先對麥吉利斯進行一頓嘲諷。
小時候對麥吉利斯一見鍾情，長大後仍舊對他念念不忘，以至於現在其親衛隊的男性成員都長着同麥吉利斯差不多的金髮俊男。對麥吉利斯的政治婚姻頗有微言，但提到「麥吉利斯」時還會臉紅。
所駕駛的機體：騎士式格雷茲（指揮官機）
第19集坐鎮地球外軌道攔截鐵華團的攻擊行動失敗，讓心有不甘的她於第20集勒索蒔苗，並要求他把鐵華團和庫德莉雅交出來。
第21集空降地球與三日月、仙奴交戰。但過於輕敵與注重戰鬥禮儀導致其部隊幾乎被鐵華團全殲，惱羞成怒的凱爾妲追殺歐格和比司吉所在的MW指揮車，導致比司吉死亡，自己則被憤怒的三日月打倒在地。
第22集被兩個親衛隊手下救走，回到安全地帶後本想重整旗鼓再次襲擊鐵華團，但被告知其監護人伊茲納里歐要求回航，只得服從。
第23集為將功贖罪而接下截擊鐵華團和阻止蒔苗的任務，並與僅剩的兩個親衛隊手下於半路伏擊鐵華團的火車。向鐵華團提出3對3决斗，並給予鐵華團30分鐘準備，但被置之不理的三日月直接突襲幹掉親衛隊，和三日月單挑因實力差距過大而一面倒，被三日月打成重傷。
在三日月要行最後一擊之時呼唤麥吉利斯拯救自己，之後被趕来的蓋里歐救走。在意識模糊的情況下誤把蓋里歐當做麥吉利斯，對他道谢以後因傷重而亡。遺言為：｢謝……謝……麥吉利斯……｣。
伊歐古·庫贊（Iok Kujan）
聲：（日）島﨑信長；（港）李致林
狀態：陣亡。
於第二季登場，統率末日號角的「七星勢力」之一的庫贊家族的後裔兼當主。
忠於全力迎擊敵人的家訓，十分熱衷於在前線戰鬥。然而卻因此經常給自己的作為過高評價還自我感覺良好，讓身邊人經常要為他勞心勞力。
雖然他擁有阿麗安蘿德艦隊中其中一支部隊的指揮權，但有時也會駕駛由格雷茲後繼機的蘭吉雷茲特裝化後的專用機，並出現在戰場上。
空有身為貴族軍隊的熱血及正派精神，但毫無軍事智慧和謀略，而往往誤事，導致一發不可收拾的局面，而且駕駛技術比凱爾妲·伊舒差很多。
非常景仰萊斯達爾，但不擅長應付他。另一方面十分厭惡茱麗葉，稱呼她「猴子」。除此之外學識也不高，連茱麗葉甚至上他的下屬也都比他了解「厄祭戰爭」的知識。
在下屬們當中人望甚高，然而實際上他只是蹈著上一代庫贊卿的威光而已，侍奉和督信庫贊家多年的部下們也因此才能一直忍受他的各種愚行。
所駕駛的機體：蘭吉雷茲（指揮官機） → 格雷茲（指揮官機黃色） → 格雷茲（一般機）
第28集親自駕駛自己專属的蘭吉雷茲上陣，但因功勞被鐵華團獨吞而心有不甘。
第33集在七星會議上強力譴責麥吉利斯在镇壓艾布勞防衛軍的行動上的過失。
第34集第二次駕駛蘭吉雷茲前去镇壓大西洋聯邦殖民星的叛亂组織，還一度出師不利。
第35集根據查斯尼的情報，而率領自己的部隊前去火星，並打算追捕鐵華團和麥吉利斯。然而部隊的MS卻意外地令埋在地下的MA有所反應。
第36集在自己的部隊被全滅後，返回現場想要突擊MA以報一戰之仇，卻擾亂了MA的前行路線，打亂了鐵華團原本部署好的陣腳。
第37集在被茱麗葉痛罵一頓後，仍然魯莽行動，再次擾亂了MA的行動模式，打亂了尤金眾人在峽谷一帶原本設好的防線。
第38集在七星會議上聽了麥吉利斯的匯報便激動地批判對方設局陷害他，結果不僅得不到其餘當家的支持，還被萊斯達爾責備。随後為了讓自己「再次發亮」，主動聯絡賈斯里，並打算向鐵華團報一戰之仇。
第39集本來想要向鐵華團報復，然而受到賈斯里的煽動，目標轉向塔賓斯。並且栽賍塔賓斯，聲稱其擁有禁忌武裝「破滅魔劍」。
第40集率領一部分阿麗安蘿德艦隊前往塔賓斯的小行星基地，並先後無視停戰訊號、出動非人道兵器「破滅魔劍」、攻擊試圖離開戰場的非戰鬥人員及無視投降訊號。
第41集寫信給賈斯里道謝，但他動用「破滅魔劍」一事也被麥吉利斯抓到而再次被萊斯達爾警告，因而無法參加賈斯里與鐵華團的戰鬥。
第43集因為之前的犯錯而被萊斯達爾幽禁在家中，其部屬達40人不斷向萊斯達爾求情，最後萊斯達爾允許伊歐古的部下指揮艦隊出動。
第45集在萊斯達爾身旁看著他發動完美的戰鬥部署和攻勢，一臉讚嘆。
第48集在包圍戰中為塑造末日號角出師之名駕駛自己專屬的格雷茲，然後率領MS部隊前去征討鐵華團，並孤身上陣獻頭，雖然被麥吉利斯的「主魔鋼彈」輕易擱倒了但佻悻生還。
第50集又為了「制裁」而駕駛一般格雷茲來攻擊因「破滅魔劍」而受損的重鍛開鋒型智魔，原本戰況可說是一面倒，但卻因為自報名號反讓原已瀕死的昭弘大發雷霆（因為伊歐古可說是致使拉芙特等人死去的罪魁禍首），最後被「智魔鋼彈」的剪鉗盾夾殺而死，屍骨被徹底夾扁。遺言為：｢我才不會就這…｣。
於外傳《獵殺兀爾德》第六話前篇也有登場，當時就已奉命下屬前往家族所管理的廢棄殖民星去調查，結果查出殖民星外圍藏有MA子機布魯曼的消息，故下令在自己過去現場之前馬上封鎖殖民星。
加盧斯·鮑德溫（Gallus Bauduin）
聲：（日）星野充昭；（港）張炳強
狀態: 存活。
鮑德溫家族現今當主，也是蓋里奧和艾美莉亞的父親。
艾美莉亞·鮑德溫（Almiria Bauduin）
聲：（日）加隈亞衣；（港）何寶珊
狀態: 存活。
P.D.314年出生，為七星勢力之一的鮑德溫家族的千金，蓋里奧的妹妹。天真爛漫的她對愛情婚姻充滿著無數的憧憬。
雖然只是被父母許配給同屬七星勢力之一的麥吉利斯作為未婚妻，但本身也很愛慕麥吉利斯，稱呼他為「麥吉」。
因為與麥吉利斯年齡差距過大的政治婚約，經常被其他貴族議論，同時也因為自己尚年幼而不能和成年女性的姿色相比，為此感到自卑。
與麥吉利斯「結婚」後兩年，11歲的她繼續留在鮑德溫邸默默支持他，一直到萊斯達爾公開才知道原來他做盡了包括「殺害」蓋里歐在內的手段…
伊茲納里歐·法里德（Iznario Fareed）
聲：（日）速水獎；（港）潘文柏
狀態: 被囚禁。
原本為地球本部司令官兼法里德家當主，同時也是麥吉利斯的養父，但父子間的關係並不好。
為了鞏固他在七星勢力的地位，先是代替凱爾妲病重的父親擔任她的監護人，再讓麥吉利斯與鮑德溫家結為聯姻，與亨莉合作以便掌握艾布勞的實權。
在亨莉的政敵蒔苗進入議會會場以後才意識到是麥吉利斯從中作梗的陰謀，但為時已晚。在一切行為曝光後因涉及干擾內政，也只得依照麥吉利斯的安排逃亡。
離開前憤恨的對其所作所為提出警告説：「別忘了我把你從絕望中拯救出來的恩情，否則等待你的也只有絕望。」
第47集向發現他的末日號角士兵公開麥吉利斯的真身。
於外傳《獵殺兀爾德》第十話前篇（回憶片段）有登場，曾與厄祭戰與MA研究學者——阿德尼爾·麥雅會面，先是假意與對方打交道，後爲了守護禁忌而買凶殺害對方。
尼莫·白古蘭沙恩（Nemo Bakrazan）
聲：（日）佐々健太；（港）譚炳文
狀態: 存活。
於第二季登場，統率末日號角的「七星勢力」之一的白古蘭沙恩家族的現任當主。
第43集從強行插入的視訊得知麥吉利斯喚醒了主魔鋼彈感到驚愕。
第44集對於麥吉利斯的歸順要求表示中立。
艾力古·法爾克（Elek Falk）
聲：（日）綿貫龍之介；（港）陳卓智
狀態: 存活。
於第二季登場，統率末日號角的「七星勢力」之一的法爾克家族的現任當主。
第44集對於麥吉利斯的歸順要求表示中立。
卡爾夫·法爾克（Kalf Falk）
狀態：已死亡。
於游戲中被提及，統率末日號角的「七星勢力」之一的法爾克家族的初代當主，在三百多年前的「厄祭戰」中駕駛過降魔鋼彈，與其他六大家族的初代當主並肩作戰，為整個戰爭畫下了休止符。
外傳《獵殺兀爾德》第四話前篇中登場的被廢棄於殘骸區域迴廊內的導航燈塔「繭」，證實為其所管轄。
所駕駛的機體：降魔鋼彈
安塞利加·艾里昂（Anzerika Elion）
狀態：已死亡。
於遊戲中被提及，統率末日號角的「七星勢力」之一的艾里昂家族的初代當主，在三百多年前的「厄祭戰」中駕駛過化魔鋼彈，與其他六大家族的初代當主並肩作戰，為整個戰爭畫下了休止符。
外傳《獵殺兀爾德》第二話後篇中登場的幽靈船，證實為其所有。
所駕駛的機體：化魔鋼彈
加金·鮑德溫（Gargin Bauduin）
狀態：已死亡。
於遊戲中被提及，統率末日號角的「七星勢力」之一的鮑德溫家族的初代當主，在三百多年前的「厄祭戰」中駕駛過搜魔鋼彈，與末日號角創始人阿格尼·凱耶的主魔鋼彈並肩作戰，為整個戰爭畫下了休止符。
外傳《獵殺兀爾德》第五話後篇中登場的被廢棄的殖民衛星，證實為其所管轄。
所駕駛的機體：搜魔鋼彈 → 殘命搜魔鋼彈
薪繪·法里德（Makie Fareed）
狀態：已死亡。
於遊戲中被提及，統率末日號角的「七星勢力」之一的法里德家族的初代當主，在三百多年前的「厄祭戰」中駕駛過召魔鋼彈，與其他六大家族的初代當主並肩作戰，為整個戰爭畫下了休止符。
外傳《獵殺兀爾德》第十話前篇中登場的被廢棄的戰艦，證實為其所管轄。
所駕駛的機體：召魔鋼彈
恩芙利拉·庫贊（Enbrilla Kujan）
狀態：已死亡。
於遊戲中被提及，統率末日號角的「七星勢力」之一的庫贊家族的初代當主，在三百多年前的「厄祭戰」中駕駛過戀魔鋼彈，與其他六大家族的初代當主並肩作戰，為整個戰爭畫下了休止符。
外傳《獵殺兀爾德》第六話前篇中登場的被廢棄的殖民星，證實為其所管轄。
所駕駛的機體：戀魔鋼彈
阿爾佐納·伊舒（Arzona Issue）
狀態：已死亡。
於遊戲中被提及，統率末日號角的「七星勢力」之一的伊舒家族的初代當主，在三百多年前的「厄祭戰」中駕駛過悟魔鋼彈，與其他六大家族的初代當主並肩作戰，為整個戰爭畫下了休止符。
外傳《獵殺兀爾德》第11話後篇中登場的宇宙聖域——拉塔托斯克，證實為其所管轄。
所駕駛的機體：悟魔鋼彈

### 末日號角軍隊

#### 阿麗安蘿德艦隊
萊斯達爾·艾里昂（Rusdal Elion）
聲：（日）大川透；（港）陳欣
狀態: 存活。
參見七星勢力
伊歐古·庫贊（Iok Kujan）
聲：（日）島﨑信長；（港）李致林
狀態：陣亡。
參見七星勢力
茱麗葉·朱里斯（Julieta Juris）
聲：（日）M·A·O；（港）張頌欣
狀態: 存活。
於第二季登場，隸屬阿麗安蘿德艦隊的MS駕駛員。父母雙亡，無家世無階級，也不是末日號角其中一個貴族族員。
初登場時奇怪地隨手捉了一隻蝴蝶來吃，故被部分觀眾稱為「蝴蝶姊姊」，但她其實是個為人正直、也有成長和煩惱的人。
在被送往類似學校的設施時，因操縱技術卻特別突出的關係，才會受到訓練她的教官——加蘭·莫撒和「阿麗安蘿德艦隊」司令官——萊斯達爾·艾里昂的賞識而特別徵招她入隊。
但還是少不免被人閒話靠關係攀上現在的位置，也因此對萊斯達爾忠心耿耿，促使她達成任務的信念是「為了萊斯達爾大人」，但因為遭遇鐵華團而白忙一場的情況也不少。
面對同樣為萊斯達爾效力的殘命，對這個跟自己同樣受到重視的「鐵面怪人」充滿著質疑和好奇。和伊歐古一様駕駛由格雷茲後繼機的蘭吉雷茲特裝化後的專用機。
雖然完全是看不起伊歐古的能耐，也常對他說出失禮的話，但她本人並沒有自覺，反而在戰鬥時仍堅守自己的職責盡力維護他的安全。
非常敵視駕駛的三日月，但在克里斯攻防戰時，親眼目睹解除枷鎖，打倒哈斯蒙的三日月是怎樣戰鬥而啞口無言。
因為打倒了所以被尊稱為〝取下惡魔首級的女騎士〞，同時也被視為帶領末日號角的最佳人選，但是本人拒絕，在療養院與蓋里歐交談時，因為知道自己的勝利其實是因為當時三日月已失去意識所以才贏的，同時也表明，若要說活得像人，鐵華團反而比他們活得更像人。
和隸属於同一個艦隊的「殘命」一樣，對於自己為了萊斯達爾的戰鬥之意義產生了疑問，為了表現想要找到答案的決心而志願駕著擁有自己名字的機體，在戰亂的宇宙中追尋自己的答案。
第28集駕駛蘭吉雷茲與三日月碰頭，企圖介入與破曉地平線軍團的對抗戰，但反被三日月阻攔。
第31集尋問正在整備鋼彈的殘命，問到他的來歷時，殘命以虛無的說話回應，讓她更感好奇。
第32集得知了加蘭的死訊而哭泣。
第33集聽到殘命說「你的大腦構造比我想像的還要簡單得多」，認為是在誇讚自己並沾沾自喜。
第34集再次駕駛蘭吉雷茲前去镇壓大西洋聯邦殖民星的叛亂组織，一度苦戰，在一睹殘命的駕駛技術後，大嘆不可思議。
第37集表示對伊歐古的愚昧感到不耐煩，把他安頓到安全地點後，企圖再前往介入「克里斯防衛戰」。
第38集在火星與MA「哈斯蒙」一戰後有感自己需要變得更強，而向茵瑪津要求擔當那台難以搞定的新機體——「蘭吉雷茲茱麗雅」的測試駕駛員。
第40集對於伊歐古殲滅塔賓斯的戰事不感興趣，只求為了測試新機體，於是出擊與阿蜜達交戰，雖然機體性能上處於優勢，但在機體的熟悉度上仍不敵阿蜜達，因此在戰鬥中屢遭壓制。在阿蜜達對伊歐古的旗艦特攻時，伊歐古不理會自己身處的位置，直接發射「破滅魔劍」擊墜阿蜜達的機體，心裡感到萬分懊惱。
第42集和雅瑪津談話，對自己未能再提升戰力感到難受。而對於雅瑪津說要對抗惡魔就必須「捨棄」，茱麗葉表示這是有違末日號角的精神。
第43集透過雅瑪津得知有關殘命鋼彈的特殊系統的來歷後，不禁感到驚愣。
第45集奉萊斯達爾之命，誓死要牽制三日月的天狼王型獵魔。其後更在千鈞一髮間解救了蔽魔向萊斯達爾艦橋的突撃。
第46集感受到三日月有如惡魔般的可怕力量，但心裡只想著萊斯達爾對自己的託付，視死如歸；結果被三日月擊破機體，身受重傷，後得蓋里歐救回。
第50集康復後再次駕駛蘭吉雷茲茱麗雅與三日月的天狼王型獵魔交戰，但這次因獵魔大破，而一次性地將獵魔擊倒，並將頭部扯下，此事更因此讓她得到了「討伐惡魔的女騎士」的英名。激戰到最後依然無法理解驅動鐵華團前進的理由，直到最後才理解到這就是少年兵們生存的方式。數年後跟隨萊斯達爾而出席會議，不過隨著和三日月的一戰讓她的心境也發生了變化，變得能視和自己不同立場的人為一個人看待。
在設定上，他們想描寫出雖然茱麗葉和三日月及麥吉利斯同樣是孤兒、但是命運卻不同的對比，還有做為人的堅強以及決心。
再者，讓茱麗葉來見證三日月的死期是在第二季開播前就已決定了。
所駕駛的機體：訓練用格雷茲 → 蘭吉雷茲（通常型） → 蘭吉雷茲茱麗雅
茵瑪津·多卡（Yamazin Talker）
聲：（日）生天目仁美；（港）朱妙蘭
狀態: 存活。
隸屬於阿麗安蘿德艦隊的紅髮女子，維修部女部長，稱茱麗葉為「茱麗」，於第38集登場。
深受萊斯達爾信任，負責整備過許多高度機密的機體，包括蘭吉雷兹·茱麗雅和殘命高達。
於第50集奉命為已被俘虜修復以後的主魔拷上枷鎖，並重新放置在梵格爾夫地下機庫，離開前還回頭往著主魔。
艦隊司令官（Admiral）
聲：（日）山本格
狀態：估計死亡。
萊斯達爾派的軍人之一，留著金黃色鬍子的老人，末日號角阿麗安蘿艦隊司令官，管轄一支精英艦隊，深受萊斯達爾信任。
於第17集首次登場，奉命率軍前往多特殖民星壓制鐵華團，但礙於庫德莉亞的演說而要中斷行動，讓鐵華團通過。
於第34集再度登場，奉命前往鎮壓大西洋聯邦的叛黨。
雖然未有於第45—47集與鐵華團對決中登場，但基於其軍階和身份可以推斷他有參與戰鬥。
其名字未有被提及，片末的聲優表僅以「阿麗安蘿艦隊司令官」來稱呼。
斯雷普尼爾艦長（Sleipnir Commander）
聲：（日）松本忍
狀態：陣亡。
萊斯達爾派的軍人之一，末日號角阿麗安蘿艦隊司令官，第26集登場，為人冷靜，大部分時間跟萊斯特爾一起登場，對其非常忠心。
於第45集中其艦隻被西諾的超級銀河大砲所誤中擊毁，陣亡。

#### 火星支部
哥拉爾·康萊德（Coral Conrad）（第一季）
聲：（日）家中宏；（港）劉昭文
狀態：陣亡。
末日號角火星支部的部長。喜怒形於色，是個會把偷偷藏起的祕密寫在臉上和利益至上欺上瞞下的卑鄙小人。
為煽動地球與火星之間的對立，而企圖暗殺庫德莉雅。
在第一次攻擊CGS基地失敗後，生怕行動會被前來視察的麥吉利斯知曉，命令奎克將整個CGS毀掉，並抹銷戰鬥的證據，結果反覆的失敗讓其尾巴被麥吉利斯所逮到。
收到柯路古斯商會情報的他第5集孤注一擲，親自帶領部隊出擊，並企圖在軌道上攻擊鐵華團並擄走古荻利亞，戰鬥中一時大意被獵魔鋼彈的鎚矛藏有伸縮式的矛身擊中、全無遺言以下戰死。
所駕駛的機體：格雷茲（指揮官機紫色）
新江·普路多（Arae Prodo）
聲：（日）相馬康一；（港）陳廷軒
狀態: 存活。
原是萊斯達爾派的軍人之一，在哥拉爾戰死後，擔任代理火星支部部長。
在破曉地平線團被瓦解後，經麥吉利斯引薦，正式接任火星支部部長。
第46集在麥吉利斯的「革命」失敗後馬上封掉他與鐵華團的退路，並且稱他為「前准將」，但出於麥吉利斯一手提拔的恩情，還是暗中放過他和鐵華團，讓他們降落在火星。
艾因·達爾頓（Ein Dalton）
聲：（日）内田雄馬；（港）曹啟謙
狀態：陣亡；大腦亦被完全燒壞。
隸屬於火星支部的年輕軍官，階級是少尉，經驗尚淺。
父親是地球人而母親則是火星人。雖然靠著父親的關係進入末日號角，但如此出身讓他在純血至上主義的組織裡飽受白眼。
當初只有其上司奎克中尉會平等看待他，因而十分尊敬之，並以之為偶像。
襲擊CGS基地為他首次出任務，但最終鎩羽而歸。
身邊同伴以至火星支部部長相繼戰死以後開始萌生「可以傷害有罪的小孩」的極端念頭。雖然企圖報仇，但卻總是不得要領。
為此申請轉屬麥吉利斯的部隊後被歸位於蓋里歐的部下，在那時他還未被復仇的心沖昏頭腦。
第一季的動向：
第15集正式換裝駕駛蓋里奧所退下來的燕式格雷茲2號機，並表示會全力以赴的向鐵華團展開報復。
第17集和西諾單騎對戰佔據上風，但和蓋里歐的組合不敵三日月、昭弘、西諾三人組，再次鎩羽。見到奎克的MS被西諾胡亂噴塗成「庸俗的粉色」而非常生氣。
第19集再度和西諾單騎對戰，佔據明顯上風，幾乎把西諾逼上絕境。但看到蓋里歐被三日月壓制時，以其MS擋住三日月對蓋里奧的投擲長鎗的致命一擊。但也因而身受重傷，失去意識。
第20集提到其大多數內臟嚴重受損，必須接受機械化改造否則無法存活。麥吉利斯向蓋里奧建議給艾因安裝阿賴耶識系統。
第22集被蓋里奧評價為「最接近過去的末日號角的本質的人」。
第23集甦醒，但已被截去四肢，僅剩下頭顱和軀幹，通過纜線將身軀和MS相連，可以說完全和MS——「格雷茲・艾因」融合為一體。稱蓋里歐為第二個讓他發自內心尊敬的人。
第24及25集隨蓋里歐出現在末日號角的MS封鎖線，展現出令人絕望的戰鬥力，連續殺傷雅芝、拉芙特和西諾，擊敗西諾後高呼終於替奎克奪回機體。但聽到關於庫德莉雅的通訊後發狂，並直接飛至會場附近突襲歐格、庫德莉雅一行人。下令罪魁禍首庫德莉雅站出來受死，並企圖以斧頭將其斬殺之際被三日月攔下。雖然憤怒的質問三日月關於他倆的「罪行」，但三日月完全沒有聽進耳裡。戰鬥初時艾因居於上風，但是得到獵魔鋼彈真正的阿賴耶識力量的三日月找出太刀之使用要訣，被三日月直擊駕駛艙陣亡。遺言為：｢奎克二尉！鮑德溫特務三佐！我，我正確的……｣。
在一個畫面中表明了此時的艾因是雙眼呈現失神狀態，泡在液體裡操作格雷茲，發出聲音時嘴巴並沒有動作，似乎人體的功能都已經喪失。
第二季的動向：
第43集從「殘命」（蓋里歐·鮑德溫）的殘命鋼彈的駕駛艙裡顯示出，其已被燒了個大半的大腦被分析成新系統的數據，然後制造成殘命的輔助系統——「阿賴耶識系統E型」，並且和蓋里歐共用，「E」一字也是「Ein」的簡略字。
第49集在與麥吉利斯的巴力一戰中，其大腦已完全被燒壞。
名字來自德语當中的「一」（Ein）。
原設定上只是個劇情初期砲灰小兵，但因聲優内田雄馬表現非常突出關係，而使得高層願意為這角色增加戏份。
所駕駛的機體：格雷茲 → 燕式格雷茲（紫色機） → 格雷茲·艾因
奎克·錢特（Crank Zent）（第一季）
聲：（日）間宮康弘；（港）朱子聰
狀態：陣亡。
隸屬於火星支部的資深軍官，階級是中尉。
為性格直率老練又具有充分榮譽感和氣節的老軍人，深受部下的愛戴，右唇上留有白色的傷痕。
於第1集在第一次攻擊CGS基地，戰鬥時意外查覺到駕駛未知MS的駕駛員是小孩，交談時得知被留下來與之交戰的也全是少年兵而震驚，失敗後，從柯瑞爾收到了將CGS所有人完全抹殺的命令，但因CGS有大部份成員是兒童而自己不忍心殺死他們，使自己陷於兩難。
最終為免連累所屬部隊而駕駛掛上紅布的格雷茲指揮官機，單獨前往CGS基地進行決鬥（厄祭戰爭之中相當流行的戰鬥方式）。
於第3集在與三日月進行MS決鬥後落敗，與三日月交談，對三日月道歉，為了保護自己的部下而利用了他們，自己亦因身受重傷，無法自行了斷，請求三日月為自己進行「介錯」而被其兩槍射殺。遺言為：｢謝…｣。
所駕駛的機體：格雷茲（指揮官機原色）
奧歷士·史登加（Orlis Stenja）
聲：（日）木島隆一；（港）關令翹
狀態：陣亡。
隸屬於火星支部的少尉。歌歷士的弟弟，過去曾為奎克的弟子。為主導襲擊CGS基地和其部隊的部隊指揮官。
於第1集在襲擊CGS時刻意按兵不動放己軍的MW部隊去死，之後才施施然地開著格雷茲殺入前線，還以為值得感到愉悅。後企圖攻擊歐格的機動工兵時，被從地面破土而出的獵魔鋼彈擊破，當場戰死。
所駕駛的機體：格雷茲（指揮官機原色）

#### 地球外軌道管理聯合艦隊
凱爾妲·伊舒（Carta Issue）
聲：（日）井上喜久子；（港）劉惠雲
狀態：陣亡。
參見七星勢力
麥吉利斯·法里德（McGillis Fareed）
聲：（日）櫻井孝宏、藤原夏海（童年）；（港）梁偉德
狀態：陣亡。
參見七星勢力
石動·卡密契（Isurugi Camice）（第二季）
聲：（日）前野智昭；（港）黃啟昌
狀態：陣亡。
末日號角軍人，麥吉利斯所登用的部下兼副官，於第35集登場。平時沉默寡言。透過獨自的網路管道，讓他精通圈外圈的事情。
從隸屬於監察局的時期就和麥吉利斯認識、並支持著麥吉利斯的末日號角改革思想。
做為MS駕駛員的操縱技能也很強，其專用機是其上司過去的「燕式格雷茲1號機」，並於破曉地平線一戰中有傑出的表現。於第36集駕駛經過改裝的「轉生式荷姆薇潔」與駕駛專用騎士式格雷茲的麥吉利斯一同出陣。
於第46集在與阿麗安蘿德艦隊的戰鬥中駕駛著轉生式荷姆薇潔上陣，為保護麥吉利斯而擋下了殘命搜魔的膝擊而戰死。死前跟蓋里歐道出自己效忠麥吉利斯心情的遺言，但蓋里歐不以為然。
於外傳《獵殺兀爾德》第七話也有登場，奉命帶隊前往金星支部，將涉貪的布拉德雷逮捕歸案，並感謝威斯塔利歐的偶然相助，在自己將擔任金星支部的代理部長時，表示現在末日號角正在某人的帶領下逐步改變。
所駕駛的機體：格雷兹（指揮官機紫色） → 燕式格雷茲（藍色機） → 轉生式荷姆薇潔
拉澤·安沙（Rasar Enza）
聲：（日）高梨譧吾
狀態：陣亡。
末日號角的年輕軍人，於第二季登場，為麥吉利斯的部下，同時也是青年將校之領袖之一。
對末日號角的現狀感到憂心、而在麥吉利斯的號召下挺身而出。
第43集在鐵華團討伐賈斯里後不久便公開宣佈「揭竿起義」號召同志們一同發動革命。儘管遭到鐵華團各人的質疑，仍於第44集跟麥基里斯、澳加兵分三路起義。
於第45集在與阿麗安蘿德艦隊的決戰中，其乘艦被阿麗安蘿德艦隊的「破滅魔劍」擊中，最後懷著對萊斯達爾的憤恨戰死。
歌歷士·史登加（Corliss Stenja）
聲：（日）木島隆一；（港）關令翹
狀態：陣亡。
地球外軌道管理聯合艦隊太平洋防衛部隊的指揮官，隸屬在凱爾妲之下，會指揮陸戰和海戰，有豐富的作戰經驗。
奥歴士的親兄長。
得知奧歷士在襲擊CGS基地中戰死以後一直希望為其弟弟復仇。
於第21集千歲島之戰中指揮艦隊對小島進行炮擊，其艦隻卻被昭弘炮擊擊中，不得不棄艦逃生。
於第24集時在末日號角的MS封鎖線阻止鐵華團，被蓋里歐派去支援城市守軍，最後被昭弘的智魔鋼彈重鍛型給擊殺，戰死。
所駕駛的機體：陸戰型格雷茲（指揮官機）

### 其他
加蘭·莫撒（Galan Mossa）
聲：（日）三宅健太；（港）葉振聲
狀態：陣亡。
於第二季登場，原本是末日號角的MS駕駛員，同時也是位戰術奇才。與名列於「七星勢力」的萊斯達爾·艾里昂卿是訓練學校時代的老友。
除了MS操縱技術外還有狡猾的作戰實行能力，以「凱萊爾」的駕駛員的身分在與海盜等敵人作戰時立下驕人的戰績。
不過在數年前突然退役，之後從事傭兵工作，並從暗中支援萊斯達爾的活動。還受萊斯達爾的委託，而負責擔當鐵華團地球支部的指揮。
他所採用的戰術為：先用言語來挑釁敵方，讓其受到情緒操弄，再用簡單和暴力的打法來對打，最後才強烈反擊。
他的名字只是個假名，被「茱麗葉·朱里斯」稱呼為「鬍子叔叔」。
所駕駛的機體：凱萊爾
第30集在蒔苗捲入爆炸事件當下，在某棟樓上的酒吧，與拉迪斯秘密達成出賣地球支部的協定。
第31集讓鐵華團地球支部陷入持久戰並不斷被消耗。派閥關係故對麥吉利斯抱有玩樂般的怨恨，還曾說出「原本預定要與他玩好幾年」的說話。
第32集因未能殺死麥吉利斯而逃之夭夭，随後與得知了阿斯頓之死訊的昭弘的重鍛開鋒型智魔交戰。在交戰中，因失算機體性能落差而大敗昭弘之手，随後為了消滅自己與萊斯達爾有關係的證據而開啟自爆裝置，最後壯烈犧牲。遺言為「抱歉……萊斯達爾……」。
阿格尼·凱耶（Agnika Kaieru）
狀態：已死亡。
厄祭戰爭末期的人物，是末日號角的創始者，父親亦是鋼彈骨架的開發人。
他的學說和思想深深影響著三百年下來的全世界的人們，甚至一度被神格化。
所駕駛的機體：主魔鋼彈
第35集萊斯達爾透露，當年阿格尼和七星家族始祖們合力把MA全數破壞，停止了厄祭戰爭。從此這些戰爭的產物便成為禁忌。
第43集萊斯達爾再次透露，麥吉利斯所奪取和駕駛的主魔鋼彈曾是阿格尼的座機，其靈魂被寄存在其中。

## 木星

### 迪瓦茲
麥克馬多·巴利斯頓（McMurdo Barriston）
聲：（日）石塚運昇；（港）招世亮
狀態: 存活。
迪瓦茲代表，是名瀨的義父。在圈外圈中有著舉足輕重的地位，被譽為「圈外圈最可怕的男人」，凡是與他搭上關係的事物即使是末日號角也不敢貿然介入。雖然在木星航路中影響力最大，但目前所展現的其力量不過只是冰山一角。
個性爽朗，極有眼光，看出了鐵華團所蘊含的力量，加上名瀨·塔濱的推薦而接納鐵華團跟隨旗下。
要求庫德莉雅指名半金屬的開採權轉讓給迪瓦茲，因為三日月要求古荻莉亞要自己做出決定，而看上三日月的能耐，承諾替他修復獵魔鋼彈，欣賞三日月，每次見三日月都是一副慈祥老爺爺的模樣，非常疼愛他。
與諾比利斯私下有拉線，並看穿對方想趁早捏死庫德莉雅的計謀以後，仍然將鐵華團送入對方的計謀，更反過來向對方建議一起合作利用庫德莉雅。
鐵華團斷絕關係後，對他們不惜一切也想為名瀨與阿蜜達復仇的心情表示欣羨，在歐格拜託幫忙與末日號角牽線時也出手幫忙。
於第二季正式羅致鐵華團直屬於迪瓦茲門下，並看中鐵華團跟末日號角之間的複雜關係，企圖從中為迪瓦茲謀取更多利益和好處。
第一季的動向：
第9集顯示其漢字名為「真紅真亞土芭里主屯」。
第16集反過來向諾比利斯建議一起合作利用庫德莉雅。
第20集接受來到歲星的諾比利斯的前來，以後與他合謀策劃變革。
第二季的動向：
第27集得知歐格接受了委託去對付破曉地平線軍團，心中有所盤算。
第29集分配一大片開發地予鐵華團管轄。
第34集對於鐵華團私自跟末日號角訂下盟約表示不悅，但卻對於日後能迪瓦茲爭取的利益予以期待。
第38集對於歐格的說話，表示「如果你敢背叛的話，可是不會簡單了事的」。
第40集一開始便表明不救援遭到阿麗安蘿德艦隊追捕的塔賓斯。但私底下與名瀨通信，接受名瀨歸還的酒杯，斷絕父子關係，以防牽扯到迪瓦茲，並承諾會將其團員安排到自己直轄部隊照顧。
第41集表示要為名瀨舉行葬禮，賈斯里大為不滿。此舉導致他質疑賈斯里暗中陷害塔賓斯。
第42集對賈斯里的求救表現出愛理不理，表明已洞悉他跟伊歐古兩人之間的勾結和野心。順勢借鐵華團之力把他剷除。並說對組織而言鐵華團是打架鬧事的小子，卻是一群重義氣、為大哥報仇的好兄弟。
第48集中並未露面。從雅芝與歐格的通訊得知他默許了雅芝提出的救援計畫—將歐格一行人混入迪瓦茲的貨物中運往地球。
賈斯里·多諾明哥（Jasley Donomikols）（第二季）
聲：（日）竹内良太；（港）雷霆
狀態：陣亡。
於第二季登場，迪瓦茲的專務董事，同時也是為附屬企業——「JPT信託會」的代表，相當於本組織的NO.2。
對在短時間內一躍而上的鐵華團和與他有著兄弟輩分的名瀨·塔濱存有敵意。私下與庫贊家有聯繫，並藉以對付名瀨這顆眼中釘。
所搭乘的船艦：黄金賈斯里號
第29集對鐵華團獲分配一大片貴重的開發地有所不滿。
第34集對於鐵華團在沒有知會麥克馬多的情況下，私自跟末日號角訂下盟約，乘機加以譴責，並乘勢追迫著名瀨。其後在走廊遇上阿蜜達並被揶揄一番。
第35集向庫贊家族告密有關麥吉利斯暗地前往火星視察出土MA的事情。
第39集故意煽動伊歐古，讓他本來想要向鐵華團報復的仇恨轉向塔賓斯。
第41集看著麥克馬多對已死的名瀨依然愛護有加，深深不忿，隨即展現其全部野心，企圖連麥克馬多也剷除。在葬禮上挑釁鐵華團成員，希望對方先按捺不住而有正當理由開戰，不過未能得逞；後派手下槍殺拉芙特而成功刺激到鐵華團，與伊歐古合謀將要與其展開決戰。於名瀨的葬禮上顯示其漢字名為「邪須麗·殿美狐留須」。
第42集在數量上占優勢但不敵已經身經百戰的鐵華團，同謀的伊歐古因為麥克馬多與萊斯達爾私下協議而不能出動。戰鬥方面呈現一面倒，試圖向麥克馬多求援，遭到拒絕。其後與歐格通信要求和解，但態度仍毫無悔意。最後在歐格的一聲令下，被三日月以獵魔的鎚矛一擊破壞艦橋而死，遺言為「所以就在這........」。

### 塔賓斯
名瀨·塔濱（Naze Turbine）
聲：（日）鳥海浩輔；（港）蘇強文
狀態：陣亡。
率領著擔任成員達5萬人的迪瓦茲運送部門附屬組織——「塔賓斯」的領導，深受在木星圈廣為人知的武鬥派代表——「麥克馬多·巴利斯頓」的信賴，兩人關係親如父子一般。
跟鐵華團踫頭，被他們年紀輕輕膽識過人的風格打動，從此便一直扶持著他們成長。由於受其代表迪瓦茲勢力的身份的限制，不能在表面上予歐格以太多支持，但在私下還是會盡其所能幫助鐵華團。
船艦「鎚頭鯊」上全員都是女性，稱手下的船員和MS駕駛員全都是他的「後宫」，而船艦上就有五名他與不同的女性所生的小孩，還有其他年紀更大的孩子都已去上學。
作風如同豪俠一般，鍾愛着塔賓斯裡的每一位女性。不過拉芙特和雅芝曾說過其實當中不少女生都是因為無處可去而被他收留，與其說是後宮，倒不如說更像避風港。
鐵華團成名後兩年，一直默默地看著鐵華團的成長，依舊把歐格等人當成家人看待。對歐格經常的衝動行事，一直還是予以原諒和支持……
看穿歐格的心態，同時也明白歐格的焦躁，是因為不想拋棄已成為鐵華團象徵，但是實際上已快成為廢人的三日月，也看穿所有鐵華團的最初成員都不想拋棄一直默默為他們付出的三日月的心態。
第一季的動向：
與馬爾邦原本談好了以CGS的所有資產作抵押擺平事件，但發現CGS被廢除而所有資源都轉到了鐵華團的名下以後，於第7集開著戰艦鎚頭鯊號親自上門徵收。但得知馬爾邦在鐵華團的少年身上強制植入阿賴耶識系統時露出十分厭惡的表情，導致兩人的口頭承諾破局。
第8集當見證歐格帶隊殺入「雙髻鯊」打白兵戰的氣概時改變主意。在歐格攻入艦橋後要幹掉馬爾邦時勸止歐格「不要讓這家伙的血沾污了你的手」。
第9集事件結束後，願意代鐵華團引薦與義父麥克馬多進行洽談，同時向他傳達要與歐格結拜，以後兩人在歲星上結為拜把兄弟。顯示其漢字名為「名瀨蛇亞瓶」。
第25集來到地球，慰勞拉芙特、雅芝、艾歌和歐格。
第二季的動向：
第26集以視訊跟歐格問候近況。
第29集在阿蜜達面前表示對鐵華團現時的行事作風有點擔憂。
第34集對於歐格的決定，雖然還是願意支持他們但也警告歐格「這是最後一次笑著容忍你們」。同時也向迪瓦茲幹部們保證，萬一鐵華團捅出大簍子時他將會切腹謝罪。
第38集向歐格講出了最深沉的內心話，繼而讓歐格對三日月感到虧欠。
第39集被賈斯里設局而遭到末日號角追捕，回絕了歐格的幫助，表示這樣是避免讓敵人有機會連同鐵華團一網打盡。叮囑歐格專心於守護自己的家人。
第40集私底下與麥克馬多通信，表明將解散塔賓斯，歸還酒杯斷絕父子關係，以免牽扯到迪瓦茲，並安排塔賓斯成員的後路。於中轉基地協助塔賓斯的成員離開後，與阿蜜達一同做誘餌拖延時間，打算投降來一個人背下整個黑鍋，未料屢次發送投降與停戰的信號，但是都遭到無視。最後試圖以「雙髻鯊」特攻指揮官艦，「雙髻鯊」遭到多發破滅魔劍直擊，在擦撞伊歐古艦後與在旁的末日號角艦艇對撞，瀟灑逝世。
於外傳《獵殺兀爾德》第九話後篇也有登場，拉科烏海賊團的玉美帶著598過來報到，雖然是針對曾經598襲擊過迪瓦茲所屬的運輸艦一事，但由於事情已經圓滿結束，所以本人也不再追究，其後與玉美的談話中，除了透露了伊歐骨架已研發完畢並開始投入運用一事，還提醒對方要提防歐姆登殖民地公司和贊恩家族。
阿蜜達·艾卡（Amida Arca）
聲：（日）田中敦子；（港）陸惠玲
狀態：陣亡。
名瀨的第一夫人，善於照顧人，也是掌握戰鬥實質指揮權的大塊頭女性。
本為十分關注投身於危險行業、並會積極參與保護由受壓迫的女性組成的佩那茲商會的工作的名傭兵，當她受僱於當時仍是自由身商人的名瀨擔其保鑣，被她吸引的名瀨更主動協助她援助其他女性並成立了塔賓斯。
其專用的桃紅色百鍊是兩人結婚時名瀨的聘禮。身上有一道从右胸到右侧小腹下方的龐大的傷痕，因為這道傷痕而無法生育。
與鐵華團的成員初次交戰後，因為對手是一群小孩而感到不悅，但也認為他們是一群大有可為的孩子。
對雅朵拉談起有關男人的話題時，因為阿特拉的回答而吃驚，回過神後稱讚雅朵拉將來會是個好太太，只要雅朵拉沒選錯男人的話。
名瀨的孩子稱呼她為「高大的媽媽」並和她親近，塔賓斯成員也會用「大姊」稱呼並仰慕著她。
對於男人的愛十分寬宏大量，每當名瀨又帶新的女人回來時雖然都會斥責他，但最終還是會原諒。也因為跟名瀨兩人太過親密熟悉，始終一眼就看得穿名瀨的想法。
所駕駛的機體：旋風·羅迪（桃紅色機） → 百鍊（桃紅色機）
第一季的動向：
第25集和名瀨來到地球，並吐槽不和名賴討抱抱的雅芝。
第二季的動向：
第29集和名瀨一起視察鐵華團獲分配的開發地。
第34集等待名瀨時踫著賈斯里，揶揄他這種小器量的人是永遠不會明白像名瀨·塔濱這種男人是有多好。
第39集憶述當初遇上名瀨後，一同解救被黑幫壓榨的女性而成立了塔賓斯作為他們的家。
第40集留在名瀨身邊協助，要拉芙特和雅芝照顧好其他成員。隨後以性能較弱的特裝型百鍊壓制茱麗葉尚未熟悉的新型機。然而在確定伊歐古無視投降信號後，企圖向伊歐古的旗艦進攻，被破滅魔劍命中後仍奮力擊向艦橋；子彈毀損了伊歐古艦橋的玻璃，但百鍊隨之爆炸，阿蜜達殞命其中。
於外傳《獵殺兀爾德》第九話後篇也有登場，在名瀨的指示下帶領598前往歲星的格納庫，並引領598與鐵華團的西諾和亞馬基一同執行護航所屬運輸艦的任務，在任務期間以專用百鍊展開支援，直到任務圓滿完成為止。
拉芙特·法蘭克蘭（Lafter Frankland）
聲：（日）日笠陽子；（港）陳皓宜
狀態：遇害身亡。
塔賓斯的成員，也是名瀨的女朋友之一，亦稱呼其為「達令」（Darling）。個性開朗，性格活潑好戰，喜欢涂指甲油。
主要以擁有高機動力的MS——「百里」駕駛員之身分活動，長時間留在鐵華團協助訓練及參與作戰。經常跟團員打模擬戰，並與三日月和昭弘兩人建立不錯的關係。
在前往艾德蒙頓時遭遇凱爾妲的伏擊，本來打算不甩決鬥規則直接一群人上，卻沒想到暴怒的三日月直接單機出擊，看到三日月不留情的一腳踩碎駕駛艙，震驚到只說出好慘二字。
鐵華團成名後兩年内，以訓練教官的身分和鐵華團一起度過相當長的一段時間。
本來很想要快一點回到名瀨的身邊，但因為和鐵華團，尤其是和昭弘長時間的相處的關係，讓她的心情稍微產生了變化。
所駕駛的機體：百里 → 漏影 → 獅電 → 辟邪
第一季的動向：
第7集在遭遇鐵華團時和三日月搭乘的獵魔鋼彈展開一場激戰，险些被三日月同归于尽。
第9集顯示其漢字名為「浪蓋布蘭宮嵐人」。
第19集和亞芝一起駕駛漏影支援昭弘、協助他阻擊凱爾妲的MS部隊，並和雅芝、艾歌隨鐵華團地球小分隊一起前往地球。
第21集和雅芝負責對付凱爾妲的海上MS部隊，同時表明拉芙特所駕駛的漏影是阿蜜達的機體。
第24集負責對付末日號角的MS封鎖線，但在艾因出現後形勢急轉直下。雅芝和西諾都為了保護她而被艾因攻擊，自己亦驚訝地發現艾因的實力在三日月之上。其後連自身的機體亦被艾因以格雷茲鑽頭踢踹中擊破，所幸存活。
第二季的動向：
第26集在鐵華團跟亞芝一起為丹特作為MS駕駛員進行訓練。
第32集趕往支援昭弘的戰鬥，在看到昭弘安然無恙後，大為放心。
第33集開始對昭弘抱有好感，就連表情還被雅芝看穿。
第37集隨鐵華團前往峽谷進行「克里斯防衛戰」。
第39集在大伙完成工作要回到塔賓斯時還特地找昭弘道別，並主動要求跟他握手。
第40集與亞芝協助塔賓斯成員逃離追捕，其後對前來營救的昭宏表示下次見面會好好的抱緊他。
第41集完成葬禮後，雅芝向她提議轉到鐵華團，但她选择留在歲星。在跟鐵華團分別前，特意邀約昭弘見面並互相聊起心事，離別時熱情地給他一個擁抱道別。其後跟雅芝往購物，未料在玩偶店内暫時分開時，被賈斯里的手下暗殺而當場慘死。至於當時暗殺拉芙特的賈斯里的手下事後被麥克馬多暗中抓住並交給其他塔賓斯成員處理掉
雅芝·古魯明（Azee Gurumin）
聲：（日）國立幸；（港）陳琴雲
狀態: 存活。
塔賓斯的成員，也是百鍊的駕駛員，厨藝非凡。操作技術嫻熟熟練，在戰鬥時會跟拉芙特一起率先立於前線。
時常表現出冷靜、平淡的態度，這種態度即使在對鐵華團的團員進行嚴苛訓練時也不會改變。
在前往艾德蒙頓時遭遇凱爾妲的伏擊，與昭弘和西諾在做準備時，一起目睹暴怒的三日月單槍匹馬的直接殺出去，對其行動是無言卻也感到震驚。
鐵華團成名後兩年内，以訓練教官的身分和鐵華團一起度過相當長的一段時間。
跟拉芙達的熱情開朗性格形成對比，兩人一起在鐵華團協助訓練及參與作戰。
所駕駛的機體：百鍊 → 漏影 → 獅電 → 辟邪
第一季的動向：
第19集和拉芙特一起駕駛漏影支援昭弘、協助他阻擊凱爾妲的MS部隊，並和拉芙特、艾歌隨鐵華團地球小分隊一起前往地球。
第21集和拉芙特負責對付凱爾妲的海上MS部隊。
第24集負責對付末日號角的MS封鎖線，艾因出現後和拉芙特從兩側攻擊艾因，但被艾因從頭頂直擊機體駕駛艙，所幸存活。
第25集因個性關係而沒有跟艾歌跟拉芙特去和名賴討抱抱，被阿蜜達吐槽。
第二季的動向：
第26集在鐵華團跟拉芙特一起為但丁作為MS駕駛員進行訓練。表示還不趕快完成訓練，就不能回到名瀨身邊。
第33集因看穿拉芙特對昭弘抱有好感，在追問之下得知，還答應幫她保守秘密。
第34集看著查德和哈舒認真的對戰，表示在鐵華團的任務也差不多了。
第37集隨鐵華團前往峽谷進行「克里斯防衛戰」。
第39集跟團長及其他MS特訓隊員道別。
第40集與拉芙特協助塔賓斯成員逃離追捕。
第41集婉拒了麥克馬多的好意，表示不想再當MS駕駛員的職務，但提議拉芙特可以考慮轉到鐵華團，坦白面對自己的情感。其後往購物，二人分開走的時候，拉芙特在玩偶店遭遇不測。回頭見到拉芙特的遺體時瞬間情緒崩潰嚎哭，其後臥病在床。
消沉了好一段時間後，於第48集繼續在麥克馬多麾下工作，嘗試聯絡窮途末路的鐵華團不果，轉而聯絡庫德莉雅，並留言準備協助鐵華團逃出火星。在一個畫面中顯示已康復並成為經修復的「錘頭鯊」新任艦長，身穿類似名瀨風格的西裝還戴上帽子以示懷念。
艾歌·塔濱（Eco Turbine）
聲：（日）久保百合花；（港）葉曉欣
狀態: 存活。
塔賓斯的女性管理支援人員，資深的MS工程師。因為鐵華團維修組對MS機體認識始終有限，於是留下來負責協助團內的MS機體整修事務，也會幫忙聯絡歲星尋求更多協助。
所駕駛的機體：CGS機動工兵(整備型)
第一季的動向：
第20集與協助鐵華團的拉芙特和雅芝一起降落到地球。目前主要擔任漏影的整備工作。
第24集在基地負責修理各種MS和MW，之後和逸馬基去MS交戰場所為三日月等人提供情報支援，目睹拉芙特、亞芝和西諾三人與經過阿賴耶識改造後的艾因戰鬥，並救下機體被擊破而負傷的三人。
第二季的動向：
第26集繼續在鐵華團協助MS的維修整備。
第34集與亞馬基前往歲星維修部探班，看到鐵華團的第三部高達骨架機體。
第35集看到最後的塗裝色彩感到困惑。另一方面，看著同時出土的奇怪機體也毫無頭緒，建議亞馬基向末日號角尋求協助。
第39集跟團長及其他MS特訓隊員道別。
第40集負責駕駛逃生船接載塔賓斯成員逃生，看到名瀨和阿米達雙雙死去後大哭。
第41集以視訊告知鐵華團有關拉芙特被殺一事。
第48集繼續在麥克馬多麾下工作，嘗試聯絡窮途末路的鐵華團不果，轉而聯絡庫德莉雅，並留言準備協助鐵華團逃出火星。在一個畫面中顯示成為經修復的「錘頭鯊」的操舵手，身穿類似名瀨風格的西裝以示懷念。
比露迪·塔濱（Bilt Turbine）
聲：（日）芳野由奈；（港）李潤知
狀態: 存活。
塔賓斯的女性管理支援人員，束馬尾的黑髮棕皮膚女性，「錘頭鯊」的操舵手。
第7集首度登場，對馬爾巴的行為非常不屑，亦因此憐憫鐵華團的少年兵們並善待他們。
第40集負責駕駛逃生船接載塔賓斯成員逃生，看到名瀨和阿米達雙雙死去後大哭。
第48集繼續在麥克馬多麾下工作，在一個畫面中顯示成為經修復的「錘頭鯊」的操舵手，身穿類似名瀨風格的西裝以示懷念。
歌璐兒·塔濱（Chloe Turbine）
聲：（日）石上靜香；（港）廖杏茵
狀態: 存活。
塔賓斯的女性管理支援人員，金色短髮女性，「錘頭鯊」的航行士。
第7集首度登場，對馬爾巴的行為非常不屑，亦因此憐憫鐵華團的少年兵們並善待他們。
第40集負責駕駛逃生船接載塔賓斯成員逃生，看到名瀨和阿米達雙雙死去後大哭。
第48集繼續在麥克馬多麾下工作，在一個畫面中顯示成為經修復的「錘頭鯊」的航行士，身穿類似名瀨風格的西裝以示懷念。
小花·塔濱（Hana Turbine）
聲：（日）山村響
狀態：存活。
塔賓斯的女性管理支援人員，第一季於艦橋擔任航行士，後成為MS駕駛員。
第7集首度登場，發現澳加等人潛入了「錘頭鯊」，試圖還擊時被西諾和迪奧斯釋放瓦斯氣體而被迫撤退。
第40集負責駕駛漏影阻擋末日號角軍隊，以拖延時間讓其他成員逃生，試圖上前主動攻擊時被雅芝阻止。後與一部敵方MS陷入苦戰，更差點喪命，幸得拉芙特出手解圍得以存活。
第48集錘頭鯊試圖聯絡鐵華團一幕則未有登場，但估計和其他塔賓斯成員一樣繼續在麥克馬多麾下工作。
所駕駛的機體：漏影

## 宇宙海盜

### 柏瓦茲（第一季）
布魯克·葛巴揚（Brooke Kabayan）
聲：（日）武虎；（港）蕭徽勇
狀態：陣亡。
柏瓦茲首領，受與麥吉利斯有接點的人的委托，為了擄走庫德莉雅而襲擊鐵華團。
第13集敗於鐵華團與塔賓斯後以一艘戰艦和多台MS連同財產作為賠償金一併被奪走，隨後本人被釋放。
庫達爾·卡塔爾（Kudal Cadel）
聲：（日）織田圭祐；（港）李錦綸
狀態：陣亡。
指揮曼·羅迪部隊的智魔鋼彈的駕駛員，實際上相當於組織的NO.2，特徵是說話時會夾雜女性語氣。
戰鬥時擔任作了阿賴耶識手術的廢棄人的MS部隊指揮，能夠心平氣和的對廢棄人少年们下達冷血命令。
視MS為比其手下更有價值的東西，經常以暴力對待其手下。
所駕駛的機體：智魔鋼彈
第12集原本要挾持昭弘作為人質，但因昌弘及時推開其兄昭弘而錯殺了他，更讓三日月惱羞成怒得加強要將他擊殺的決心。
第13集在和三日月的激烈對決中不敵，最後被三日月所駕駛的獵魔鋼彈的太刀貫穿駕駛艙，從中間被斬為兩半戰死。其遺言是斥責三日月在享受殺戮，讓三日月首度對於殺人這件事感到遲疑。
昌弘·亞特蘭大（Masahiro Altland）
聲：（日）山下誠一郎、Lynn（童年）；（港）李安邦
狀態：陣亡。
與昭弘失散的弟弟，被作为廢棄人賣給了柏瓦茲，担任曼·羅迪的駕駛員。在柏瓦茲的所有廢棄人中，他是最受信賴的人。
所駕駛的機體：曼·羅迪
虽然自己相信哥哥仍然在世，但長期受壓迫及霸凌的非人生活使他接受了廢棄人永不如人的身份。
當前來說服他的昭弘向他分享有把自己當作人看的「家族」時更反而挑起他自己的嫉妒。但當庫達爾要來將兩兄弟給最後一擊的時候及時推開了哥哥，智魔鋼彈全力一鎚擊中造成機體嚴重受損而自己亦受到重創。最後在昭弘面前說完遺言後就這樣離逝。
佩德羅（Pedro）
與昌弘一起為柏瓦茲勞役的廢棄人少年兵，在與鐵華團的戰鬥中，和韋圖先後戰死。
狀態：陣亡。
所駕駛的機體：曼·羅迪
韋圖（Vito）
聲：（日）古川慎；（港）胡家豪
與昌弘一起為柏瓦茲勞役的廢棄人少年兵，聽說過人死後會投胎轉世。在與鐵華團的戰鬥中，和比特羅先後戰死。
狀態：陣亡。
所駕駛的機體：曼·羅迪

### 破曉地平線團（第二季）
桑多瓦·路透（Sandoval Reuters）
聲：（日）楠大典；（港）馮志輝
狀態: 估計已被處決。
組成人員將近三千人的宇宙海盜——「破曉地平線團」之團長，以額頭上的紅色靶心標記為主。
為自身海盜團的名譽感到驕傲，是個從艦隊指揮到MS操縱都兼具的人物。
對名聲急速上漲並取得許多利益的鐵華團抱有不悅與敵意，加上受到「地球解放戰線」的委託，襲擊鐵華團未果後為了名譽而向鐵華團挑起了戰鬥。
所駕駛的機體：雨果
第28集面對鐵華團加上加拉爾號角的聯合軍隊，之後又殺出阿麗安蘿德艦隊，被三方同時夾擊，迫得親自駕駛雨果出動解圍。
第29集被三日月擊敗後制服，交給了末日號角處置。

## 地球圈

### 多特殖民星（第一季）
薩瓦蘭·卡路利（Savarin Canele）
聲：（日）平川大輔；（港）關令翹
狀態：自殺。
比司吉的哥哥。因雙親意外過世而被分離，好學的他由多特公司高層收養，直到鐵華團造訪多特殖民地時才再度相會。
表面上走出貧民窟後變得異常勢利，不再搭理原來貧民窟的勞工，實際上為了貧民窟的所有人不被捲入戰火，卻不惜出賣自己的弟弟。
誤將雅朵拉当成庫德莉雅，並企圖把「庫德莉雅」交給末日號角以避免被對方採取殺雞儆猴的措施；雖然比司吉澄清對方不是庫德莉雅，但依舊打算將其交給末日號角。
第16集無力阻擋政府方的殘酷行徑，在死去的納禾拿面前痛哭。
第20集向畢斯杰特寄出遺書郵件，希望他不要再背負超出自己能力的負荷，最後上吊自殺身亡。
納禾拿·明戈（Navona Mingo）
聲：（日）小形滿；（港）張錦江
狀態：遇害身亡。
帶領勞工組的組長。為改善勞工的待遇不斷訴求，在鐵華團不知情以下運送的武器抵達以後，企圖引起武裝暴動。
第16集對多特公司展開一場和平的遊行示威，雖然由始至終都一直強調勞工組絕不能打起第一槍，但墮入末日號角自導自演的圈套裡，隨後激起其他勞工的反抗，但無奈被裝備遠強於己方的末日號角軍隊鎮壓，結果與參與暴動的勞工一起全員被屠殺。遺言不明。
第17集，納禾拿的死亡激化了6颗多特殖民星上的工會的情緒並演變成席捲整個殖民衛星群的武裝動亂，給予了末日號角名正言順地武力介入的最佳藉口。
索奧·卡尼（Sou Carré）
聲：（日）綿貫龍之介；（港）胡家豪
狀態: 存活。
多特2裡的一名新聞節目製作組的導演，於第17集獲庫德莉雅邀請到漁火上，其後協助她直播其演說。
妮娜·米亞摩利（Nina Miyamori）
聲：（日）木村珠莉；（港）張頌欣
狀態: 存活。
多特2裡的一名新聞節目製作組的記者，於第17集獲庫德莉雅邀請到漁火上，其後協助她直播其演說。
肇·津治（Hajime Tsuji）
聲：（日）相馬康一
狀態: 存活。。
多特2裡的一名新聞節目製作組的攝影師，於第17集獲被庫德莉雅邀請到漁火上，其後協助她直播其演說。

### 蒙塔克商會
托德·米爾康南（Todo Mirconen）
聲：（日）青山穰；（港）朱子聰
狀態: 存活。
原主力隊成員兼前CGS三隊少年兵的負責人，是個善於投機的牆頭草無賴，負責監視少年兵是否正在做事。
現實主義的見風轉舵性格，令他在主力隊裏地位低微，在三號隊叛亂後，馬上便反過來加入他們。
但在鐵華團手頭緊絀時，還提出把庫德莉雅賣給末日號角來換錢的爛主意。
第一季的動向：
第4集為了自己能活命，終於背叛鐵華團，並且經由歐庫斯商會將他們帶同庫德莉雅離開火星的消息賣給了末日號角。
第5集反被前來接頭的引航船隊出賣，最後被歐格等人察覺並換來大伙一陣胖揍，还把他綁住放置在逃生艙，後逃生艙被丟进太空作為送給末日號角的禮物。
第18集現身於蒙塔克商會的船艦上，到第25集時作為麥吉利斯安排的接頭人，並先後自稱為面具男（麥吉利斯）的助理與左右手。
第二季的動向：
第27集奉麥吉利斯之命到鐵華團火星本部打交道。
第33集護送麥吉利斯到鐵華團地球支部。
第49集一度登上凡娜蒂絲號，然後與艦員一同退下。在麥吉利斯身亡後，整個商會全數由他繼承。
於外傳《獵殺兀爾德》第八話後篇至第11話前篇也有登場，造訪位於金星的萊德尼西亞殖民地，並獲取了關於卡佳·伊諾西的相關情報，並匯報給蒙塔克，此後不久奉蒙塔克的命令，不僅將部分物資提供給威斯塔利歐等人，還順帶將伊舒家族的情報告知給他們。

### 艾布勞
蒔苗·東護之介（Makanai Togonosuke）
聲：（日）麦人；（港）黃子敬
狀態：去世。
P.D.137年出生，與古荻利亞進行火星混合金屬資源的限制解除會談的前艾布勞代表。
在庫德莉雅還身處於火星時，經由隔空會談交涉而得到面談機會。然而因為被牽涉入賄賂事件，而從代表的位子上退了下來。之後在大洋洲聯邦的其中一座管轄島嶼內避風頭。
對年輕勇敢、充滿幹勁和魄力的鐵華團及古荻利亞等少年們非常欣賞。對古荻利亞來說是其中一位重要的啟蒙者。
第一季的動向：
第20集和鐵華團尋求合作，但同時威脅鐵華團要求護送他去艾布勞代表全體會議的會議場所，否則鐵華團地球小分隊便不能返回火星。隨後遭到嘉達·伊素的勒索。
第22集聽從庫德莉雅的意見而大讚她「以後一定會是個好領袖」和「很會使喚男人」，之後搭乘火車並前往愛民頓。
第23集指出鐵華團的孩子現在心裡只想著「破壞」。期間與其支持者拉斯克碰面，當拉斯克質疑蒔苗靠一群孩子怎麼可能成功抵達艾布勞時，回答說他們（鐵華團）可不是一群普通的孩子。
第24集由阿特拉駕車，和庫德莉雅一同前往中樞議會的會場，但汽車被艾因所阻攔而翻倒，因安全帶而保著一命。
第25集被澳加解救再改乘MW前往會場，並在鐵華團的奮鬥下藉由秘密通道成功趕及出席中樞議會，再次當選主席。其中讓出了發言時間，改由庫德莉雅在眾多議員面前發表演說。
第二季的動向：
第30集出席艾布勞防衛軍成立典禮，但在開始前遇上炸彈襲擊，與查德深陷重度昏迷，成為之後艾布勞與SAU之間爆發持續兩個月以上的武裝衝突的導火線。
第33集甦醒後，從庫德莉雅口中得知了艾布勞和SAU之間的紛爭的結束，還問庫德莉雅要不要留在地球，但庫德莉雅則以「還是要跟鐵華團回火星」這句話來回應他，大嘆庫德莉雅越成熟越沉穩了。
第50集顯示五年後已往生，終年144歲，其坟墓只刻上了他的名字。另外據悉，他往生前還提出了「廢棄人禁止條約」該項重大方案。
韓尼·佛雷（Henri Fleurs）
聲：（日）澤海陽子；（港）蔡惠萍
狀態: 存活。
艾布勞的女性議員，是在蒔苗從代表位置下來之後最有希望能當接任代表的人物。
有末日號角作為後盾，和伊蘇拿里欧熟識並有私人協定。
為了當上主席，而與伊蘇拿里歐合作把蒔苗趕到千年島，並多次阻擾他趕回議會選舉，最後因蒔苗趕及出席中樞議會而失敗，甚至因而氣得丟掉其紅色假髮（真髮為米黃短髮）。
拉斯克·亞雷士（Raska Alessi）
聲：（日）飛田展男；（港）張錦江
狀態: 存活。
蒔苗在艾布勞的支持者，擁有相當的發言力，為協助他在全體議會上當選而奔走遊說。
後來接納了塔卡基，用心栽培他，期望塔卡基將來能繼承他的政治資源。
第一季的動向：
第23集在鐵華團一行人到達安克雷奇換乘火車時，曾和蒔苗碰面，質疑蒔苗靠一群孩子怎麼可能成功抵達艾布勞。
第24集已經聯絡好了數名支持蒔苗的代表，只等蒔苗前來會場。
第25集看到蒔苗和庫德莉雅及時趕到以及蒔苗重新被當選為代表，而不禁欣慰。
第二季的動向：
第50集五年後已接替蒔苗的位子，成為新一任的艾布勞代表。

## 其他角色
諾比利斯·哥頓（Nobliss Gordon）（第二季）
聲：（日）長克巳；（港）林國雄
狀態：遇害身亡。
肥胖衰老的商人，也是支持庫德莉雅進行獨立運動的金主，性格陰險狡詐。
其興趣是喜歡吃不同種類的甜食，和泡桑拿。
曾私下與哥拉爾勾結，又安插芙米妲在庫德莉雅身旁作為內應、刻意將她和鐵華團的名聲散播到殖民地激化反對情緒引發武裝衝突等，試圖將她的生死操弄在自己的掌心。
更與迪瓦茲的麥克馬多有一定的拉線，還聯合起來一起利用庫德莉雅。
第一季的動向：
第16集派遣殺手在多特公司總部一區埋伏，並企圖暗殺庫德莉雅，豈料错殺芙米妲。後其計謀被麥克馬多看穿，更反過來合作一起利用她。
第20集到迪瓦茲總部——歲星與麥馬度會面，以後與他合謀策劃變革。
第二季的動向：
第27集拒絕艾連姆的求救，並指出他跟庫德莉雅相比完全不好利用。
第29集再次對艾連姆見死不救並劃清界線。
第34集與庫德莉雅通訊，並告知大西洋聯邦殖民星群發動叛亂，阿麗安蘿德艦隊正镇壓中。
第47集正式和在革命戰中大獲全勝的萊斯達爾合作。
第49集與手下通訊中顯示出是伏擊歐格等人的幕後黑手。
第50集在洗手間如廁時，被萊德連開四槍，落得凄慘之死的下場。遺言為：「那是誰啊，話説………」。
柯路古斯（Orcus）（第一季）
聲：（日）乃村健次；（港）葉振聲
狀態：估計死亡。
民營運輸公司柯路古斯商會的代表。
表面上是托度以高價僱用帶鐵華團走小道前往軌道太空站「方舟」的人，但實際上他早已與托度配合將鐵華團的情報賣給末日號角，並在之後的戰鬥中命令乘艦攻擊漁火。最後攻擊行動以失敗告終而撤退。
艾連姆·高詹（Allium Gyojan）（第二季）
聲：（日）田中完；（港）馮錦堂
狀態：遇害身亡。
於第二季登場，激進組織——「地球解放戰線」的代表兼思想家，過去曾在諾亞基斯七月會議推薦沒沒無聞的庫德莉雅。
企圖巴結已經出名的庫德莉雅，以藉此提升自己的地位。
第26集與庫德莉雅會面，想請求她為地球解放戰線助力，後被庫克薇塔撞見並被趕走，最後立即委託破曉地平線團襲擊鐵華團。
第29集試圖跟鐵華團解釋、與破曉地平線團劃清關係，不料歐格不買單以後，並企圖著下屬們通知末日號角過來搞局，但下屬都被鐵華團壓制，最後被三日月連開四槍，落得凄慘之死的下場。遺言為：「等等………」。
亞哈·巴拉拿（Ahab Baraena）
狀態：已死亡。
災後世紀前的人物，為一名科學家，同時也是亞哈反應爐的發明家、亞哈粒子和亞哈波的發現家。
因為自己所研發的亞哈反應爐，而釀下了死傷慘重、月球遭重創、而且致使地球原始統轄機構崩壞的大規模戰爭——「厄祭戰爭」。
克萊夫·蒙塔克（Clive Montag）
狀態：已死亡。
于P.D.100年代或之前出生，為中型貿易公司——「蒙塔克商會」的創立者。

## MSV外傳 月鋼

### 主要角色
艾路吉·米拉吉（Arge Mirage）
狀態: 存活。
於外傳登場，P.D.307年出生，右手裝有機械式義手，從事傭兵家業。
目光銳利、嘴角總是彎成ㄟ字形；非常不擅長應付女性、無法看著對方的眼睛說話。
5年前，所乘搭的編號N323航班的太空梭被一台迷之鋼彈所攻擊，導致失去了右手和家人，事後在從事傭兵掙錢度日的同時，打聽奪走家人性命的鋼彈之消息。
較早前，被奉命到艾伯蘭奇殖民地群內的某個渡假殖民地暗殺「長生幫」之首領——泰迪老爹，並和他在木屋對峙，不料MS——崔亞納對小屋攻擊，泰迪老爹為救艾路吉而受到重傷， 反而得到其手下——沃科·華倫賦予君魔鋼彈相助而脫困。
之後為了報恩與及揪出滅族的凶手，而成為了君魔鋼彈的駕駛員，並與沃科一同行動。
在長生幫的內部抗爭結束後，就任新頭目的莉雅麗娜·摩根頓雇用艾路吉當護衛。
嘴上雖然不斷抱怨，但還是一起渡過了半年的時光，這是因為和沃科等同世代的人一起生活讓能他的心情稍微感到舒適。
然而他還是不擅長面對女性，仍時常會避開莉雅麗娜的視線，這對護衛來說是個致命的弱點。
所駕駛的機體：君魔鋼彈 → 拉伯瑞斯 → 復生型君魔鋼彈
外傳第1.5集迎擊幾架隸屬於長生幫，站崗在多特殖民星外的强襲特化型百里。
外傳第2集在中型貨運用太空梭上，和沃科偵測到MS的亞哈波後，便駕駛君魔鋼彈對尤哈娜座機攻擊，及時拯救莉雅麗娜。
外傳第3集奉沃科之命出擊，與MS——卡利斯托交戰，之後奪回雙臂上的裝備（君魔鋼彈原本的零件）。
外傳第4集在貨船上得知沃科想回收君魔鋼彈原本零件的目的。在莉雅麗娜一行人與長生幫幹部羅瑟瑞見面，發現跟蹤的桑波而脫隊，後從桑波口中得知，先前雇用兩兄妹襲擊莉雅麗娜的是羅瑟瑞。随後駕駛君魔鋼彈攔往迎賓車，救走莉雅麗娜和沃科，並且和桑波一起離開艾伯蘭奇1號殖民地。
外傳第5集受吉安馬可的要求，説只要在決鬥能贏他，他就幫助莉雅麗娜當上頭目，結果在和吉安馬可的交戰中，打成平手。
外傳第6-7集為了參與幹部會議，和桑波趁機護送莉雅麗娜乘坐的接駁艇，並一路衝到殖民地。隔天，發現君魔鋼彈被娜娜歐整台偷走，和沃科決心要把君魔鋼彈奪回來。
外傳第8集從兩個追殺者中救下米娜，還被姐姐金誤會並痛打一頓，但兩人最後冰釋前嫌。
外傳第9集由於失去君魔鋼彈而暫時搭乘用羅迪骨架改造出來的拉伯瑞斯，迎擊札札·弗希爾的幻魔鋼彈，卻因札札的實力不俗，加上後面來了札札的戰力而一度陷入困境，直到吉安馬可及時把好不容易在木星圈黑市處撿回來的復生型君魔鋼彈送過來，把局勢給逆轉回來。
外傳第10集再次搭乘復生型君魔，與札札的幻魔交戰，怎料途中雙雙遭遇歐雷魯斯部隊的圍攻，而不得不與札扎同舟共濟。
外傳第11集負責與吉吉爾的奧特林德交戰，勉强打得對方毫髮無傷地投降，因而順理成章將其俘虜。
外傳第12-13集與沃科、米娜和金一起前往日德蘭2，遇到前來指路至地球的娜娜歐，在前往目的地的途中，遇到末日號角方的攻擊，但卻變成路上被迪拉·納迪拉的魅魔擋住，一邊戰鬥一邊告知對方米娜還活著，最終勉强戰勝對方。
外傳第14集奉命搭乘復生型君魔，把米娜帶往指定地點，與札札接洽，在救回莉雅麗娜后得知運魔鋼彈的情報，不久就遭遇歐雷魯斯部隊的攻擊。
外傳第15集向愁眉苦臉的莉雅麗娜表示，不管她下達了什麽樣的決定，只是表示自己只是莉雅麗娜的護衛，就有義務要保護她，僅此而已。
外傳第16集（最終話）再一次搭乘復生型君魔，正式與札迪耶爾的幻魔最終交戰，還一路打到多特5附近，最後一擊也只是打得幻魔的機能停止，而沒傷及札迪耶爾的性命，直到阿麗安蘿德艦隊介入爲止，即使事情結束后兩個月才得以獲釋。
沃科·華倫（Volco Warren）
狀態: 存活。
同樣於外傳登場，為末日號角的貴族，華倫家族的後裔，數年前因為被發現與地球圈國家有非法經濟勾當而被取締，他也因此失去了雙親和所有財產，不得不委身於泰迪老爹之下。
頭裡埋了擁有凌駕於常人的知識存量的記憶晶片，可從中讀取不同情報，還靠它查到5年前艾路吉那起事件的新聞。但是因為這手術的影響，大大降低了他的運動能力及空間認知能力，連平常行動也要撐著拐杖，幾乎不可能操作MS。
在泰迪犧牲之後，為了尋找他僅存的財產——君魔鋼彈四散的零件，而與艾路吉合作。
外傳第2集在中型貨運用太空梭上，和艾路吉偵測到MS的亞哈波。
外傳第3集發現MS——卡利斯托雙臂上裝備的是君魔鋼彈原本的零件，並奉艾路吉出擊交戰後，成功奪回零件。
外傳第4集在貨船上向艾路吉說明他想回收君魔鋼彈原本零件的目的。在迎賓車上，和莉雅麗娜被娜娜歐和其護衛挾持。後和莉雅麗娜被駕駛君魔鋼彈的艾路吉救起，並且和桑波一起離開艾伯蘭奇1號殖民地。
外傳第6集所乘坐的接駁艇受到艾路吉和桑波的護送，並在艾路吉與羅瑟瑞的交戰中，解析出情魔鋼彈的情報和數據，提醒艾路吉願不願完成復仇的使命。
外傳第7集衝到殖民地，並見證了莉雅麗娜順利上位，之後發現君魔鋼彈被娜娜歐整台偷走，和艾路吉決心要把君魔鋼彈奪回來。
外傳第10-11集知曉哈克利兩兄妹試圖擄走米娜而馬上去阻止，事情結束后，知曉俘虜吉吉爾和小時候的自己有一面之緣。
外傳第12集與艾路吉、米娜和金一起前往日德蘭2，遇到前來指路至地球的娜娜歐，在抵達地球后將幻魔的戰鬥數據交給娜娜歐，作爲其指路的條件。
外傳第16集（最終話）命令尤哈娜把戰艦開向多特5，好拖延時間直到阿麗安蘿德艦隊趕過來介入戰局，在事情結束后，除了將君魔拿回來，其他事可以不管。
莉雅麗娜·摩根頓（Liarina Morgaton）
狀態: 存活。
P.D.306年出生，長生幫之首——泰迪老爺的千金，以學生的身分在月球背面的殖民地群留學和度日。
突然收到了父親的訃報，後在被捲入長生幫次期頭目之爭時、被艾路吉和沃科拯救了性命，並雇用他們當護衛。
個性好強，教養良好，和人說話時一定會好好看著對方的眼睛。因為總是無法和艾路吉對上視線，讓她對此大為不滿。
外傳第2集在從多特殖民地群往艾伯蘭奇殖民地群的航線中，和自己所乘坐的AL184航班太空梭（定期）遭到哈克利兄妹的襲擊。在被解救回到貨船後，向艾路吉質問父親死因，最後放聲痛哭。
外傳第3集與長生幫前參謀——普布利奧·因辛納和侍女——娜娜歐·納羅利那見面，得知襲擊泰迪老爹的MS——崔亞納的持有者是吉安馬可。
外傳第4集在迎賓車上想先向吉安馬可質問的行動讓羅瑟瑞攤牌，後和沃科被娜娜歐和其護衛挾持。後和沃科被駕駛君魔鋼彈的艾路吉救起，並且和桑波一起離開艾伯蘭奇1號殖民地。
外傳第5集與吉安馬可交談後，決定自己角逐下屆長生幫頭目，而吉安馬可答應只要艾路吉能在決鬥中贏他，他就幫助莉雅麗娜當上頭目。
外傳第6集所乘坐的接駁艇受到艾路吉和桑波的護送，並一路衝到殖民地。
外傳第7集以吉安馬可負責輔佐的條件下，成功當上長生幫的頭目。
外傳第8集以長生幫頭目的身份，與末日號角首席交涉官希爾特會面，對於末日號角方所提出的定期航綫利用契約條件，相當頭疼，但對她而言，這次簽約勢在必行。
外傳第12-13集接受娜娜歐的提議，不久收到一封匿名信，信中提及有關於五年前造成太空梭意外事故的鋼彈骨架的綫索，在前去赴約后遭到札扎和娜娜歐俘虜。
外傳第14集被駕駛著幻魔的札札帶到指定地點，后被釋放，並偷偷告訴艾路吉關於運魔鋼彈的情報。
外傳第15集表示會把米娜交還給末日號角一方，作爲簽訂定期航綫利用契約的唯一條件兼底綫，本來擔心這麽做肯定會被艾路吉看不起，但在明白艾路吉只想當護衛保護自己時，已經做好了決定，在希爾特前來接洽后，假裝答應條件后，卻以長生幫所保護的是「米娜·西爾霖」為由拒絕。
外傳第16集（最終話）向米娜表示，自己身爲長生幫頭目，一旦做了決定就不會反悔，也叫米娜做好覺悟，直到事情結束后兩個月才被調查局釋放。

### 長生幫 / 艾伯蘭奇殖民星
泰迪·摩根頓（Ted Morgaton）（第一季）
狀態：遇害身亡。
別名為泰迪老爹（Daddy Ted），為活躍於「艾伯蘭奇」殖民地，而且擁有相關航道管轄權的黑手黨——「長生幫」之首領，右手裝有機械式義手。
雖然被作為艾路吉的行刺對象，但最後卻反過來為保護被同行襲擊的對方而重傷身亡，死前指示沃科協助艾路吉駕駛君魔鋼彈擊敗崔亞納和保護她女兒——莉雅麗娜。
普布利奧·因辛納（Buvilio Incina）
狀態: 存活。
居住在「艾伯蘭奇殖民地」的「昂達3號」的一名老紳士，也是泰迪老爹的前參謀。
雖然是在長生幫的接任頭目爭奪戰中，莉雅麗娜的志願者，但實際上被羅瑟瑞·里昂尼所威脅。
外傳第3集派遣娜娜歐與莉雅麗娜等人同行，駕駛貨船離開昂達3號。
外傳第7集在羅瑟瑞一派被瓦解后，如實招供一切，亦為自己的所作所爲向莉雅麗娜賠罪。
吉安馬可·沙勒諾（Jeanmarco Sareano）
狀態: 存活。
P.D.194年出生，「長生幫」六幹部之一兼運輸部門的負責人兼「哈克利兄妹」的雇主。同時也是襲擊泰迪老爹的MS——崔亞納的持有者。
戰鬥和女人是他的本質，此外還是個會在圈外圈親自駕著MS和海盜鬥爭的武鬥派，其專用機便是格雷兹系MS——里格爾·莉莉。
在泰迪老爹被羅瑟瑞·里昂尼秘密殺害後，便為他背上所有的黑鍋，他也因此和羅瑟瑞成了「長生幫」接任頭目的人選之一。
所駕駛的機體：里格爾·莉莉、庫坦參型
外傳第3集抓住尤哈娜，並向桑波詢問莉雅麗娜的下落。
外傳第4集率領其座艦——「旅神號」和三架拉伯瑞斯救走莉雅麗娜一行人。
外傳第5集與莉雅麗娜交談，還答應只要艾路吉能在決鬥中贏他，他就幫助莉雅麗娜當上頭目。結果在和艾路吉的交戰中，打成平手。
外傳第6-7集為了參與幹部會議，駕駛里格爾·莉莉和派遣兩架拉伯瑞斯牽制住末日號角MS部隊。最後，以他負責輔佐的條件下，成功讓莉雅麗娜當上長生幫的頭目。
外傳第8集根據長生幫先前所發生的内訌而導致的蝴蝶效應，向莉雅麗娜提議，暫時先別跟末日號角方簽訂定期航綫利用契約，以策安全。
外傳第9-10集在木星圈黑市中，成功撿回落在此處但裝甲缺失些許的君魔鋼彈，臨時追加裝甲一番后，將其藏在所駕駛的庫坦參型，並送到艾路吉手上，然後便撤離。
外傳第11集帶隊鎮壓潛入旅神號的歐雷魯斯部隊，並質問吉吉爾前來帶隊攻擊的目的。
外傳第12集知曉事情的始末后，仍然不接納身爲窩裏反的娜娜歐的建議，但無可奈何，只得繼續調查札爾姆弗特家。
外傳第13-14集透過LCS與在地球的艾路吉等人取得聯係，並緊急告知大夥莉雅麗娜已經被札扎挾持，要他們將米娜交出來，再順便告知吉吉爾已經被買凶殺害，但由於礙於自己是幹部的身份，不方便出面，所以派遣援軍給艾路吉等人讓他們去。
外傳第15集對於莉雅麗娜決定將米娜交出去好換來契約一事，雖然理解其做法，但還是反對到底。
羅瑟瑞·里昂尼（Rosario Leone）（第一季）
狀態：陣亡。
「長生幫」六幹部之一兼銀行部門——「維斯塔銀行」的負責人兼總裁。
在十多年前，他以聯繫地球和火星的航道為根據地的海盜成員身分駕著著MS、並為了謀生而進行掠奪行為，後被泰迪老爹發現，之後在他底下工作。
很快便嶄露頭角的他一口氣就攀升至現在的地位。但他心中的野心之火即使到了現在都還沒熄滅。換言之，暗殺泰迪老爹和追擊莉雅麗娜的幕後黑手正是他，為了順利繼承長生幫的頭目位置而不擇手段。在泰迪老爹死後，成了與吉安馬可對立的派閥首領。
和吉安馬可一樣有著高超的MS駕駛技術，其專用MS便是運用了大部分的君魔的裝甲的「情魔鋼彈」。
所駕駛的機體：情魔鋼彈
外傳第4集駕駛情魔鋼彈追上來與艾路吉交手。
外傳第5集和末日號角貴族——維爾·克拉森交談。
外傳第6-7集所駕駛的情魔鋼彈與娜娜歐的阿德勒一同襲来，並與艾路吉交戰，在敗給他後認輸沒多久，就被娜娜歐一刀捅死。

### 末日號角
維爾·克拉森（Wille Krassen）
狀態: 存活，逍遙法外。
P.D.180至190年代出生，是地位僅次於七星勢力的克拉森家族出身，家族世世代代都替華倫家族管理艾伯蘭奇殖民星群。
爲人陰險狡詐，只要是可能會泄漏秘密和風聲的任何人，都會做到趕盡殺絕的地步，才能高枕無憂。
曾在多年前陷害華倫家族的當主兼沃科的父親，導致他家遭到清算的元凶，還靠關係動用駐守殖民地的部隊來幫助羅瑟瑞。
在伊兹納里歐被迫下台後，正式擔任月球分部監查室室長，但對納迪拉家族的勾當疑雲卻不聞不問。
外傳第5集和羅瑟瑞交談，並表示會將身爲華倫家族後裔的沃科，當成絆脚石替羅瑟瑞除去。
外傳第7集知曉羅瑟瑞陣亡后，表示惋惜，并且為之後尋找傀儡，頂替莉雅麗娜一計而籌劃著。
外傳第11集偶遇希爾特，並對於札爾姆弗特的喪事表示節哀，還向他透露幻魔是在戒備森嚴的保全中偷走，懷疑是内部人員接應他人所致。
外傳第14集與吉吉爾會面，並被告知早已知曉關於米娜尚存的實情，最後買凶殺害對方再嫁禍給長生幫，並説出「真相是依據他人要求而製造出來的東西」的話。
外傳第15話拿札迪耶爾的性格態度來對希爾特嘲諷一番，但由於希爾特保證會處理米娜的事，而大感放心。
希爾特·札爾姆弗特（Sylt Zalmfort）
狀態: 被抄家、扣留調查。
於第二季登場，末日號角的首席交涉官，也是地位僅次於七星勢力的札爾姆弗特家族出身，主要負責管理月球和火星定期航路，同時也是「幻魔鋼彈」的擁有者。
年輕時耿直誠懇，但是爲了札爾姆弗特家族的將來，不惜違背良心，甚至與非洲聯合部分議員牽綫，藉此收受賄賂，因此與嫡長子札迪耶爾之間產生了隔閡。
幼女米娜在最近的太空梭爆炸事件中喪生，然而根據迪拉·納迪拉的透露，這其實是希爾特為掩蓋納迪拉家族不法勾結的真相而一手策劃的。
首次與身爲長生幫新任頭目的莉雅麗娜會面、交涉，基於因長生幫半年前突然毀約一事，要長生幫支付近三倍的定期航綫安全保障的負擔成本，作爲簽約的條件。
外傳第11集偶遇已擔任月球分部監查室室長的維爾，並針對對方的問答表示很無聊。
外傳第15集為解決米娜的事，主動與莉雅麗娜接洽，但在莉雅麗娜假裝答應了又臨時變卦后，決定動用武力，將米娜劫過來。
外傳第16集（最終話）因對長生幫的戰局一時失策，導致殖民星之一的多特5被波及其中，而招來阿麗安蘿德艦隊介入，最終更因不法勾當的曝光而遭到内部調查。
札札·弗希爾（Zaza Fossil）
狀態: 被抄家、扣留調查。
於外傳第二季登場，P.D.304年出生，其真實身份為札迪耶爾·札爾姆弗特（Zadiel Zalmfort），即札爾姆弗特家族的嫡長子。
自稱傭兵並化名為札札·弗西爾，駕駛著家傳的「幻魔鋼彈」出現在「艾路吉·米拉吉」面前，更要求長生幫交出受到他們保護的米娜·西爾霖，也就是他的妹妹。
雖然表面上看言行粗野，因受過良好的教育而極度耿直、誠懇，但又顯得愚笨，因而讓父親希爾特抱持著疑慮的態度。
所駕駛的機體：幻魔鋼彈
外傳第10-11集瞧見艾路吉改搭君魔鋼彈后，覺得局勢不妙而不死心地撤退，之後在逆襲之前，委托哈克利兩兄妹混入長生幫的陣營，擄走米娜，結果與艾路吉的復生型君魔雙雙被歐雷魯斯圍攻，而向艾路吉提出休戰、合作的打算。
外傳第11集負責對戰來自歐雷魯斯部隊的三架尖刺式格雷兹，但在阿里安蘿德艦隊趕過來之時，只好再次撤退。
外傳第13集與娜娜歐聯手，以五年前太空梭意外事故為誘餌，把莉雅麗娜引過來挾持，並要求長生幫將米娜交出來。
外傳第14集重遇妹妹米娜，並被告知自己其實因懷疑父親的所作所爲而當起傭兵，獨自調查，最後把莉雅麗娜釋放，而自己去向父親希爾特討個明白。
外傳第15集回到格拉茲海姆3，與父親希爾特會面並質問其，卻被「爲了札爾姆弗特家族的將來，必須五指沾血」以及妹妹米娜「已死」的事實反駁至無言。
外傳第16集（最終話）將幻魔的配色從藍白變爲象徵家族的紅紫，再配備T型推進器后，正式與艾路吉的復生型君魔最終激戰，還一路打到多特5附近，他還充分表示，為給妹妹米娜從這醜陋的家族中解放，必須要她性命，結果險些被艾路吉一擊爆破，而致使幻魔的機能停止，直到阿麗安蘿德艦隊介入爲止，但事實上這正是他所計劃好的。
迪拉·納迪拉（Deila Nadila）
狀態: 存活，死灰復燃。
於第二季登場，是地位僅次於七星勢力的納迪拉家族出身兼第二任當主，出於政治聯姻而不得已女扮男裝，成爲米娜·札爾姆弗特的婚約對象，直到外傳第16集（最終話）才被揭露其真實性別。
由於納迪拉家族與非洲聯合中央議會之間的勾結遭到曝光，而導致自己在末日號角内的權限被剥奪，根據娜娜歐·納羅利那的情報來看，現目前在非洲最南端的某一島屿隱身中。
所駕駛的機體：魅魔鋼彈
外傳第13-14集首次登場之際，駕駛著魅魔鋼彈，一舉消滅了前去追殺自己的末日號角方士兵，也與前來與自己會面的艾路吉的復生型君魔交戰，戰敗后又親眼瞧見米娜活生生地出現，欣喜之際也向艾路吉賠罪，並將事情的真相告知大夥，后懇求艾路吉以後代自己守護米娜。
外傳第16集（最終話）中經沃科和莉雅麗娜提及，事情結束后，已經取代希爾特成爲新一任首席交涉官，同時也成功復興納迪拉家族，並洗刷冤屈。
吉吉爾·吉晋（Gigel Gejean）（第二季）
狀態：遇害身亡。
於第二季登場，隸属於末日號角内部統制部隊——歐雷魯斯的隊長，也是納迪拉家族的忠臣，其座機為女武神骨架機體之一的「奥特琳德」。
年輕時擔任納迪拉家族的其中一位保鏢，曾在幾年前的一次晚宴上，遇到年幼時的沃科。
在納迪拉家族失事，以及太空梭爆炸事件后，無意間在回收米娜·札爾姆弗特的物品中，發現有納迪拉家族不法勾當的資料證據，為証明其清白而尋找著米娜的下落。
所駕駛的機體：奥特琳德
外傳第10-11集首次出場，與艾路吉的復生型君魔交戰，在見識到對方的實力后，毅然決然投降，因此就這樣被長生幫俘虜。
外傳第14集早已被長生幫釋放出來，亦被長生幫的人監視，之後與維爾森會面，告知對方是不是早已知道實情，最終在離開后，遭到對方買凶殺害而死。

### 其他
桑波·哈克利（Sampo Hakuri）
狀態: 存活。
P.D.306年出生，吉安馬可所聘用的男性僱傭兵，擔當為尤哈娜的護衛。
有自己的專用哈克利·羅迪，奉命襲擊莉雅麗娜所乘坐的定期航班太空梭。
所駕駛的機體：哈克利·羅迪（藍色機） → 尤哈娜型情魔鋼彈
外傳第2集和妹妹尤哈娜以合作攻擊讓艾路吉陷入苦戰，但最後仍然被擊退。
外傳第3集因妹妹尤哈娜被吉安馬可抓住和在吉安馬可的質問下，陷入兩难。
外傳第4集跟蹤莉雅麗娜一行人，後被艾路吉發現。随後便告知艾路吉先前雇用兩兄妹襲擊莉雅麗娜的是羅瑟瑞。在駕駛君魔鋼彈的艾路吉救起莉雅麗娜和沃科後，和他們一起離開艾伯蘭奇1號殖民地。
外傳第6集為了參與幹部會議，和艾路吉趁機護送莉雅麗娜乘坐的接駁艇，並一路衝到殖民地。
外傳第10集和妹妹尤哈娜接獲札札的委托，試圖擄走米娜，怎料遇上歐雷魯斯部隊的攻擊，在釋放米娜后，兩兄妹趁亂逃走。
外傳第14-15集作爲吉安馬可派來給艾路吉的援軍，駕駛著尤哈娜型情魔，單挑歐雷魯斯部隊，並成功將其擊退。
外傳第16集（最終話）為做報酬分量的工而再次出陣，對戰格雷兹。
尤哈娜·哈克利（Yuhana Hakuri）
狀態: 存活。
P.D.307年出生，同樣為吉安馬可所聘用的女性僱傭兵，是桑波的妹妹，非常好戰，並擔當為前鋒。
和哥哥桑波一樣，有自己的專用哈克利·羅迪，奉命襲擊莉雅麗娜所乘坐的定期航班太空梭。
所駕駛的機體：哈克利·羅迪（黄色機）
外傳第2集和哥哥桑波以合作攻擊讓艾路吉陷入苦戰，但最後仍然被擊退，另外值得一提的是，從其「這筆錢能讓他們做回人類」來看，不排除兩兄妹可能是低等階級。
外傳第3集被吉安馬可抓住，以向桑波詢問莉雅麗娜的下落。
外傳第5集被釋放出來，据透露其實只不過是在做復建訓練，另外初次會面艾路吉時，給他的印象是很不親切的人。
外傳第6集和沃科以及莉雅麗娜乘坐接駁艇，並一路衝到殖民地。
外傳第10集和哥哥桑波接獲札札的委托，試圖擄走米娜，怎料遇上歐雷魯斯部隊的攻擊，在釋放米娜后，兩兄妹趁亂逃走。
外傳第16集（最終話）負責駕駛比斯科級戰艦，趁戰亂逃向多特5附近。
娜娜歐·納羅利那（Nanao Narolina）
狀態: 存活。
於「昂達3號」服侍著長生幫前參謀——普布利奧·因辛納的一名女傭，目的和真面目全是謎的女性。戴著一副眼鏡，身型與外表很迷人。
雖然目前在羅瑟瑞·里昂尼底下做事，不過有著多重身分的她，不論哪一個都不是她真正的樣子，連真正的幕後首腦也是另有其人。
和吉安馬可與羅瑟瑞一樣，有著高超的MS駕駛技術，其專用MS便是格雷茲改裝機——阿德勒。
所駕駛的機體：阿德勒
外傳第4集奉羅瑟瑞之命和其護衛挾持莉雅麗娜和沃科。
外傳第6集駕駛阿德勒，並與羅瑟瑞的情魔鋼彈一同襲來。
外傳第7集在羅瑟瑞對上艾路吉之際，牽制住桑波和接駁艇。在羅瑟瑞認輸後，趁機在背後捅死羅瑟瑞，之後脫離戰場。直到隔天，便偷走了整台君魔鋼彈。
外傳第11-12集透過LCS與長生幫取得聯係，找上艾路吉和沃科，並向他們透露迪拉·納迪拉的下落，五天後在日德蘭2接送艾路吉和米娜。
外傳第13-14集接受札札的幫忙，把莉雅麗娜引誘過來作爲人質，並告知對方札札的真實身份，也順便告知她關於運魔鋼彈的情報。
米娜·西爾霖（Mina Serlean）
狀態: 存活。
於第二季登場，真名為米娜·札爾姆弗特（Mina Zalmfort），即札爾姆弗特家族的幼女兼札迪耶爾的妹妹。
根據吉吉爾·吉晉的透露，在幾個月前，米娜當時乘坐一艘往返日德蘭2和文丘斯特殖民星群的太空梭航班中，不慎卷入爆炸事件，雖然大难不死，但卻已失去記憶，然而事實上她其實已經逃到多特殖民星的貧民窟，還遇到逃亡中的金，從此和其成爲姐妹。
外傳第8話初登場時被某方勢力（后證實為希爾特派來的打手）追擊，後來被艾路吉所搭救，成為長生幫的保護對象，但是有趣的是，她的名字和艾路吉的妹妹都是叫米娜，因此讓艾路吉很是在意。
外傳第10-11集被哈克利兩兄妹試圖擄走，但所幸被沃科救下，由於受過度驚嚇而被送到醫務室接受治療。
外傳第12集被證實除了因知曉父親的種種作爲后，假裝失憶以外，對於納迪拉家族所謂不法勾當的種種，以及自己將該事曝光一事完全不知情，并且在五天後與艾路吉、沃科和金一同前往日德蘭2，與娜娜歐會面。
外傳第13-14集與迪拉重逢，並告知她太空梭爆炸事故的真相及幕後操控者是父親希爾特，之後透過視訊，得知吉吉爾已被買凶殺害，大受打擊。
外傳第14-15集為解決一切麻煩，而決定挺身而出，解救莉雅麗娜，結果自己并沒有回到哥哥札迪耶爾身邊，有鑒於此，懇求艾路吉在哥哥札迪耶爾一錯再錯之前務必要阻止他。
外傳第16集（最終話）仍想被交還回末日號角方，結果被莉雅麗娜拒絕並放話要做好覺悟，在事情結束后因爲沒有身份證而即使札爾姆弗特家族被抄家也不受影響，因此繼續以米娜·西爾霖的身份活著，並交由長生幫（包括艾路吉）保護，所以米娜·札爾姆弗特在表面上已經是「死去」了。
金·西爾霖（Kim Serlean）
狀態: 存活。
於外傳第二季登場，是來自多特殖民星貧民窟的一位女性，性格活潑奔放，似乎對身爲傭兵兼保鏢的艾路吉有好感。
大約在一個月前，在他人的唆使下，入手武器，為當地的年輕女子爭取獨立，結果除她自己以外的全部人都被末日號角方殺死。
在逃跑的途中遇到米娜，從此和米娜相依爲命，即使對方向他人坦誠自己的真實身份，也不影響兩人的姐妹情。
外傳第8集初登場時，和米娜皆被某一方勢力追捕著，被長生幫解救后，為隱瞞隱情而單方面謊稱是從花街那裏的地方逃出來。
外傳第10-11集知曉妹妹米娜被試圖擄走，在米娜被解救后，表示她失憶了無所謂，只要她繼續當自己的妹妹。
外傳第12集與艾路吉、沃科和米娜一同前往日德蘭2，再經由娜娜歐的指路下前往地球，一路上與沃科談心，但卻被沃科吐槽在自言自語。
外傳第13集對于艾路吉提議讓米娜當證人，為納迪拉家族證明清白，大力反駁他根本不理會米娜的感受，並表示不會讓米娜受到任何傷害。
外傳第15-16集（最終話）在莉雅麗娜臨時撤回將米娜交還給末日號角方的決定后，隨大夥一同逃離戰場，表示這次一定會好好保護米娜。
米娜·米拉吉（Mina Mirage）
狀態：已死亡。
于外傳登場（僅回想畫面），艾路吉的妹妹，于P.D.318年左右，在那次太空梭失聯（意外）事件中喪生。

## 手遊 獵殺兀爾德

### 「獵殺兀爾德」參加者
威斯塔利歐·阿法姆（Wistario Afam）
聲：生駒里奈
狀態: 存活。
萊德尼西亞殖民地的管理会社——「阿法姆設備」的現任當主，P.D.311年出生，現年13歲。
自小父母雙亡，都是由管家小蒂姆那一手帶大，他唯一的理想就是把整個金星進行全面改革，成為一個有地位的國度。
個性活潑，十分有決斷力，MS的駕駛技術也不在話下，在所居住的「萊德尼西亞殖民地」遭到不明機體襲擊時，他奮不顧身地駕駛長久以來保管在機庫的「端白星鋼彈」，並在同樣來自該殖民地的珂魯娜魯的指引下，為改變金星的現狀而加入了「獵殺兀爾德」的作戰，並踏上一段未知的旅程。
與作爲敵人的蓮吉·達布利斯可，可以説是不打不相識的關係，即便對方陷入死亡邊緣了也在所不惜地去搭救，甚至在聽聞了對方的過往和一開始就懷抱的初衷和夢想后，既然彼此的目標都是一致而自願替他肩負創建理想國的夢想，可謂重情重義的表現，威斯塔利歐更因此和蓮吉和好而同舟。
為了針對萊德尼西亞殖民地往後的發展，而與大夥前往位於地球圈的度假殖民星去視察，途中遭到末日號角士兵的跟蹤和包圍，後經由蒙塔克的暗中協助而得以脫困，隨後更從卡佳那裏得知了她的真實身份，在那之後寧可被其他參加者捷足先登了，也要保護包括卡佳在内的所有同伴。
結果事實正如他所言，來自末日號角的隆德再度找上門來，要求卡佳返回伊舒家族，為了保護他的家人之一的卡佳而誇下海口，説他是與卡佳有婚約的人，當場嚇壞同夥，在卡佳的勸架與感激下，險些與隆德大打出手，卻也自責只能眼睜睜看著卡佳回歸，並發誓一定要把卡佳帶回來。
歷經千辛萬苦，大夥終於抵達拉塔托斯克，為救回卡佳而試圖潛入内部，結果先後被隆德所駕駛的悟魔鋼彈與蘇醒的MA梅哈伊亞攔截，並被迫對戰，在戰鬥結束後追趕卡佳所乘坐的飛艇的途中，因巨雷突然劈中飛艇導致裏面的人身亡，而一度震驚無言，但看到卡佳平安無事地逃脫並歸返而破涕爲笑。
有著愛吃三鈴糖果的習慣。
已知手上有一個特製圓環。
所駕駛的機體：交鋒式格雷茲 → 翼魔鋼彈 → 端白星鋼彈
蓮吉·達布利斯可（Range Dubrisko）
聲：木內太郎
狀態: 存活。
隸屬歐姆登殖民地公司的青年，雖然在整個組織內有屬於自己的MS部隊，卻時常被當成棄子般呼來喚去。
根據本人回憶，父親本是一名商人，不過他是透過低等階級的買賣來賺錢的，以至於身爲兒子的蓮吉對其反感，爲此就加入了歐姆登殖民地公司，不辭勞苦地工作，只爲出人頭地，久而久之開始懷抱著利用「獵殺兀爾德」的賞金來摧毀組織，再給普羅大衆建立一個理想國的夢想。
受組織所下達的回收圓環的命令，而造訪了金星的萊特尼西亞殖民地，結果在遇到威斯塔利歐所駕駛的端白星擊退同伴後，被迫鎩羽而歸。
后被席克拉澤下達最終通牒，為證明自己在組織的地位，而再次對戰威斯塔利歐，企圖將圓環奪回來，殊不知自己和對方一同遭受贊恩家族的伏擊，逼不得已只好與威斯塔利歐同舟共濟地反擊。
在一度陷入危險時，順手把贊恩家族其中一位MS駕駛員推開，間接導致其遭羅姆錯殺而死，而讓他看清了「作爲組織的棄子注定要被抛棄、替換」的現實，卻要追擊對方時想到要拯救麾下左右手而作罷，此後更是自己的MS部隊隊長一職被席克拉澤代替，而自己則降職為部下，心煩之際，獲得左右手安迪和比特的鼓勵而再次振作起來。
其後，選定已抵達的目的地——殘骸區域内進行對也到來的威斯塔利歐等人的奇襲作戰，殊不知遭受席克拉澤自行啓動的「繭」的自動防衛系統的前後夾擊，自己更是負傷，在接連失去左右手安迪和比特后，險象環生般被威斯塔利歐救下，往「繭」的内部躲藏，期間一度陷入絕望，直到被卡佳和威斯塔利歐的接連激勵下，毅然決然駕駛存放在「繭」内的慾魔鋼彈，與威斯塔利歐一同殺出血路，逃出迴廊。
在目睹廢棄殖民星遭受來自内部的不明攻擊之時，主動駕駛慾魔鋼彈前去支援威斯塔利歐，途中巧遇也在内部的席克拉澤，揚言要為安迪和比特報仇但不果，自己和威斯塔利歐與598等人碰上正在蘇醒中的MA哈拉埃爾，而被迫應戰，直到事情順利結束爲止。
歷經千辛萬苦，大夥終於抵達拉塔托斯克，並逮到席克拉澤的所在，試圖就安迪和比特之死，要他血債血償，結果因席克拉澤逃離了而事與願違。
所駕駛的機體：恩佐 → 慾魔鋼彈
席克拉澤·麥雅（Cyclase Mayer）
聲：野島健兒
狀態: 存活。
隸屬於歐姆登殖民地公司的雇傭殺手，在組織地位上介於衆多理事和打手之間。
父親阿德尼爾曾為厄祭戰與MA的研究學者，因受父親影響而對厄祭戰知識有知曉的一面，甚至自己也參與過考古研究，但是在父親被末日號角「七星勢力」之一的伊兹納里歐·法里德買凶殺害後，選擇在末日號角從軍，成爲其精銳部隊的士官之一，卻在不久殺害了長官並駕駛著當時奪取的燕式格雷兹逃離。
為人冷酷無情，為完成任務可以不擇手段，同時認爲唯有動用武力才能重獲自由，對自由的渴望也比一般人強烈。
由於蓮吉的失誤不斷，加上自身的「獵殺兀爾德」的作戰計劃有所進展的緣故，而自立為「獵殺兀爾德」作戰部隊隊長，力壓蓮吉至下，更在其後選定目的地——殘骸區域内對威斯塔利歐等人的奇襲作戰中，以增派支援為藉口，自行啓動「繭」的自動防衛系統，使其不分敵我的攻擊，並藉此將蓮吉當棄子一樣抛棄。
在己方最先抵達一座廢棄殖民星之際，遭末日號角方攔截，因此席克拉澤打著金星支部的布拉德雷的旗號，以定期維修殖民星為藉口，要求對方通行，沒過多久就遭穿幫，因此只得自己率先潛入殖民星內部的禁區，途中遇到也已抵達的威斯塔利歐，便馬上假裝自己是一名廢鐵回收商，跟對方相處一小段時間，就在要暗殺威斯塔利歐時，圓環偏偏在這時發光，而不慎暴露了自己的身份，其後又恰逢MA本體和子機的甦醒而兩人被圍困，但仍順利各自逃脫。
在地球圈内進行資源補給的同時，被公司内部的改革派一員拉攏並指示故意搞砸作戰行動，藉機將主流派推翻，但席克拉澤早已看穿這不過是藉刀殺人的手段，此後透過圓環所發出信號，開始往下一個目的地前進，結果遇到與父親有深厚交情的門斗，便要求對方立即將圓環連同數據交出來，得逞後迅速殲滅自己的MS部隊，並帶上塔金格和巴敕逃離，往「絕對力量」的所在地前進。
事後投靠伊舒家族艦隊的同時，與奧基納會面，並奉命率領一支部隊，去追擊已安頓卡佳的隆德小隊，結果被甩開，後從奧基納那裏得知了拉塔托斯克的所在，並帶隊前往目的地，還命令巴敕去喚醒内部的MA梅哈伊亞，但沒過多久，看到所喚醒的MA被除自己以外的參加者們合力擊毀後，心有不甘下撤退。
已知手上有兩個特製圓環。
所駕駛的機體：燕式特裝型
玉美·拉科烏（Tamami Lacou）
聲：伊藤靜
狀態: 存活。
由包括自己在内的77人女性構成的「拉科烏海賊團」的首領，因能力連同責任感强烈的緣故，而被屬下們以「大姐頭（姐御）」來稱呼，她本人也有不容許不忠不直之事的一面。
對來自迪瓦兹塔賓斯的名瀨·塔賓抱有很大的恩惠，根據回憶，她和現在的598一樣，面對所犯之錯只管用做傻事的方式來賠償，結果名瀨不但不追究責任，反而還灌輸她買賣生意的常識，才造就了如今的她。
由於身兼海賊團首領的大任，即使獲准參加了「獵殺兀爾德」的作戰計劃，爲了手頭上的生意來往，也只是把它抛諸腦後而已，但報恩之心仍不忘。
初登場時，由於掌握598等低等階級襲擊迪瓦兹商船的證據而向其追究責任，途中遭到贊恩家族的偷襲，玉美更獨自對打贊恩兩兄弟卻一度不得要領，結果被威斯塔利歐和598救下而安然無恙，事後向598建議，讓他和其同伴在自己底下做事，作爲賠償的一部分。其後由於「獵殺兀爾德」的最新進展，和598一同往下一個目的地前行，并且在無數MA子機布魯曼的包圍中陷入苦戰，甚至不慎被MA哈拉埃爾重重擊倒，但本人連同專用機沒受損傷。
為了向塔賓斯的名瀨兩夫婦交差，而攜帶598和帕魯絲黛前往歲星，期間與名瀨交談時，得知近日已研發完畢的伊歐骨架正式投入運用一事，同時對與名瀨有所交情的鐵華團團長歐格羨慕不已。
拉塔托斯克一役，接獲來自598的消息後迅速趕場，並與除席克拉澤以外的參加者們，合力擊毀MA梅哈伊亞。
已知手上有一個特製圓環。
所駕駛的機體：白虹（指揮官機）
羅姆·贊恩（Lome Zarn）
聲：稻田徹
狀態: 存活。
「贊恩家族」的繼承候選人之一，亦是該家族的長兄，是個光頭高個子。
性情自大、暴躁，目光短淺卻總是一副洋洋得意的樣子，經常强迫弟弟艾克和引路人佩羅兹服從自己，但與之相對的，因總是正面迎擊敵人只爲保護不會打架的弟弟艾克，而深受對方的憧憬。
對低等階級猶如垃圾一樣地殘忍對待，但同時對粉紅色情有獨鍾，以至於專用機體的配色正正采用了粉紅色。
受到父親盧比安的指令，與弟弟艾克一同造訪位於金星的萊德尼西亞殖民地，並瞧見身爲宿敵的蓮吉部隊對戰威斯塔利歐的場景，計劃趁兩方人馬打得兩敗俱傷之時，一次過將其收拾，結果作戰失敗而被迫撤退。
再次登場時試圖將持有圓環的威斯塔利歐、598和玉美一網打盡，更兩兄弟合力將玉美逼到絕境，結果由於威斯塔利歐和598的介入而再次撤退。
由於接獲父親盧比安的指令要求返鄉、呈報作戰進展，而主動準備伴手禮好討其歡喜，結果適得其反；事後聽取佩羅兹「可從其他參加者手中搶奪圓環，以便領先一步」的建議，決定對打同為參加者的威斯塔利歐，卻因弟弟艾克的擅自行動失敗，以及幹部賈比羅的叛變而陷入兩難，直到威斯塔利歐和蓮吉出手相救，不僅兩兄弟和好如初，也與威斯塔利歐正式和解。
事後決定暫時退出「獵殺兀爾德」作戰，返回地球以便清理門戶，重建家族榮耀，直到拉塔托斯克一役，接獲消息後迅速趕場，並與除席克拉澤以外的參加者們，合力擊毀MA梅哈伊亞。
已知手上有一個從父親盧比安繼承得來的特製圓環，並與弟弟艾克共用。
所駕駛的機體：豪華式凱萊爾（粉紅色機）
艾克·贊恩（Eyco Zarn）
聲：山内格
狀態: 存活。
「贊恩家族」的繼承候選人之一，亦是該家族的弟弟，是個戴帽的紅髮矮子。
表面上對哥哥羅姆百般服從和崇拜（事實上後者卻是屬實），實則暗自對其言行態度感到不滿（但也只是嘴硬心軟而已）。
受到父親盧比安的指令，與哥哥羅姆一同造訪位於金星的萊德尼西亞殖民地，並瞧見身爲宿敵的蓮吉部隊對戰威斯塔利歐的場景，計劃趁兩方人馬打得兩敗俱傷之時，一次過將其收拾，結果作戰失敗而被迫撤退。
再次登場時試圖將持有圓環的威斯塔利歐、598和玉美一網打盡，更兩兄弟合力將玉美逼到絕境，結果由於威斯塔利歐和598的介入而再次撤退。
由於接獲父親盧比安的指令要求返鄉、呈報作戰進展，而與哥哥羅姆一同隨行，途中還警告佩羅兹禁止對父親盧比安從實招來，結果適得其反；事後由於哥哥羅姆決定對打同為參加者的威斯塔利歐，從其手中搶奪圓環，而讓己方造成一定損失時，與哥哥羅姆產生了分歧，最後爲了證明自身的實力而決定擅自離開。
其後爲了奪得兩兄弟眼中的「寶藏」，而主動假意向參加者之一的威斯塔利歐做交易，實則劫持對方，結果搞得自己反被壓制，期間透過與哥哥羅姆的對話，將多年以來的内心話全盤托出，可以證明其實贊恩兩兄弟現在的關係還是很要好的，但因幹部賈比羅的叛變而陷入兩難，直到威斯塔利歐和蓮吉出手相救，不僅兩兄弟和好如初，也與威斯塔利歐正式和解。
事後決定暫時退出「獵殺兀爾德」作戰，返回地球以便清理門戶，重建家族榮耀，直到拉塔托斯克一役，接獲消息後迅速趕場，並與除席克拉澤以外的參加者們，合力擊毀MA梅哈伊亞。
所駕駛的機體：豪華式凱萊爾（銀色機）
598
聲：三瓶由布子
狀態: 存活，被解放。
低等階級出身，本名不詳，「598」這個數字是由他以前的主人爲他取的，因此並不介意使用現在這個名字。
懷抱著對最近崛起的鉄華團的憧憬，而被商人金巴魯所誘騙、誤導，作爲掠奪商船貨物的海賊團，立志要以「團長」的身份帶隊成爲「第二個鉄華團」，直到與前往中轉站去購買納米基層裝甲塗料的威斯塔利歐等人邂逅，加上經由引路人帕魯絲黛的點醒而恍然大悟，正式與金巴魯反目。
脫離金巴魯的操控後，帶領其餘的同伴成立了名為「尋環」的新組織，以創立屬於他們的歸處為由，正式加入「獵殺兀爾德」的作戰計劃，同時也將參加者之一的威斯塔利歐視為競爭對手。
在前往殘骸區域執行作戰任務時，恰逢「繭」的自動防衛系統亂入而迎擊，途中遇上威斯塔利歐，作爲報答點醒之恩，而協同夥伴迎戰一批自動防衛系統，因此未能從「繭」内部收集圓環數據，所幸由威斯塔利歐的共享數據而得以完成。其後由於「獵殺兀爾德」的最新進展，和玉美一同往下一個目的地前行，并且在無數MA子機布魯曼的包圍中陷入苦戰。
由於爲了給組織進行補給，而隨同威斯塔利歐前往萊德尼西亞殖民地，一睹該殖民地的全貌，直到來自末日號角金星支部的布拉德雷帶隊討伐威斯塔利歐時，便獨自上陣抗敵，多虧了這爭取時間的手段，才得以讓威斯塔利歐順利擊倒布拉德雷。
與玉美一同前往歲星，被名瀨和亞米達引薦過去處理與鐵華團相關事務，期間與隸屬鐵華團的西諾和亞馬基相遇，並聽聞了許多鐵華團的事跡，而興奮不已。後與西諾一起執行從海賊團的追擊中護送迪瓦茲所屬運輸艦的任務，並駕駛經過改修的猴蟹·羅迪，一同擊退敵人，事件結束後，因要履行身為尋環團長的使命，加上圓環發出新的指令，而拒絕鐵華團的邀請加入。
在繼續執行作戰途中，抵達法里德家族所遺棄的戰艦附近，還發現到一艘運輸艦（小藏·門斗所屬），基於對方無任何威脅而出手相助，隨後聯係上威斯塔利歐，三方勢力一同商討鎮壓伊舒家族艦隊的對策，並從中得知自卡佳脫隊後的這三天所發生的事。
右眼其實是個義眼，衣著打扮也因對鉄華團的憧憬而效仿其。
已知手上有一個特製圓環。
所駕駛的機體：猴子·羅迪（指揮官機） → 猴蟹·羅迪
小藏·門斗（Kozo Mendo）
聲：松本忍
狀態: 存活。
考古學家兼寶藏獵人，對三百年前的厄祭戰的一切頗感興趣，而想探個究竟，才會參加「獵殺兀爾德」的作戰計劃。
與作爲考古研究學者的阿德尼爾·麥雅兩父子有所認識，也遵從前者的教誨，但由於太過認真調查，而時常為隨行的人帶來不必要的麻煩。
於第五話後篇初登場時，駕駛專用調查用船艦前往冰河區域並在冰河上挖隧道，途中遭受MA子機布魯曼的追擊，所幸被同為參加者的威斯塔利歐和蓮吉所救而逃過一劫。事後除了將自身的調查心得分享給威斯塔利歐等人，還大方地將剛收集的圓環數據複製、分享給威斯塔利歐，隨後便繼續啓程，但在啓程前因好奇端白星鋼彈的真實名字而對威斯塔利歐落下了「要是知道了它的真名，你可能就不是你了」這句話。
在前往一艘被廢棄的戰艦時，不僅得知其原有主人是誰，還意外偶遇許久未見的席克拉澤，但在對方的要挾下被迫交出圓環連同數據，卻因真正的圓環還在而破涕爲笑，然而爲了阻止席克拉澤而偶遇以598為首的尋環。
已知手上有一個特製圓環。

### 引路人
珂魯娜魯·黃紗（Coronal Xhosa）
聲：上田麗奈
狀態: 存活。
來自萊特尼西亞殖民地的神秘少女，奉「N」之命作爲「狩獵兀爾德」作戰計劃的第一個登場的引路人，去尋找持有圓環的人。
實際上包括她自己在內的引路人們，都是被幕後主人「N」花大錢買下作為作戰計劃一系列棋子的孤兒們，也因此在她們的任務完成後就會恢復自由身。
與嬌小身軀年齡不符的說話舉止都十分端莊有禮且完全不符外表年齡，連表情起伏也很少，經常讓人摸不清她的想法。
在出發去拯救卡佳之前，被威斯塔利歐要求好好保管圓環。
興趣是泡茶。引路人服裝顏色為黃色。
佩羅兹·黃紗（Bellows Xhosa）
聲：大久保瑠美
狀態: 存活。
來自贊恩家族的神秘少女，奉「N」之命為「獵殺兀爾德」作戰計劃去尋找持有圓環的人，同時也是第二個登場的引路人。
實際上包括她自己在內的引路人們，都是被幕後主人「N」花大錢買下作為作戰計劃一系列棋子的孤兒們，也因此在她們的任務完成後就會恢復自由身。
衣著打扮與珂魯娜魯同樣，但與前者相比，佩羅茲面對持有圓環但毫無進度、沒成績又愛說大話的贊恩家這對蠢蛋兩兄弟就僅是只有公事公辦的份，完全不想與之有交集甚至有想換持有者等厭煩態度。
經常被贊恩兩兄弟以「佩之助」作爲昵稱來稱呼，但她本人很不喜歡；雖然因爲圓環的關係，僅聽命於贊恩兩兄弟，但若是家督盧比安主動追問進展，她定會跳過贊恩兩兄弟，向盧比安呈報的。
贊恩兩兄弟一度決裂之際，奉羅姆之命前去勸阻艾克歸隊，因羅姆作為長兄一直掌握著實權，趁機提出作戰方式想讓艾克有所進展並索性換人跟隨，結果遭艾克拒絕而折返。
拉塔托斯克一役，接獲相關消息後，隨贊恩兄弟出發前往現場。
引路人服裝顏色為暗綠色。
塔金格·黃紗（Tagging Xhosa）
聲：藤田茜
狀態: 存活。
來自歐姆登殖民地公司的雙神秘少女之一，奉「N」之命為「獵殺兀爾德」作戰計劃去尋找持有圓環的人，同時也是第三個登場的引路人。
實際上包括她自己在內的引路人們，都是被幕後主人「N」花大錢買下作為作戰計劃一系列棋子的孤兒們，也因此在她們的任務完成後就會恢復自由身。
衣著打扮與珂魯娜魯同樣，但差別在於她有著一頭黑髮且只有左眼被顯露出來，性格上較爲好動開朗。引路人服裝顏色為藍綠色。
出乎意料的，她擁有其他引路人所不能及的機體駕駛的經驗，甚至敢於一己之力追擊目標所在。
與巴敕一同前行的途中，由於席克拉澤突然將自己的MS部隊殲滅，而兩人被迫搭乘運輸艦離開，在抵達拉塔托斯克後，與席克拉澤負責牽制敵軍，在MA被喚醒後便立即撤退。
所駕駛的機體：行刑式凱萊爾
巴敕·黃紗（Batch Xhosa）
聲：花守由美里
狀態: 存活。
來自歐姆登殖民地公司的雙神秘少女之一，奉「N」之命為「獵殺兀爾德」作戰計劃去尋找持有圓環的人，同時也是第四個登場的引路人。
實際上包括她自己在內的引路人們，都是被幕後主人「N」花大錢買下作為作戰計劃一系列棋子的孤兒們，也因此在她們的任務完成後就會恢復自由身。
衣著打扮與珂魯娜魯同樣，但差別在於她有著一頭黃髮且綁有一個馬尾，性格上較爲安靜沉穩。
興趣是讀書。引路人服裝顏色為橘色。
出乎意料的，她擁有其他引路人所不能及的船艦操縱的經驗，甚至敢於一己之力追擊目標所在。
與塔金格一同前行的途中，由於席克拉澤突然將自己的MS部隊殲滅，而兩人被迫搭乘運輸艦離開，在抵達拉塔托斯克後，奉命嵌入内部並帶上圓環，以喚醒沉睡在内部的MA梅哈伊亞，事成后便立即撤退。
帕魯絲黛·黃紗（Palstye Xhosa）
聲：大西紗織
狀態: 存活。
來自金巴魯的海賊團的神秘少女，奉「N」之命為「獵殺兀爾德」作戰計劃去尋找持有圓環的人，同時也是第五個登場的引路人。
實際上包括她自己在內的引路人們，都是被幕後主人「N」花大錢買下作為作戰計劃一系列棋子的孤兒們，也因此在她們的任務完成後就會恢復自由身。
與其他引路人相比，帕魯絲黛有著一頭藏藍色的頭髮，且雖然看起來一臉鬱悶，但掩蓋不了母性一樣的溫柔與關愛，偶爾也有生氣的時候。
由於看不慣金巴魯不斷利用、誘騙598等許多低等階級的崇拜心態來為非作歹並剝削他們的作嘔樣，而告終598事情的真相，隨後鼓勵、協助598和同伴們叛逃。
在叛逃事件結束後，由於圓環在598手中的緣故，而自動跟隨598，成為其引路人並作為長輩教導他們各種事物。
引路人服裝顏色為藍色。
肯紗爾·黃紗（Quential Xhosa）
聲：富田美憂
狀態: 存活。
來自拉科烏海賊團的神秘少女，奉「N」之命為「獵殺兀爾德」作戰計劃去尋找持有圓環的人，同時也是第六個登場的引路人。
實際上包括她自己在內的引路人們，都是被幕後主人「N」花大錢買下作為作戰計劃一系列棋子的孤兒們，也因此在她們的任務完成後就會恢復自由身。
與其他引路人相比，肯紗爾有著孩童般嬌小身軀與一對桃紅色雙馬尾，且臉蛋玲瓏可愛；個性活潑，不過由於在由女性組成的海賊團裏待命的關係，而顯得無所事事的樣子。
喜愛吃甜食。引路人服裝顏色為粉色。
斯萊絲·黃紗（Slice Xhosa）
聲：渡部紗弓
狀態: 存活。
不屬於任何組織的神秘少女，奉「N」之命為「獵殺兀爾德」作戰計劃去尋找持有圓環的人，同時也是最後一個登場的引路人。
實際上包括她自己在內的引路人們，都是被幕後主人「N」花大錢買下作為作戰計劃一系列棋子的孤兒們，也因此在她們的任務完成後就會恢復自由身。
與其他引路人相比，斯萊絲有著一頭銀髮，且佩戴一副眼鏡；個性認真，細心周到，面對持有圓環的主人門斗，雖然偶爾會抱怨，但還是會履行職責。
引路人服裝顏色為灰色。

### 萊特尼西亞殖民地 / 阿法姆設備
威斯塔利歐·阿法姆（Wistario Afam）
聲：生駒里奈
狀態: 存活。
參見「獵殺兀爾德」參加者
小蒂姆那·北古（Demmuna Kitako Jr.）
聲：堀內賢雄
狀態: 存活。
威斯塔利歐的管家兼導師，負責將全世界的知識傳授于其。
防身術不在話下，左眼處有一道疤痕。
世世代代都在秘密保管著從厄祭戰中倖存下來的翼魔鋼彈，並將其改造成端白星鋼彈，以便讓威斯塔利歐在遇到危機時搭乘。
外表看似十分嚴厲強硬，但最終往往都會為威斯塔利歐軟化，甚至對其性命安危感到極度在乎，而對除威斯塔利歐等阿法姆設備的人以外的人戒心深重。
在大夥前往殘骸區域的途中，由於遭受導航燈塔「繭」所投射的自動防衛系統的前後夾擊，而被迫往「繭」的内部躲藏，途中意外發現完好無損的慾魔鋼彈，后奉威斯塔利歐之命在兩個小時内將該機的駕駛艙換成一般的規格。
珂魯娜魯·黃紗（Cornoal Xhosa）
聲：上田麗奈
狀態: 存活。
參見引路人
卡佳·伊諾西（Cature Inoshee）
聲：田中美海
狀態: 存活。
謎之少女，於外傳第九話被揭露其真實身份——末日號角「七星勢力」之首席的伊舒家族的後裔，也是已故凱爾妲·伊舒的同父異母的妹妹。
母親為在伊舒家服務的其中一名女傭，卻因與伊舒家族前任當主發生不倫關係而連同生下的女兒一起被逐出家門，在外傳故事開始前兩年便離世。
性格直爽，無論什麽事都是一臉滿滿正能量，但相對的，爲了不想被家族地位束縛，而對末日號角厭惡與執著都參半；此外本人對威斯塔利歐猶如小孩一樣看待，直到她感受到對方想參加「獵殺兀爾德」作戰計劃時所背負的使命后，而對其感到敬佩至另眼相看，爲此決定留在金星。
也因伊舒家族的出身，不僅對末日號角連同「七星勢力」的許多資訊都瞭如指掌，還曾上過服飾學校但休學，有學過裁縫的技巧。
於外傳第三話登場，初登場時與其他20個少女一同被金巴魯的海賊團所軟禁，直到威斯塔利歐的介入支援之下，僥幸逃脫之際為了躲避末日號角的視線而悄悄混入艾爾達丸II內，方便暫借落腳。
由於必須對端白星鋼彈進行整修，而大夥必須往返萊德尼西亞殖民地，期間與蓮吉、598和帕拉絲黛一同瞧見萊德尼西亞殖民地的全貌，自己更是振奮不已而甚至自己一人在舊市區游蕩，結果險些惹上不必要的麻煩。
經此隆德一役，因擔心對方會找上門來並動用無法估計的武力進行鎮壓，為避免連累威斯塔利歐等人而只好獨自離去，期間威斯塔利歐的趕來和隆德的追擊等同時發生，在聽到威斯塔利歐誇下海口説是與卡佳有婚約的人而深受感動，為了勸架而自願返回伊舒家族，還謝謝威斯塔利歐願意為她承擔一切麻煩。
事後被安置在隆德小隊所屬的一艘鱵魚級戰艦裏，雖然承蒙隆德的關照，但對自己被認爲擁有能夠繼承家族當主的資質這一點，不怎麽深信，反而對家族過往的所作所爲記在心中，直到拉塔托斯克一役，被迫乘坐飛艇，與一票士兵一起趁著隆德的捨身掩護逃離，殊不知飛艇被突如其來的巨雷擊中，但由於卡佳大難不死逃脫，亦最終成功回到威斯塔利歐身邊。
斯普拉（Spra）
聲：一城美由希
狀態: 存活。
阿法姆設備的女性職員，對威斯塔利歐十分關心，就像自己的兒子一樣。
在威斯塔利歐等人參加「獵殺兀爾德」作戰計劃時，就奉命負責打理會社的所有事，直到其歸來為止。
西尼斯提爾（Sinister）
聲：梅津秀行
狀態: 存活。
阿法姆設備的雙老副手之一，主要負責運輸艦艾爾達丸II的操縱。
頭綁紅色頭巾。
迪基斯提爾（Dexter）
聲：梅津秀行
狀態: 存活。
阿法姆設備的雙老副手之一，主要負責運輸艦艾爾達丸II的通信。
頭戴藍色帽子。
艾爾達·阿法姆（Erda Afam）
狀態：已死亡。
阿法姆設備的創始人，也是威斯塔利歐的曾祖母，所屬運輸艦「艾爾達丸II」便是由她的名字命名。
根據威斯塔利歐的說法，推測其家族是在厄祭戰前後，為了躲避戰火而在金星落腳。

### 歐姆登殖民地 / 所屬公司
特拉德·歐姆登（Torrado Omden）
聲：杉崎亮
狀態: 存活。
歐姆登殖民地公司的理事長，亦為公司内部的主流派之首。
因知曉關於「N」和「獵殺兀爾德」的部分資訊，爲了給所屬公司爭取最大利益而孤注一擲，將公司的重要資源投入到該作戰計劃中。
蓮吉·達布利斯可（Range Dubrisko）
聲：木內太郎
狀態: 存活。
參見「獵殺兀爾德」參加者
席克拉澤·麥雅（Cyclase Mayer）
聲：野島健兒
狀態: 存活。
參見「獵殺兀爾德」參加者
塔金格·黃紗（Tagging Xhosa）
狀態: 存活。
參見引路人
巴敕·黃紗（Batch Xhosa）
狀態: 存活。
參見引路人
安迪（Andy）
聲：真木駿一
狀態：陣亡。
隸屬於蓮吉部隊的其中一名成員，也是蓮吉的左右手，對其更是忠心耿耿。
貧民窟出身的他，一開始加入蓮吉部隊時是抱著隨時會戰死的心態和鬱悶的心情的，但聽聞蓮吉想摧毀整個組織並創建樂園的目的后，反而顯得興奮而期待這一刻的到來。
逆襲作戰中隨蓮吉同行，卻不慎遭到贊恩家族的伏擊，所駕駛的機體遭重創，但本人毫髮無傷。
在殘骸區域内的奇襲作戰中，由於遭受「繭」的自動防衛系統的前後夾擊，爲了給蓮吉爭取撤離的時間而自願引開無數浮動單元，最後遭受連環重擊而戰死。
所駕駛的機體：旋風·羅迪
比特（Bitt）
聲：山本祥太
狀態：陣亡。
隸屬於蓮吉部隊的其中一名成員，也是蓮吉的左右手，對其更是忠心耿耿。
貧民窟出身的他，一開始加入蓮吉部隊時是抱著隨時會戰死的心態和鬱悶的心情的，但聽聞蓮吉想摧毀整個組織並創建樂園的目的后，反而顯得興奮而期待這一刻的到來。
逆襲作戰中隨蓮吉同行，卻不慎遭到贊恩家族的伏擊，所駕駛的機體遭重創，但本人毫髮無傷。
在殘骸區域内的奇襲作戰中，由於遭受「繭」的自動防衛系統的前後夾擊，爲了給蓮吉爭取撤離的時間而自願引開無數浮動單元，最後遭受連環重擊而戰死。
所駕駛的機體：旋風·羅迪

### 拉科烏海賊團
玉美·拉科烏（Tamami Lacou）
聲：伊藤靜
狀態: 存活。
參見「獵殺兀爾德」參加者
肯紗爾·黃紗（Quential Xhosa）
聲：富田美憂
狀態: 存活。
參見引路人

### 贊恩家族
盧比安·贊恩（Lubian Zarn）
聲：仲野裕
狀態: 存活。
受整個SAU和末日號角撐腰的武鬥派組織——「贊恩家族」的家督，也是其中一個特製圓環的原持有人。
由於長年臥病在床，而給膝下兩子羅姆和艾克下達了「透過參與「獵殺兀爾德」作戰，做出一番成績者即可繼承家督一職」的指令。
從要求正在執行作戰的兩個兒子返鄉，並呈報作戰進展的言行和態度，以及下達「做出損害家族名譽者，一律排除」的最終通牒來看，足見其家族地位崇高至連兩個兒子都對其敬而遠之。
雖然兩個兒子至今的所作所爲如此糟透時，不免失望，但仍期盼兩個兒子能有一番作爲，好讓自己能夠自豪地離開人世。
賈比羅·賈伊洛（Jabiro Gyro）
聲：小柳良寬
狀態：陣亡。
贊恩家族的幹部之一，也是盧比安的心腹大患，深得盧比安的信任。
出於對接手執行「獵殺兀爾德」作戰的贊恩兩兄弟的不信任感，以及視其為家督的競爭對手，而密切留意兩兄弟的動向，直至正式以贊恩兩兄弟皆戰死為理由，連同參加者之一的威斯塔利歐一起肅清，結果被後者擊敗。
所駕駛的機體：鳩達·派森
羅姆·贊恩（Lome Zarn）
聲：稻田徹
狀態: 存活。
參見「獵殺兀爾德」參加者
艾克·贊恩（Eyco Zarn）
聲：山内格
狀態: 存活。
參見「獵殺兀爾德」參加者
佩羅兹·黃紗（Bellows Xhosa）
聲：大久保瑠美
狀態: 存活。
參見引路人

### 金巴魯的海賊團 → 尋環
金巴魯（Kinbal）
聲：中野泰佑
狀態：陣亡。
原為宇宙海賊「破曉地平線團」的其中一名海賊，在脫離組織後另起爐灶，成為598等許多低等階級所屬的海賊團的向導，但同時另一個身份還是中轉站殖民地的一名商人。
爲人粗魯卑鄙，會爲了一己私欲而糊弄低等階級，以便他們爲自己做牛做馬，但同時又很貪錢，即使擁有了參加「獵殺兀爾德」作戰計劃前就有的預備金也不滿足，而唆使包括598在内的許多低等階級去掠奪商船無數，以便籌集更多的錢財。
在其真面目被598看穿後，毫不猶豫率領兵力去追殺598等低等階級，甚至親自駕駛雨果並停掉猴子·羅迪的阿賴耶識系統，並打算滅口，卻在威斯塔利歐的介入下，連同機體被598擊殺而死。
所駕駛的機體：雨果
598
聲：三瓶由布子
狀態: 存活，被解放。
參見「獵殺兀爾德」參加者
368
聲：佐藤元
狀態: 存活，被解放。
低等階級出身，本名不詳，「368」這個數字是由他以前的主人爲他取的。
作爲598的戰友，曾經以海賊的身份過活著，直到598看清了金巴魯的真面目后，便跟隨598逃離其魔掌，成為新組織「尋環」的一份子。
所駕駛的機體：猴子·羅迪（一般機）
229
聲：坂泰斗
狀態: 存活，被解放。
低等階級出身，本名不詳，「229」這個數字是由他以前的主人爲他取的。
作爲598的戰友，曾經以海賊的身份過活著，直到598看清了金巴魯的真面目后，便跟隨598逃離其魔掌，成為新組織「尋環」的一份子。
所駕駛的機體：猴子·羅迪（一般機）
144
聲：小野將夢
狀態: 存活，被解放。
低等階級出身，本名不詳，「229」這個數字是由他以前的主人爲他取的。
作爲598的戰友，曾經以海賊的身份過活著，直到598看清了金巴魯的真面目后，便跟隨598逃離其魔掌，成為新組織「尋環」的一份子。
帕魯絲黛·黃紗（Palstye Xhosa）
聲：大西紗織
狀態: 存活。
參見引路人

### 末日號角
布拉德雷（Bradley）
聲：伊丸岡篤
狀態: 存活。
末日號角金星支部部長，階級為少校。
由於職務關係，使得自己都認爲整個萊德尼西亞殖民地，包括其大半營收都是他的囊中物，加之本人性情傲慢而讓許多部下以及萊德尼西亞的居民們都敬而遠之。
但相對的，由於曾經賦予阿法姆設備些許經營權，對其甚至是繼承人威斯塔利歐，尤其是其所擁有的端白星鋼彈非常關注。
外傳第六話被席克拉澤打著自己的旗號，假借維修廢棄殖民星為藉口，要求當地的管理員通行讓席克拉澤進入，直到事後管理員向布拉德雷確認後，才驚覺被擺了一道。
直到外傳第七話首次登場，因掌握之前威斯塔利歐駕駛端白星鋼彈的證據而直接找上對方，並要求將其交出來不果，便帶隊前去討伐，結果不僅被威斯塔利歐擊倒，還被來自監察局的石動·卡密契發現到許多所涉嫌的不法行爲的證據，而被革職。
所駕駛的機體：格雷茲（指揮官機棕色）
奧基納·烏洛卡（Okina Uroka）
聲：津田英三
狀態: 存活。
隸屬於伊舒家族的年邁人士，地位相當於代理當主，家族世代自厄祭戰開始就服侍著伊舒家族。
爲了避免因凱爾妲犧牲而導致伊舒家族血脈斷絕，以及「七星勢力」首席地位搖搖欲墜的危機，作爲責任，決定將卡佳扶持為家族的新任當主並計劃在大衆面前亮相，為此不惜秘密招募黑手黨或海賊來為地球外軌道統制統合艦隊補充戰力，此舉還連同他的私欲一度被隆德質疑。
途中，還得知席克拉澤的存在和預計接下來的動靜，並主動與對方會面，事後便命令他去追擊隆德小隊。然而在拉塔托斯克一役後，親自找上麥吉利斯的門，並答謝他為伊舒家族盡心盡力。
隆德·布隆恩（Lond Bron）
聲：浜田賢二
狀態：陣亡。
為伊舒家族服侍的末日號角士兵之一，是個黃色頭髮且綁馬尾的柔情鐵漢。
根據外傳第11話前篇的回憶，隆德的家世地位較爲低等，卻被凱爾妲相中為親衛隊一員，盡管如此仍避免不了飽受白眼，但自從凱爾妲戰死後，爲了繼承其意志，而立志要找回對方理想中的伊舒家族應有的面貌。
無論是駕駛機體，還是格鬥術，都能發揮得自如，因此被小蒂姆那評價為「讓人沒把握能打得過」的家夥。
初登場時爲了把流浪許久的卡佳帶回伊舒家族，輔佐她上位，而帶領幾名士兵前往度假殖民星去搜查，雖然成功找到人但也同時遇上威斯塔利歐等人的阻攔，尋人未果後便不得不動用武力來强行抓人，卻又遇上蒙塔克的突襲，並因對方針對奧基納的野心，而對其產生了起疑，事後爲了繼續追蹤卡佳的行蹤而被家臣奧基納賦予戰艦和一支部隊。
再度登場時，好不容易找上卡佳，卻又再次遇上威斯塔利歐，並從他口中得知他是與卡佳有婚約的人而倍感震驚和惱羞成怒，在要再次大打出手時，因卡佳勸架和自願回歸家族而得以收手，間接完成了任務，但爲了試探奧基納會否只是把卡佳當成傀儡當主來服侍，而暫時脫隊，卻不想遭逢已與奧基納同流合污的席克拉澤的追擊，逼不得已上陣對敵，卻礙於對方戰力的優勢，而選擇暫退到拉塔托斯克，以尋求補給。
抵達拉塔托斯克後，找到安置悟魔鋼彈的格納庫所在，並讓卡佳瞧瞧，其後敵軍來襲，隆德便在自身為植入阿賴耶識系統連接器的情況下，駕駛悟魔，先後對戰席克拉澤方和威斯塔利歐，在與後者大戰途中，連帶機體不慎被一道突如其來的巨雷劈中，當場戰死。
所駕駛的機體：騎士式格雷兹（指揮官機） → 悟魔鋼彈

### 其他角色
阿德尼爾·麥雅（Adenyl Mayer）
聲：寺杣昌紀
狀態：死亡。
厄祭戰和機動裝甲的頂尖研究學者，也是席克拉澤的父親兼門斗的老師。
透過數次的考古研究，得出了「厄祭戰是一場魔與神之間相殺的創世記」的結論，並深信著「時間的流逝只會積纍值得聆聽的歷史，而不是將其埋沒」這個理念，認爲只要掌握跟厄祭戰和MA的大量學問，便能為所有人類重獲自由。
然而事與願違，阿德尼爾被來自末日號角的「七星勢力」的伊兹納里歐·法里德買凶殺害，還僞造成意外事故，此事也導致席克拉澤走上了用武力來換取自由的道路，亦根據席克拉澤的説法，阿德尼爾還調查出「有個對人類有敵意的MA統率者（絕對力量）」的存在，並推測出其掩埋位置就坐落在「七星勢力」伊修家族的宇宙聖域——拉塔托斯克。
N
狀態: 存活。
「獵殺兀爾德」作戰計劃的發起人，本名不詳。
根據珂魯娜魯的透露，實際上包括她和佩羅兹在内的七名引路人，都是由這位主人花大錢買下來，作爲執行作戰計劃的一系列棋子，事後承諾會給予引路人們相應的報酬和自由。
所發放的七個圓環，幾乎都與末日號角「七星勢力」祖先曾經使用過的設施所在地有著很大的關係，但實際詳情仍是個謎。